# 江差追分会館・江差山車会館
江差追分会館・江差山車会館（えさしおいわけかいかん・えさしやまかいかん）は、北海道檜山郡江差町にある、「江差追分」に関する展示と体験、及び姥神大神宮渡御祭の山車（ヤマ）に関する展示を主とした施設である。

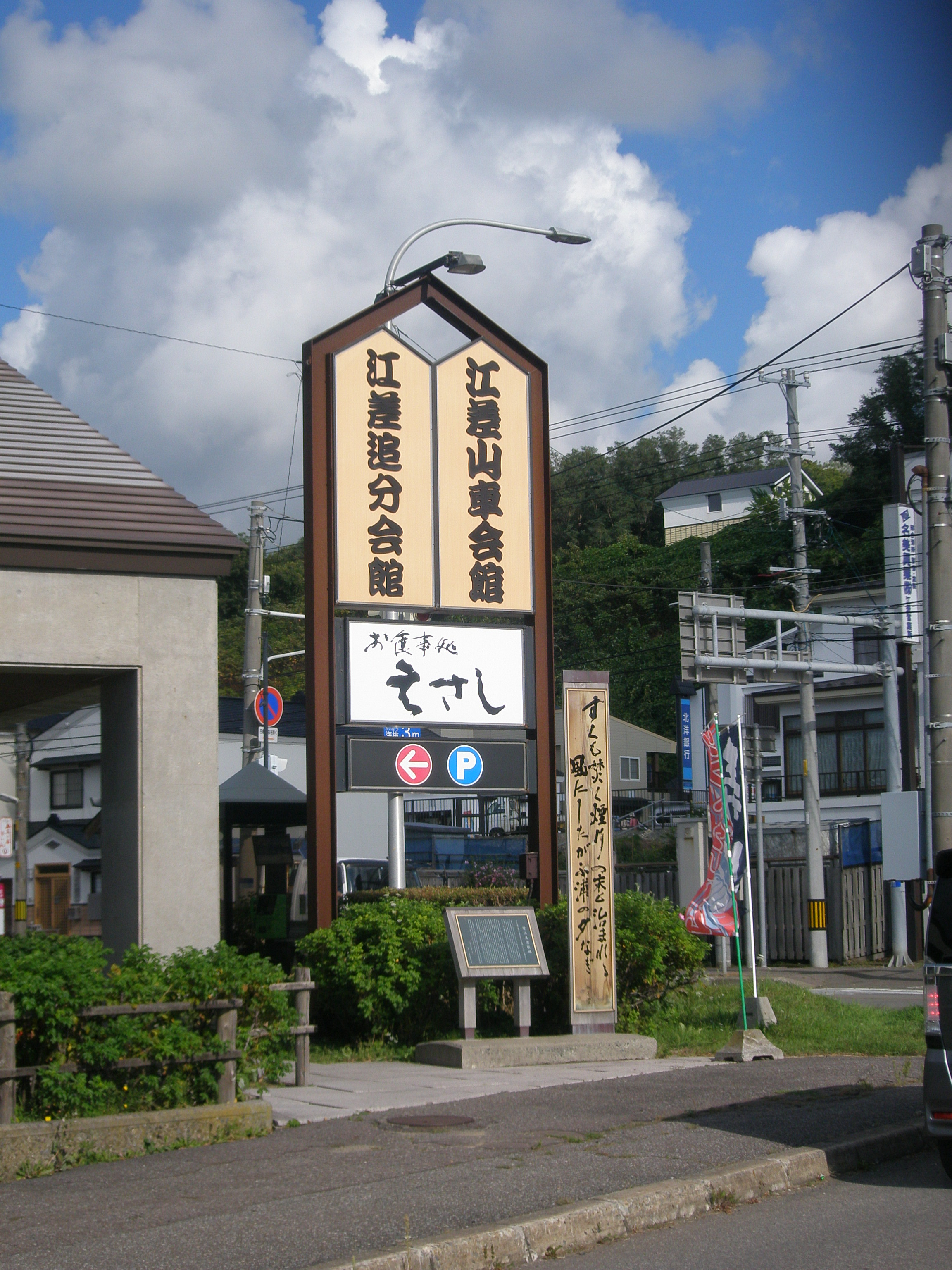
江差追分会館・江差山車会館看板

## 概要
江差を代表する民謡「江差追分」その他の伝承を目的として、江差に伝わる「江差追分」を含めた各種民謡に関する展示と「江差追分」の体験、及び姥神大神宮渡御祭の山車（ヤマ）巡行に使われる山車の実物と山車に関する各種資料の展示を主とした施設で、先に「江差追分会館」が建てられ、後の増築によって「江差山車会館」も併設された。
なお、以降の山車の表記は全て「ヤマ」と称する。

## 沿革
- 1982年（昭和57年）4月 - 江差追分会館・開館[1]
- 2010年（平成22年）3月 - 江差山車会館部分を増築して落成、翌4月に開館[2]

## 施設

### 江差追分会館
- 伝習演示室

江差屏風絵を描いた緞帳を持つ舞台にて、江差追分をはじめ江差に伝わる数々の郷土芸能を実演するほか、スクリーンによる江差追分の源流・変遷・全国大会等の上映も行う。また、舞台を利用した催し物等が行われる事もある。

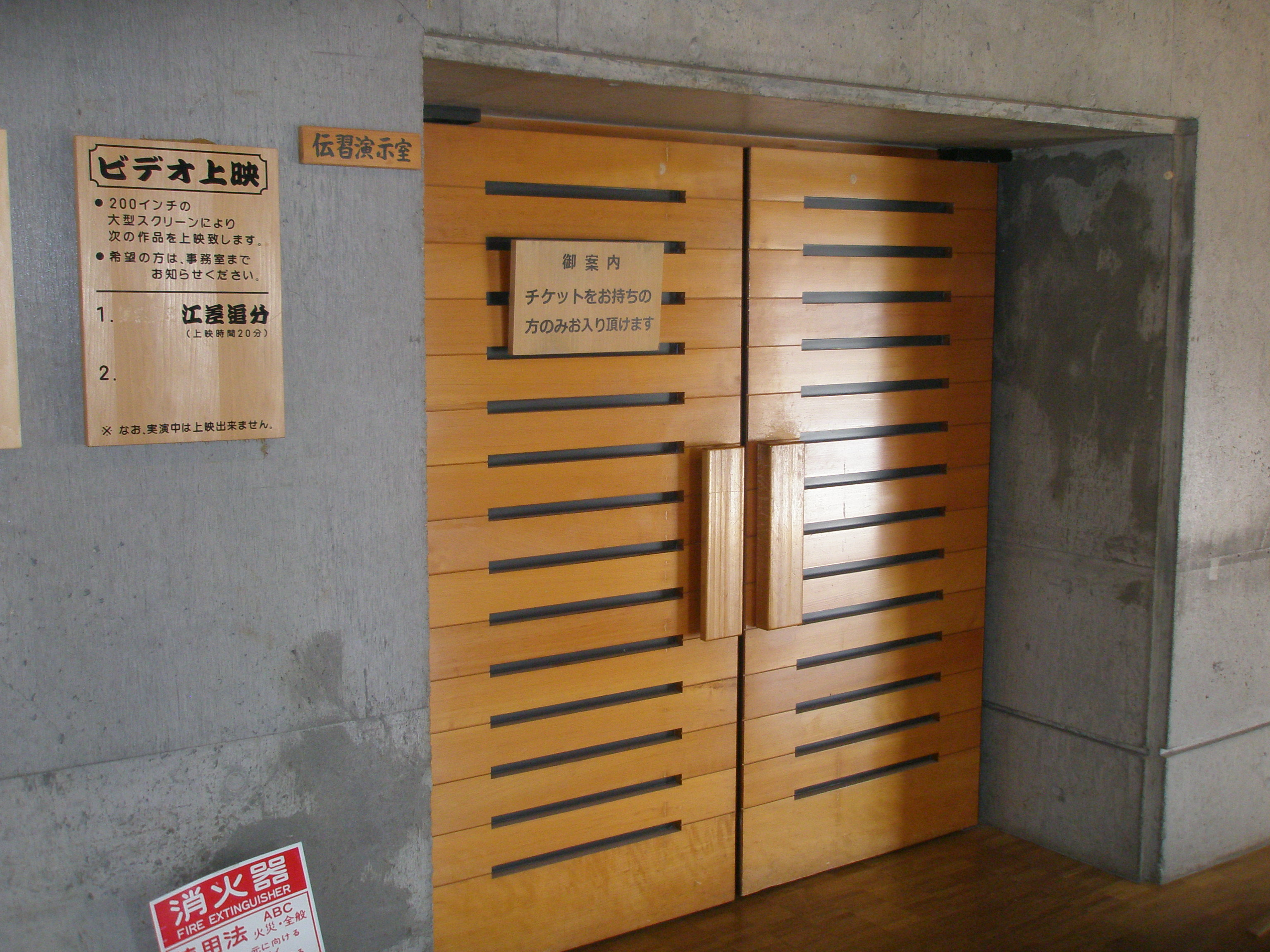
伝習演示室入口
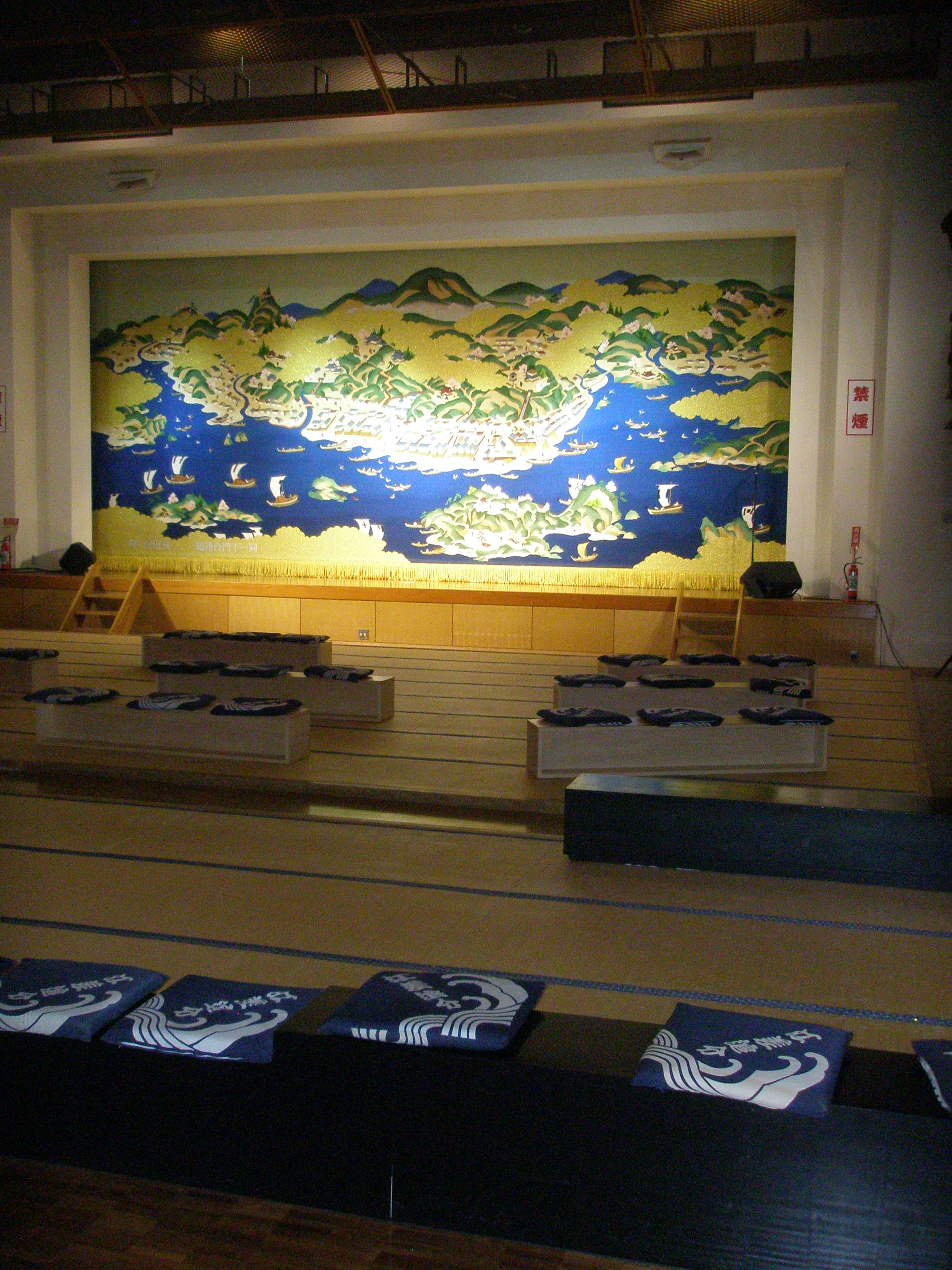
伝習演示室・客席と舞台
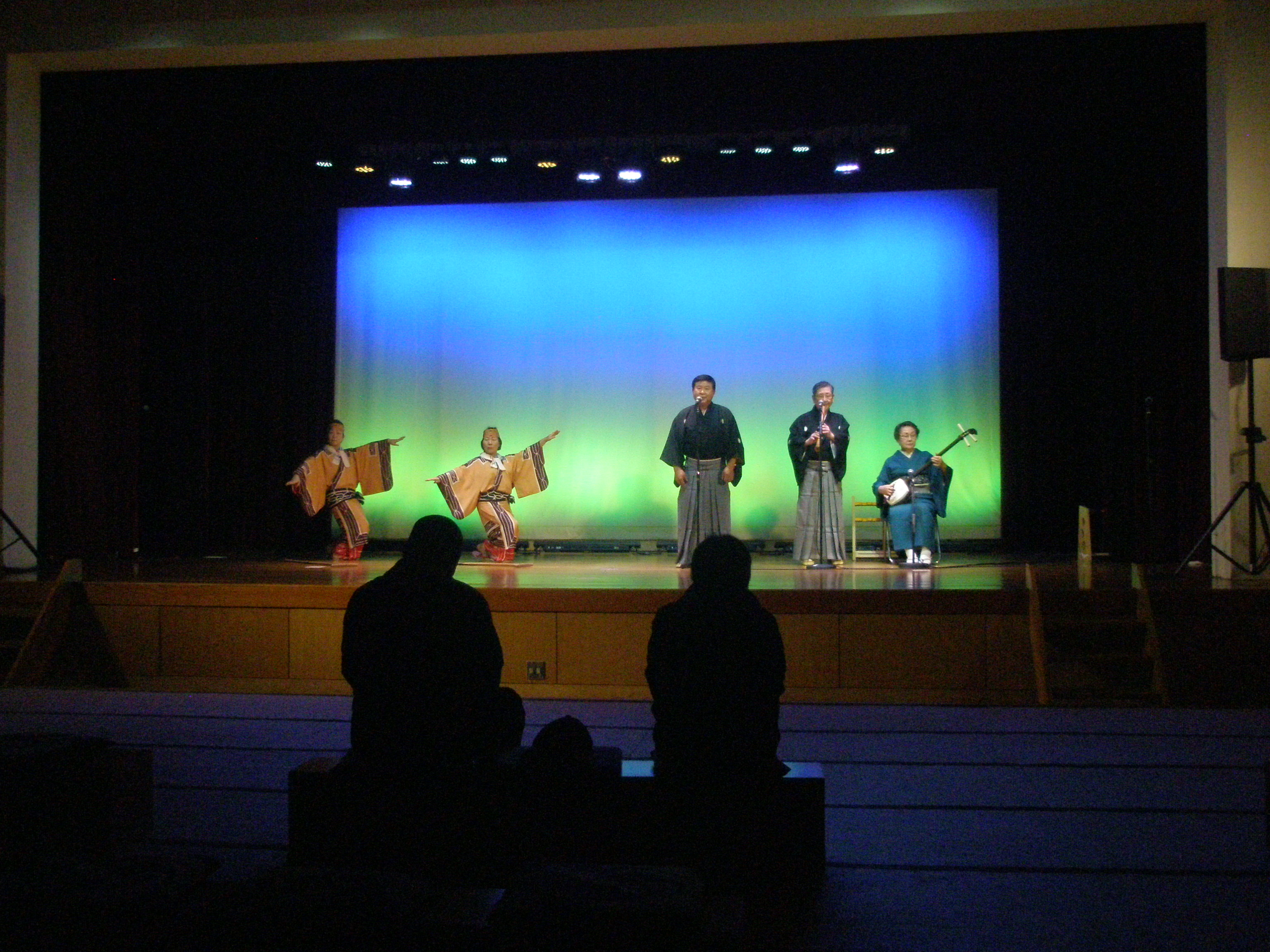
伝習演示室・江差追分（唄・踊り）実演-1
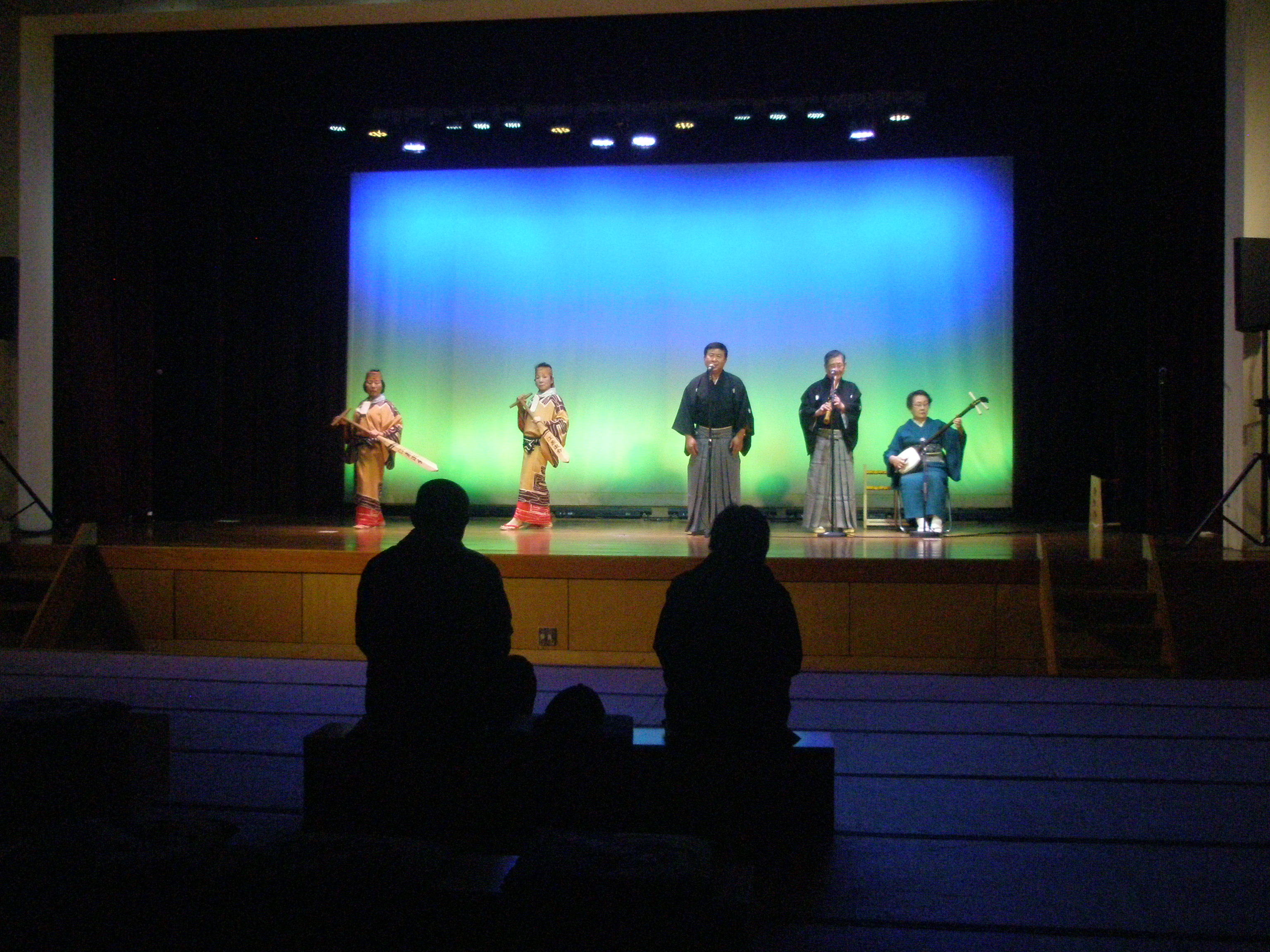
伝習演示室・江差追分（唄・踊り）実演-2
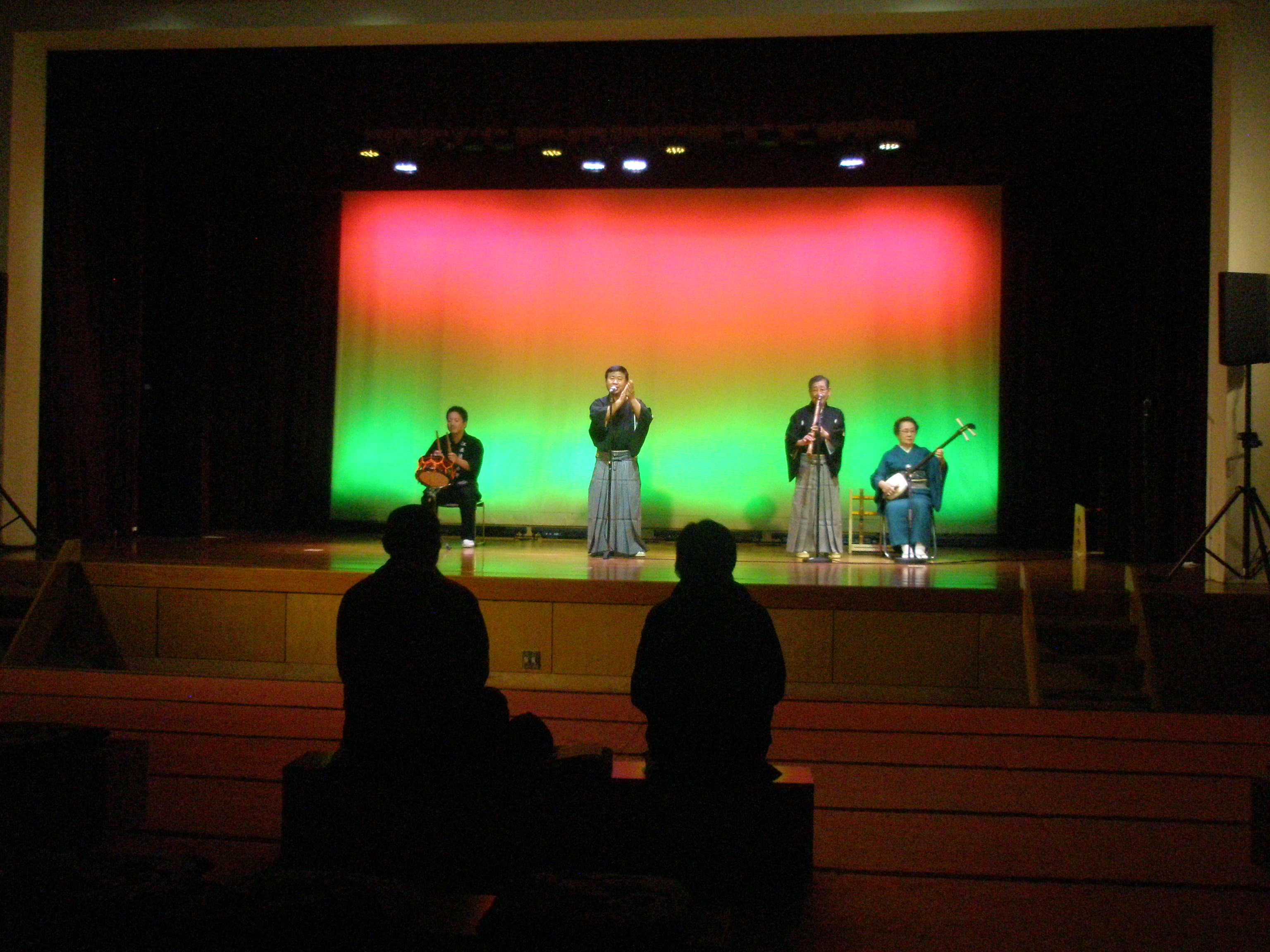
伝習演示室・ソーラン節実演

- 追分資料室

「追分節の源流と足跡」「飯島コレクション視聴室」などの展示のほか、江差追分歴代優勝者の唄や江差の各種民謡の唄と踊りを視聴できる施設、江差追分師匠の青坂満に関する展示、江差追分の文化的功労に関する展示、「追分文庫」とよばれる追分節や民謡関連の文献を閲覧できるブースなどがある。

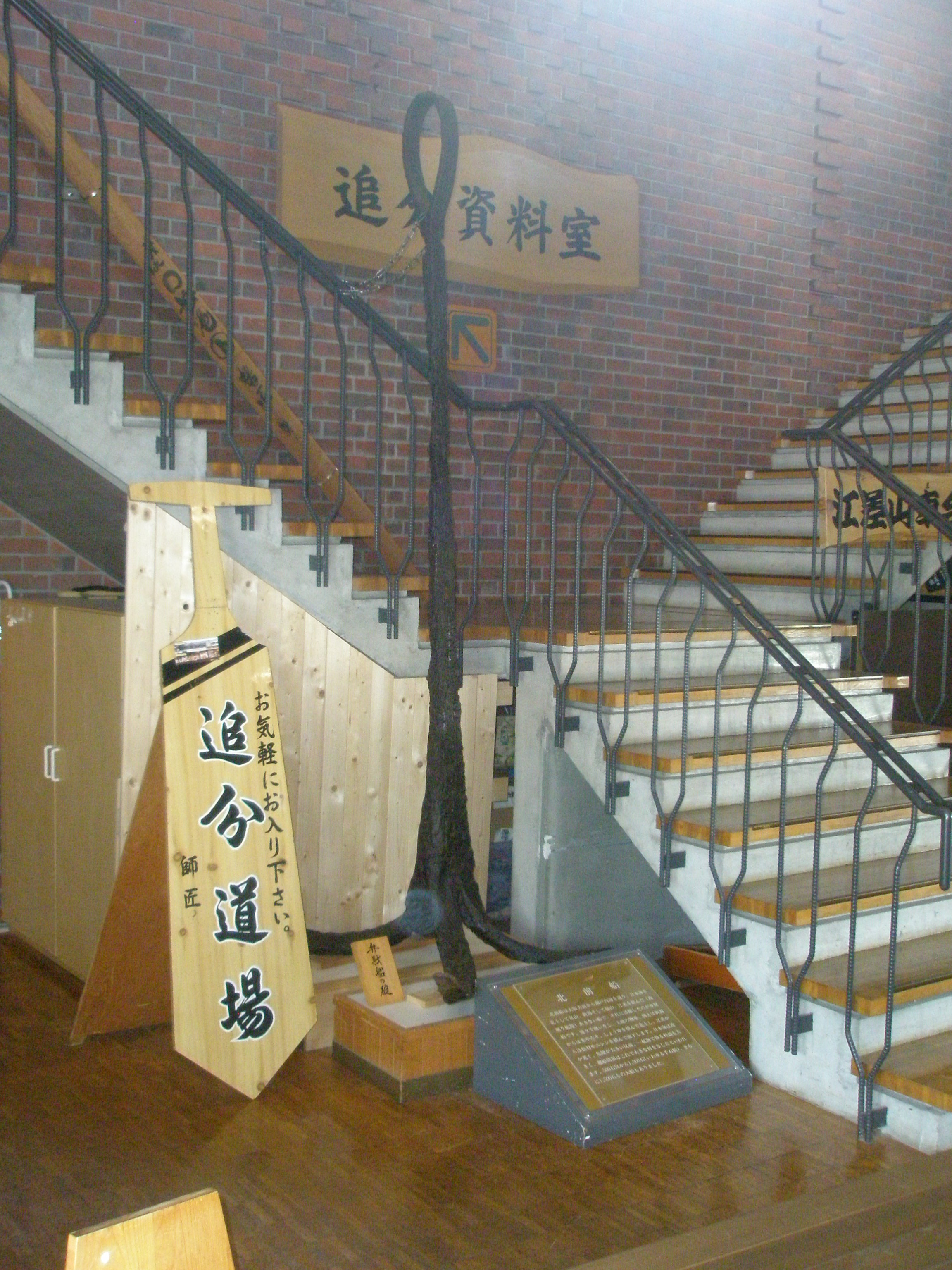
追分資料室入口に展示の北前船の錨
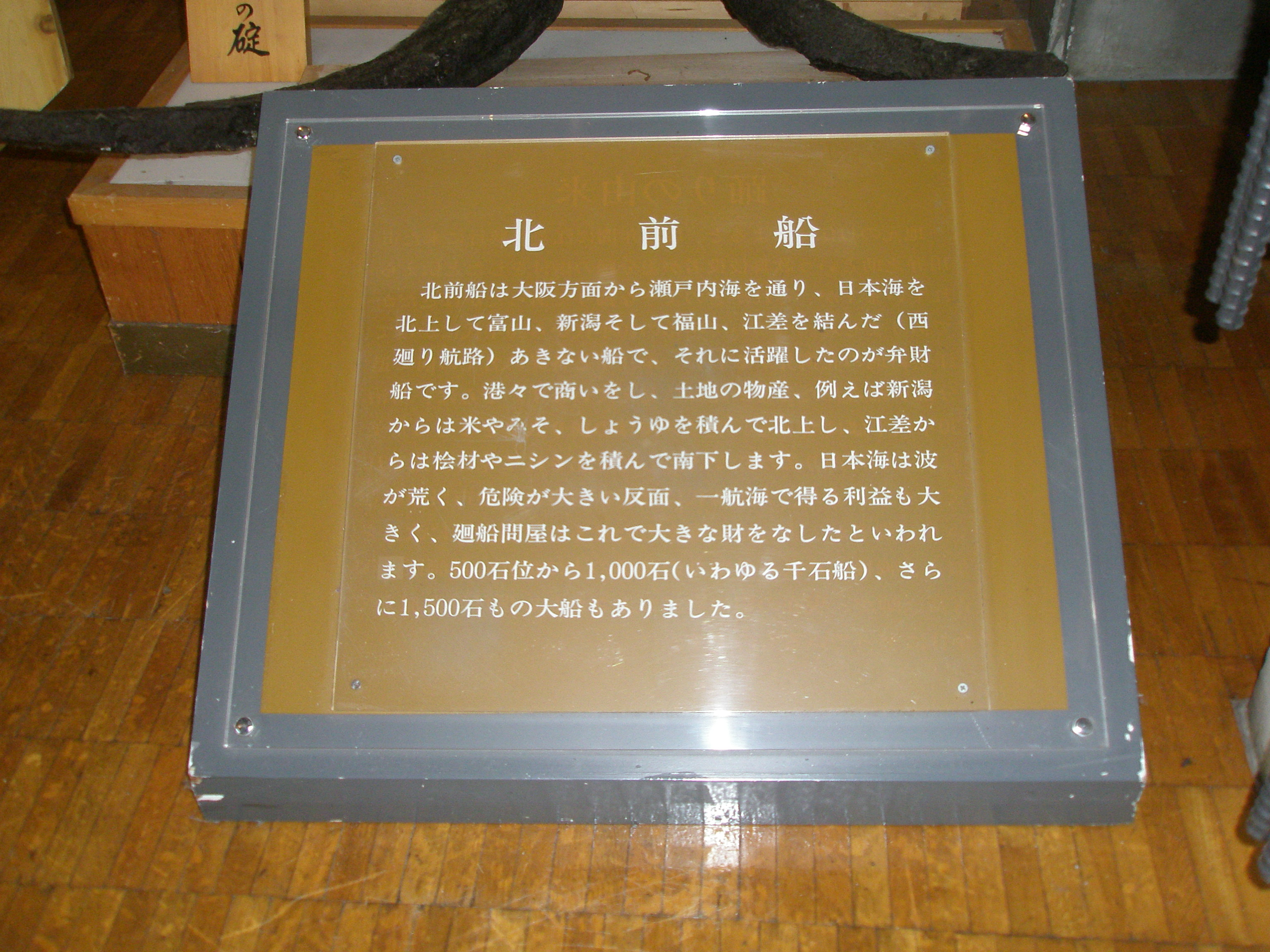
展示の錨の前に置かれた説明板
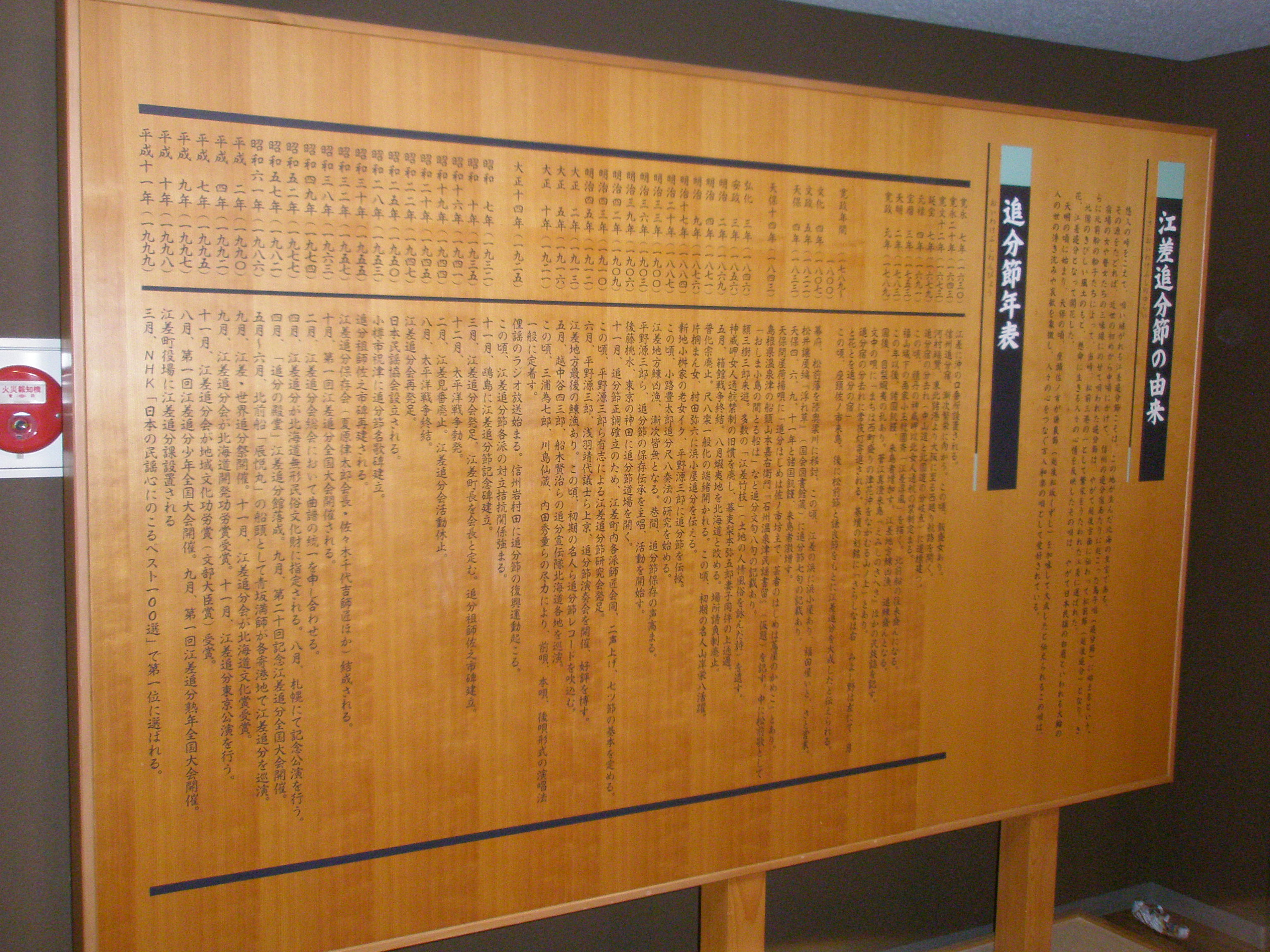
江差追分節の由来と追分節年表
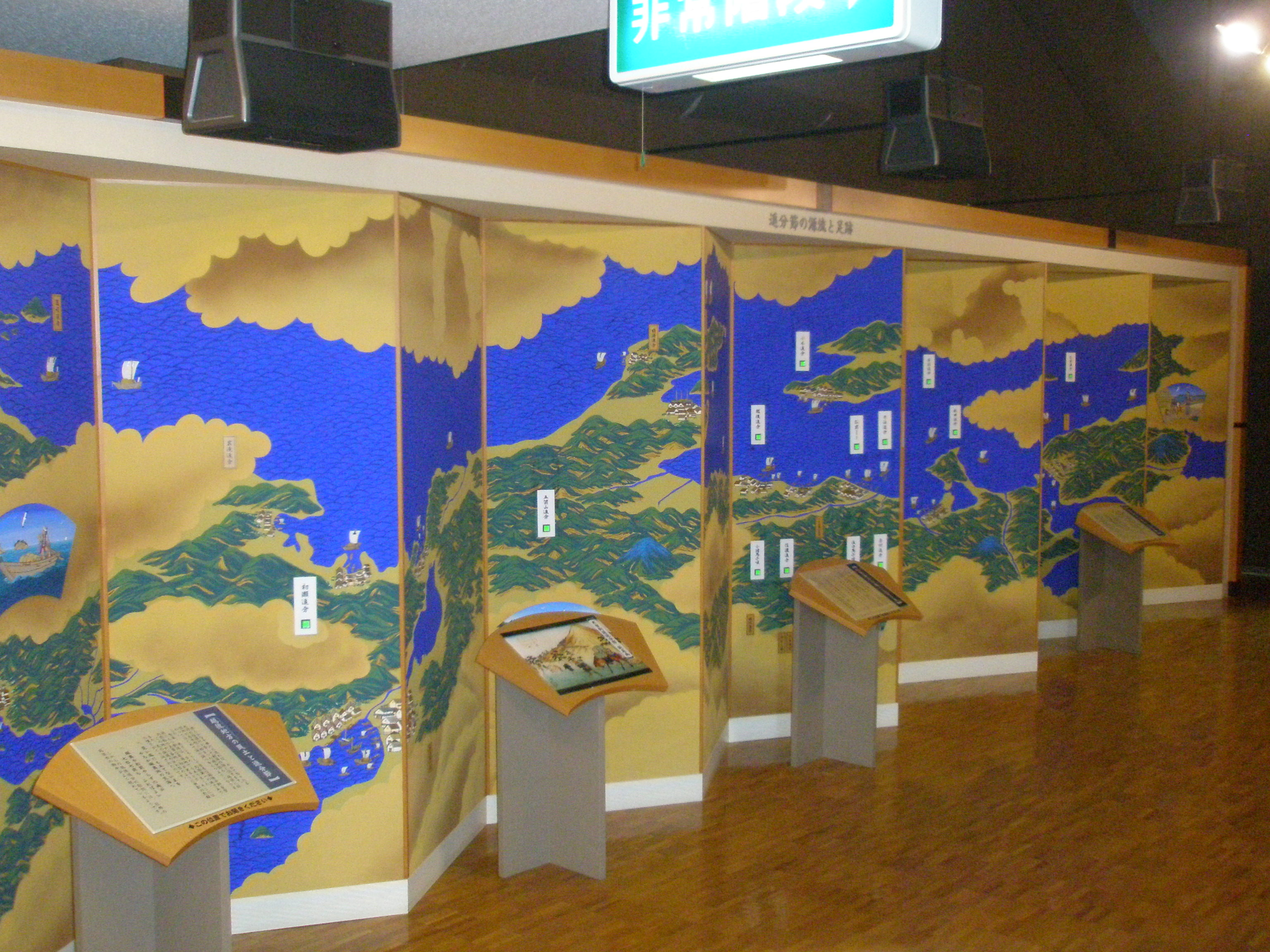
「追分節の源流と足跡」屏風1
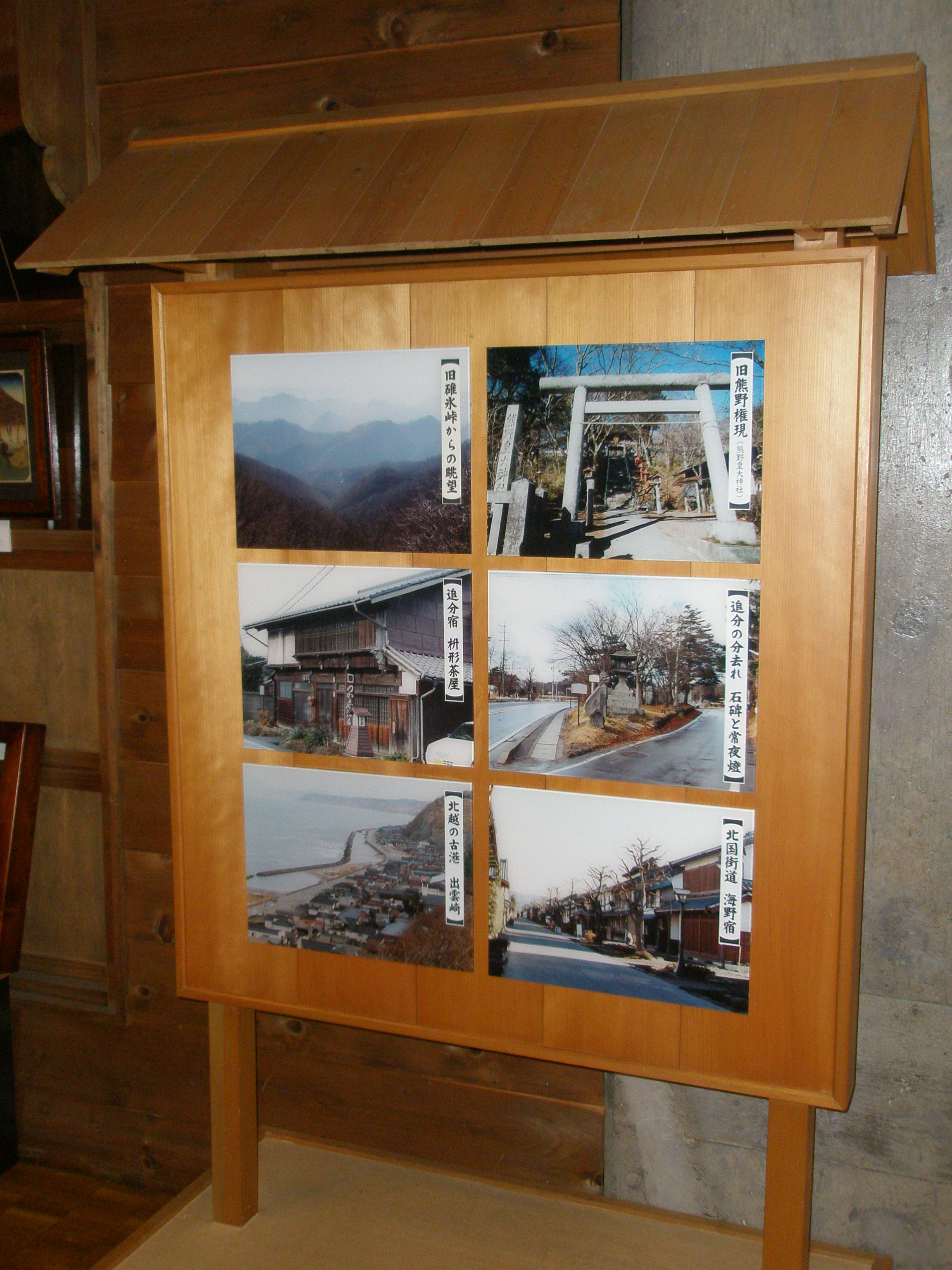
追分節にまつわる場所の写真展示
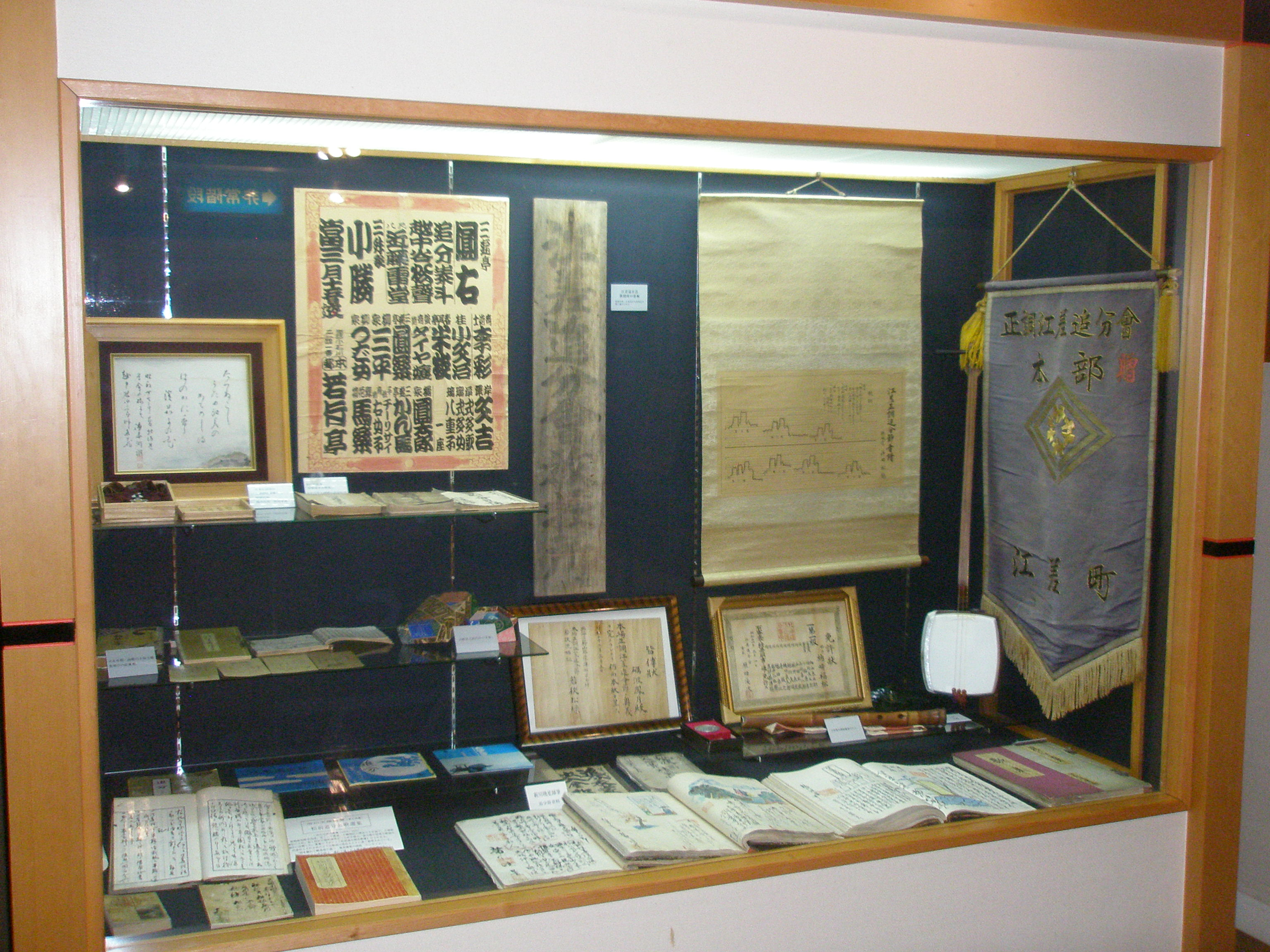
江差追分教授所（道場）に関する展示1
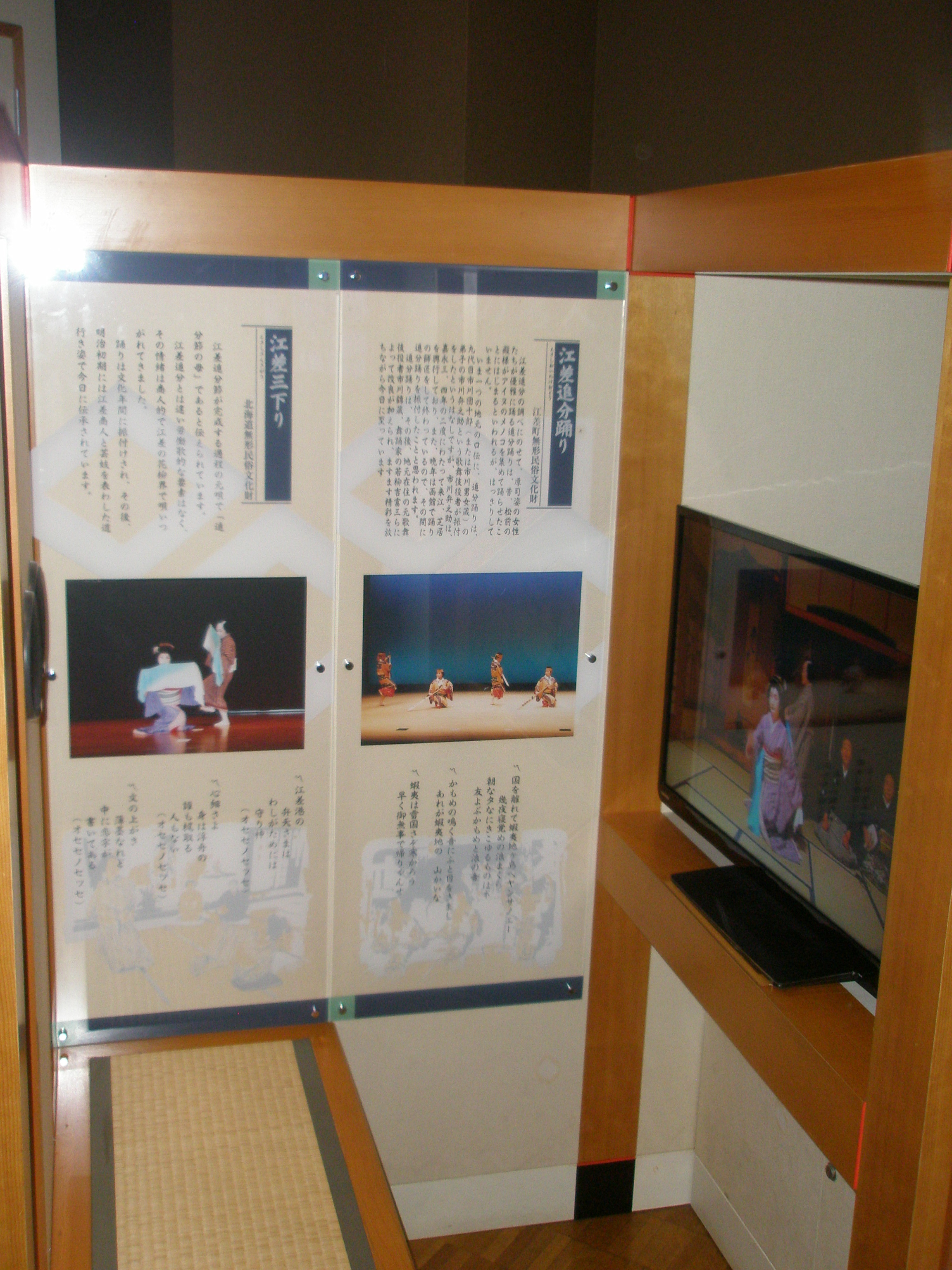
江差追分踊りと江差三下りの視聴ブース
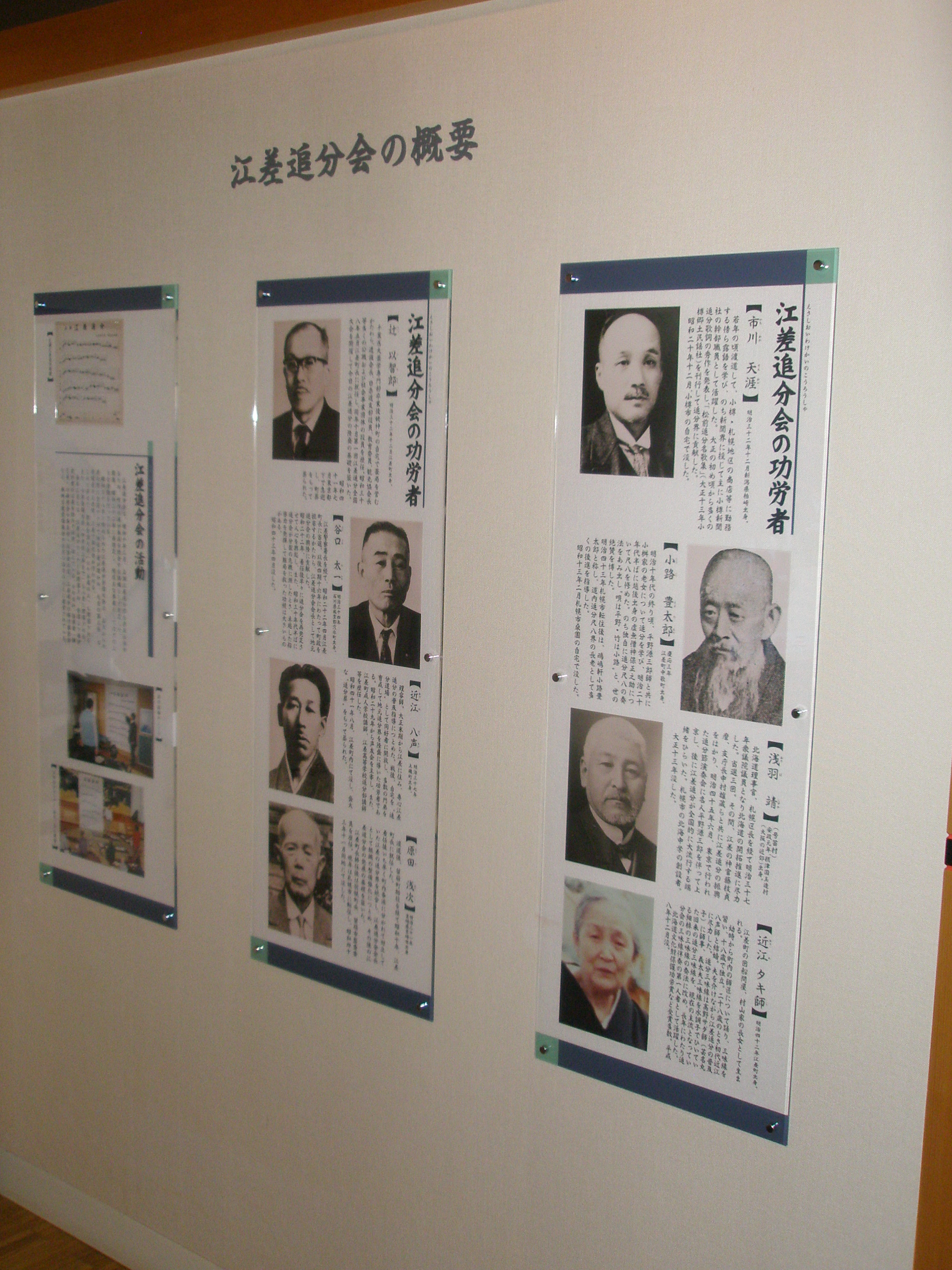
江差追分会の概要のパネル展示（功労者と活動内容）
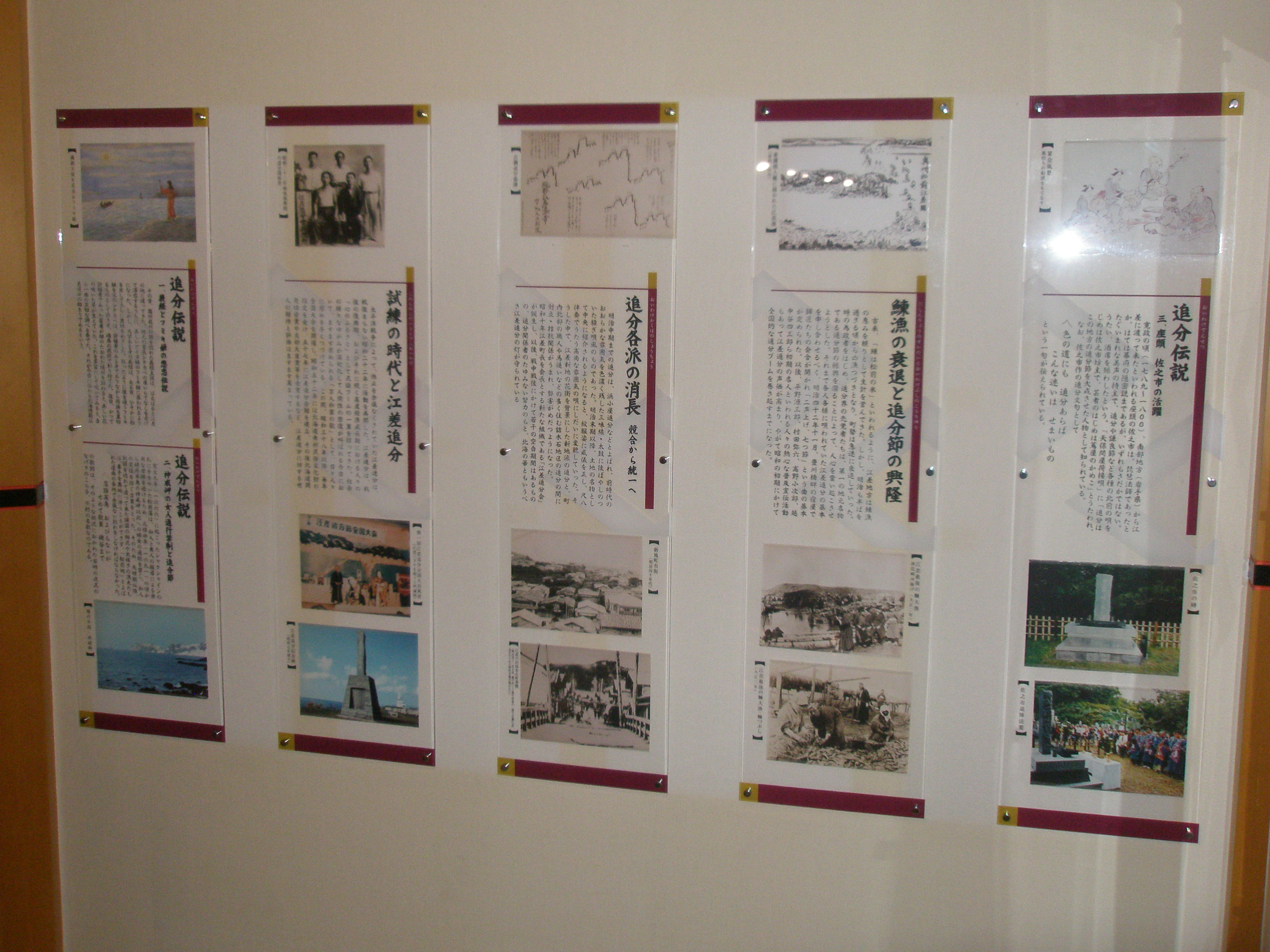
江差追分の歴史等のパネル展示
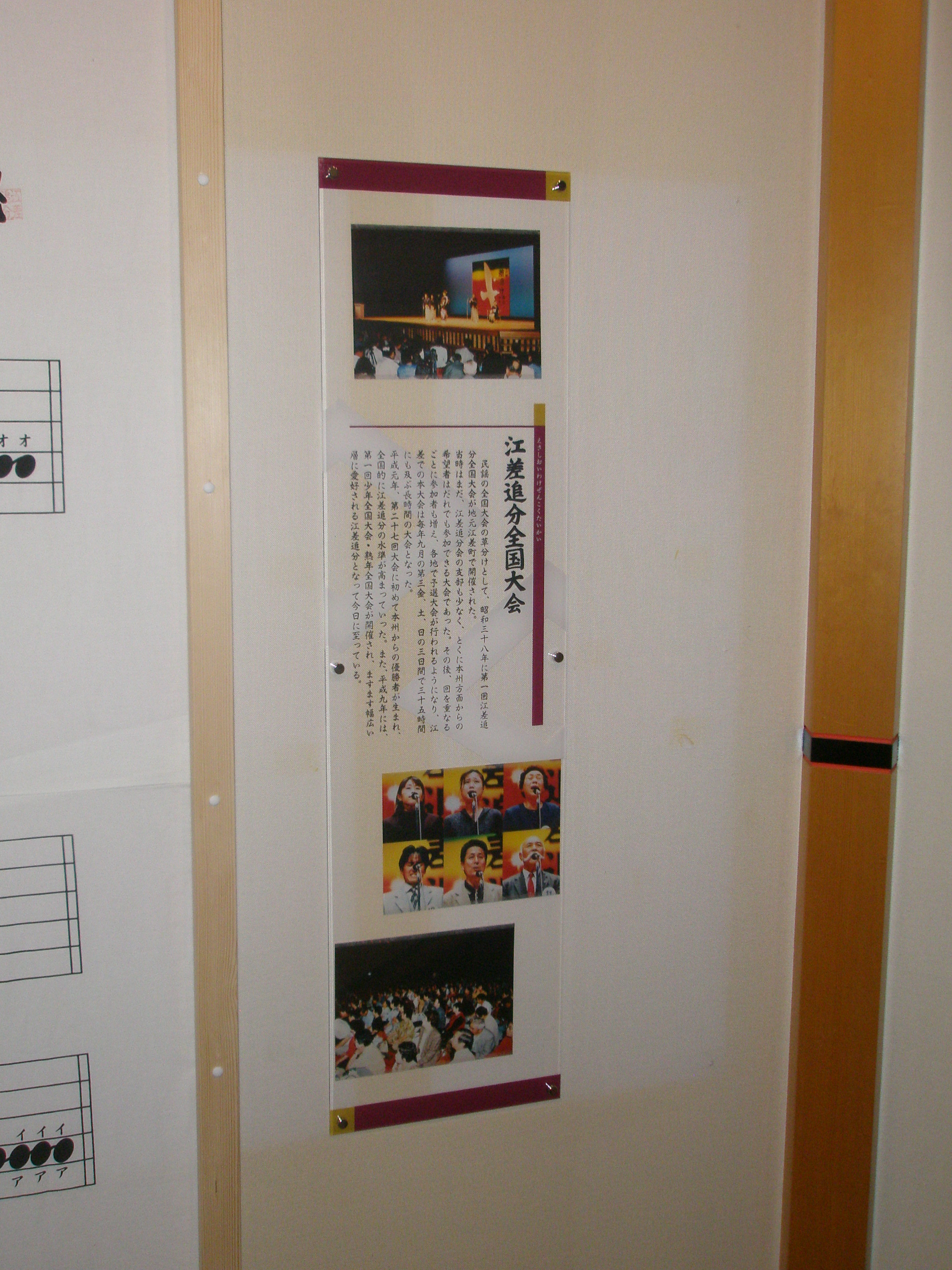
江差追分全国大会のパネル展示
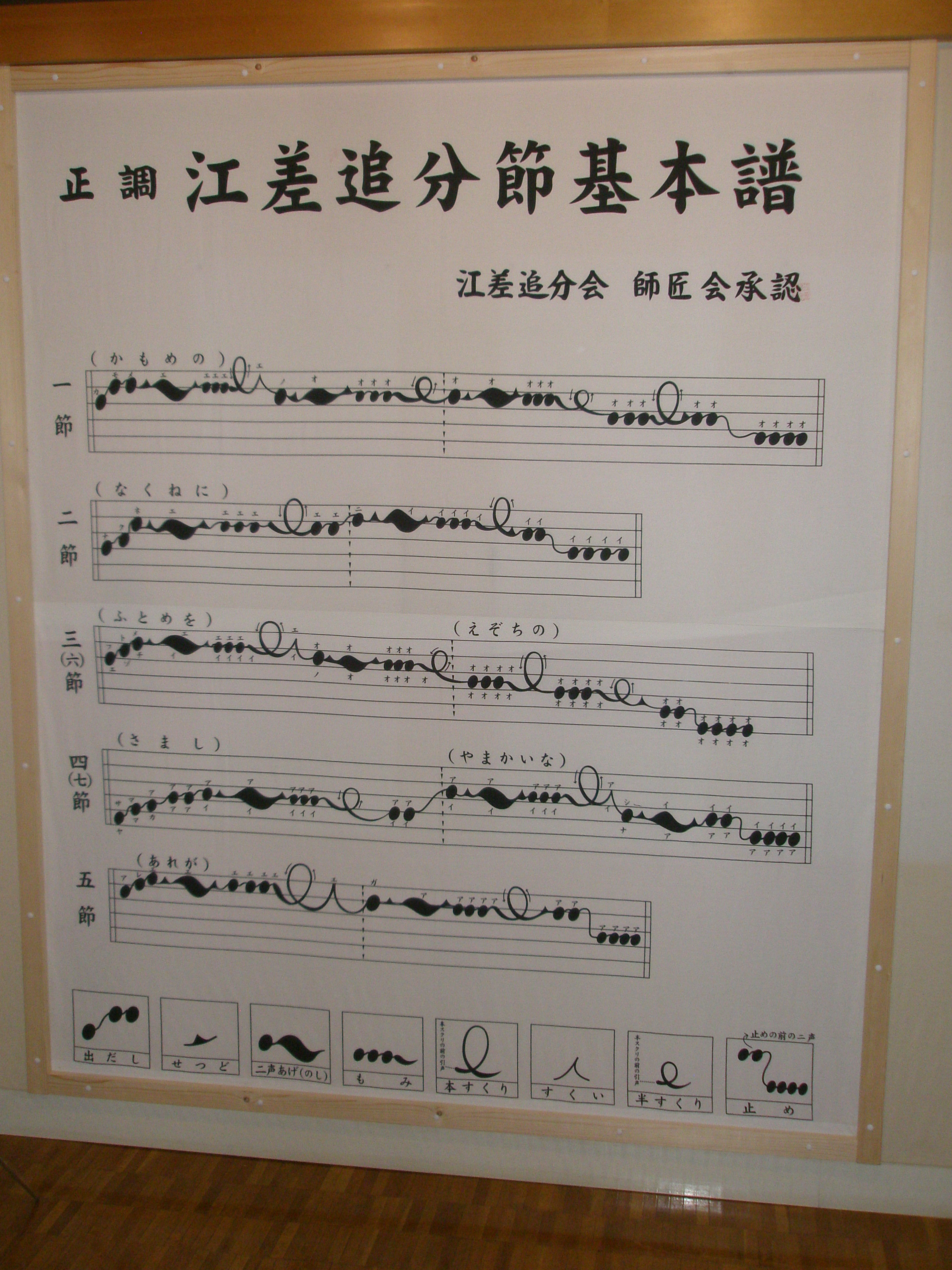
江差追分節基本符
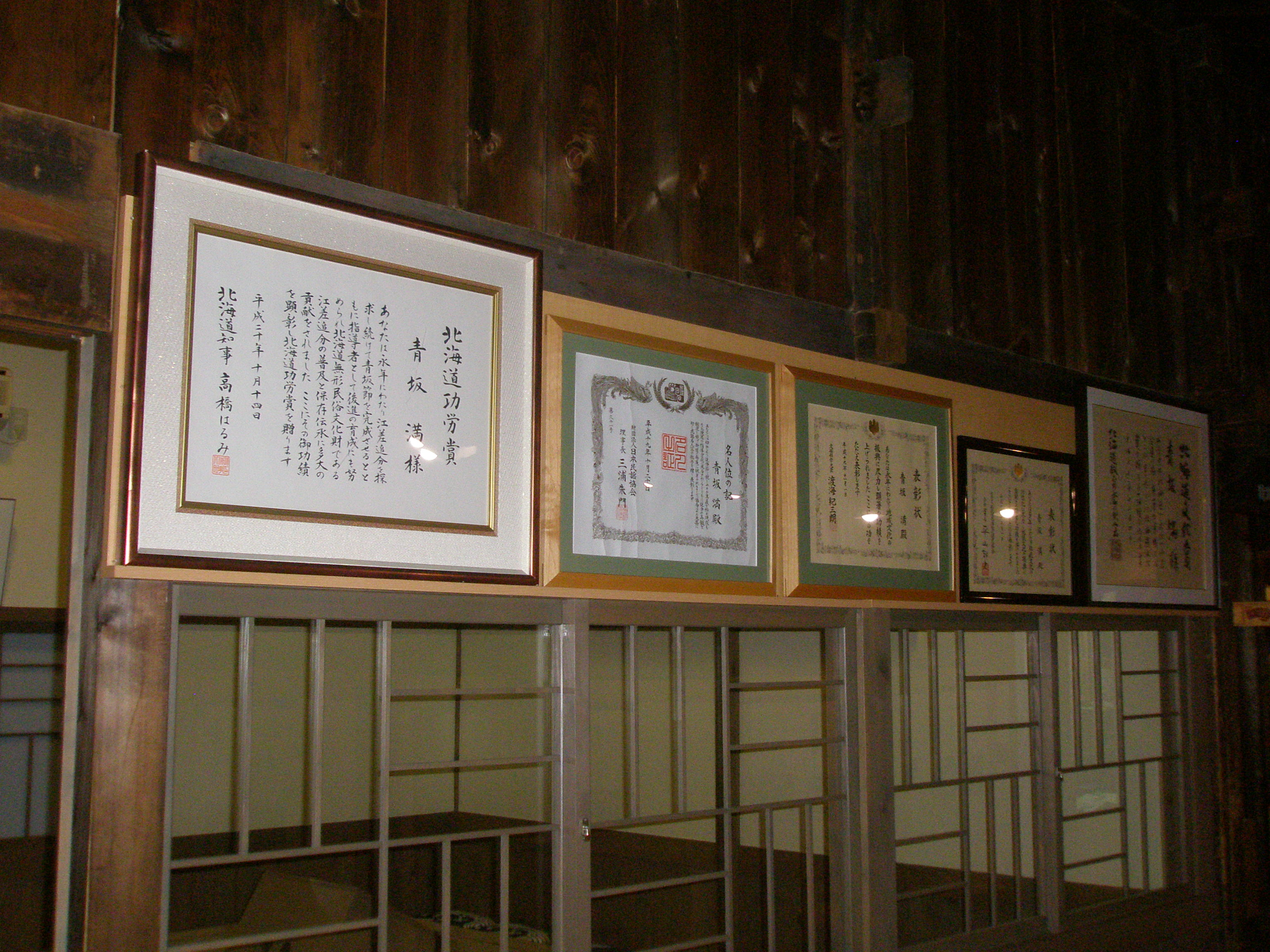
江差追分の名人「青坂満」に関する表彰の展示1
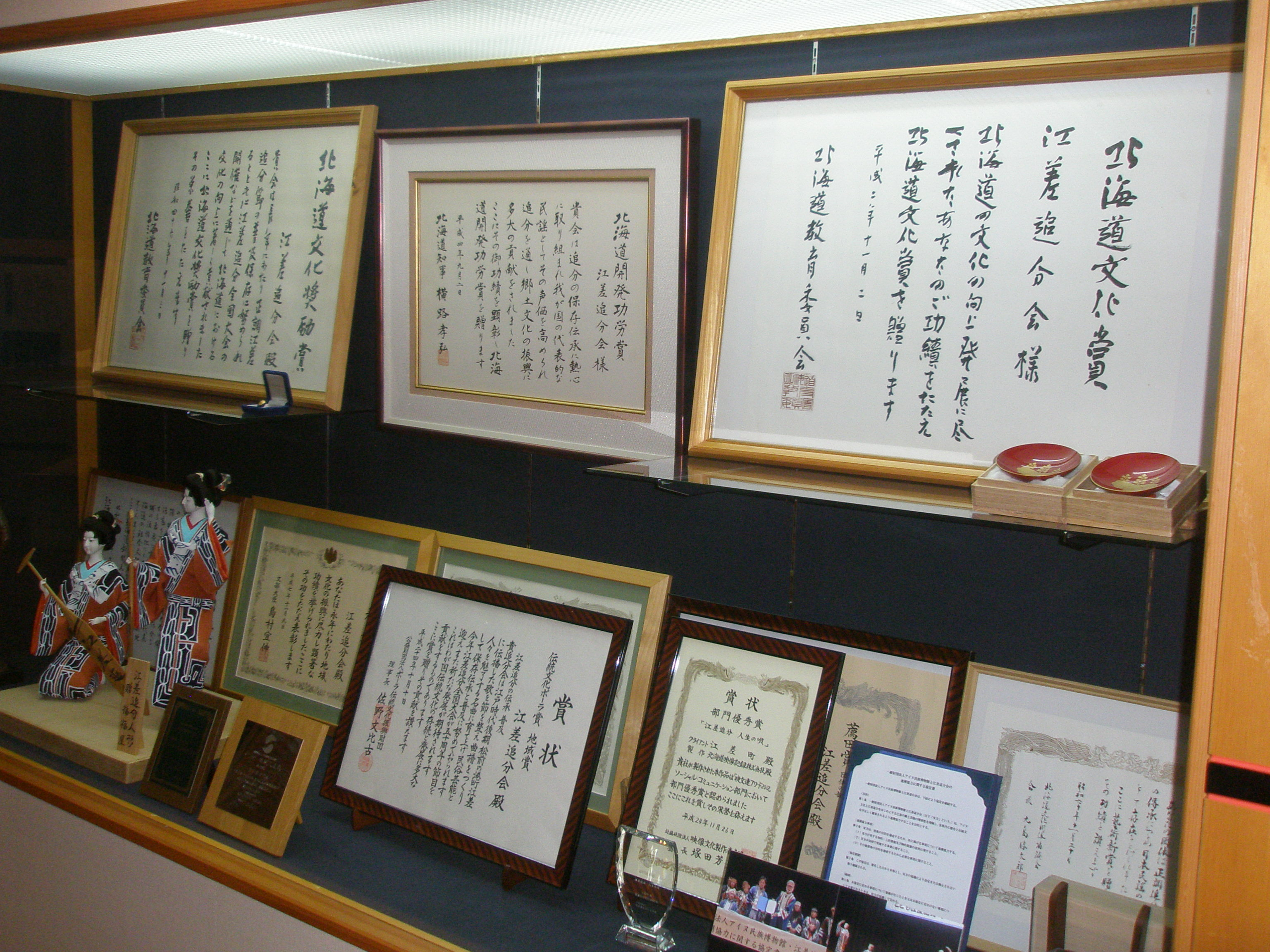
江差追分の文化的功労に関する展示
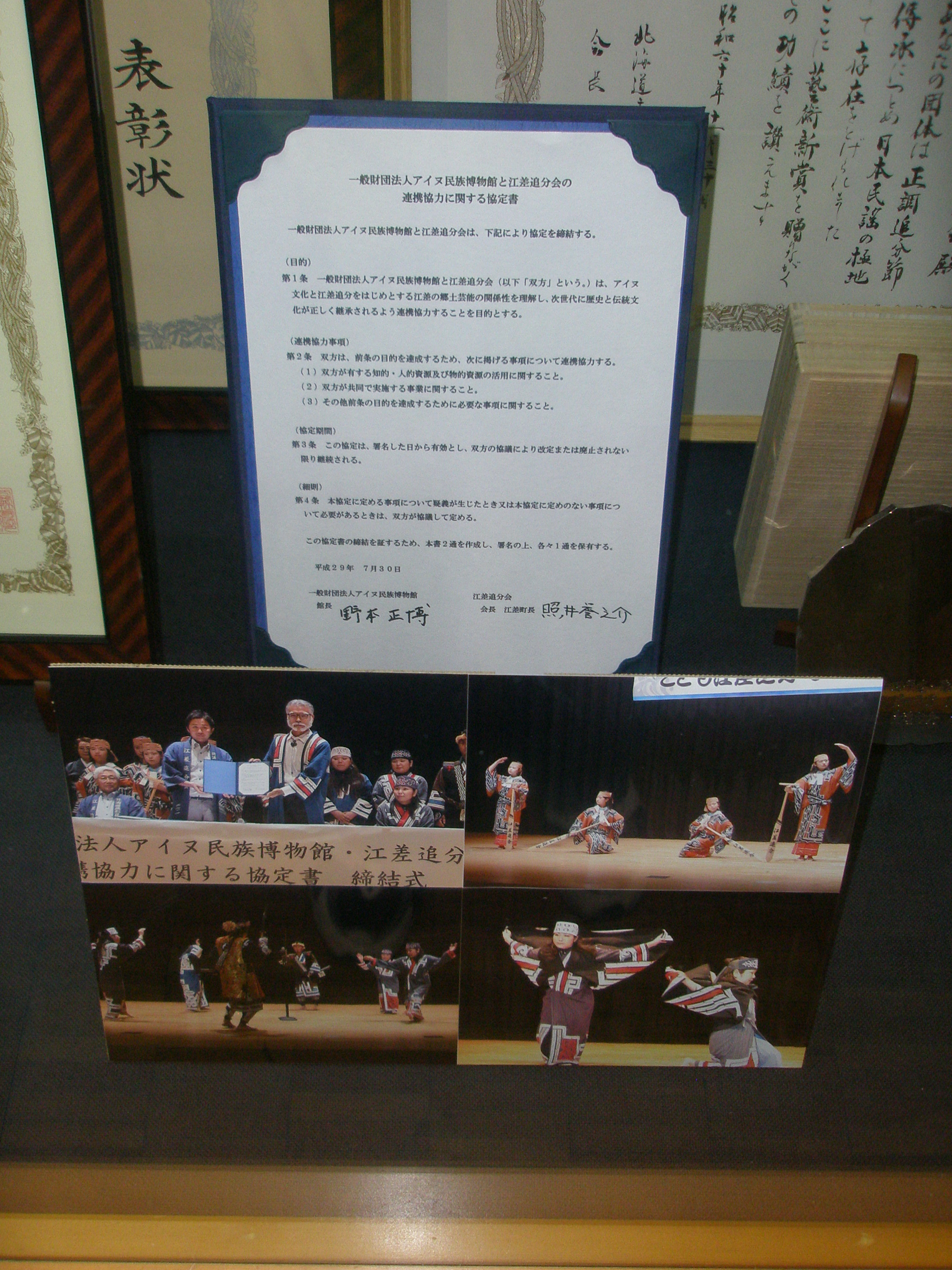
一般財団法人アイヌ民族博物館と江差追分会の連携協力に関する協定書と当時の写真

- 追分道場

江差追分会館の、後述する開館期間内の10:00～16:00において江差追分の指導を受けることができる。

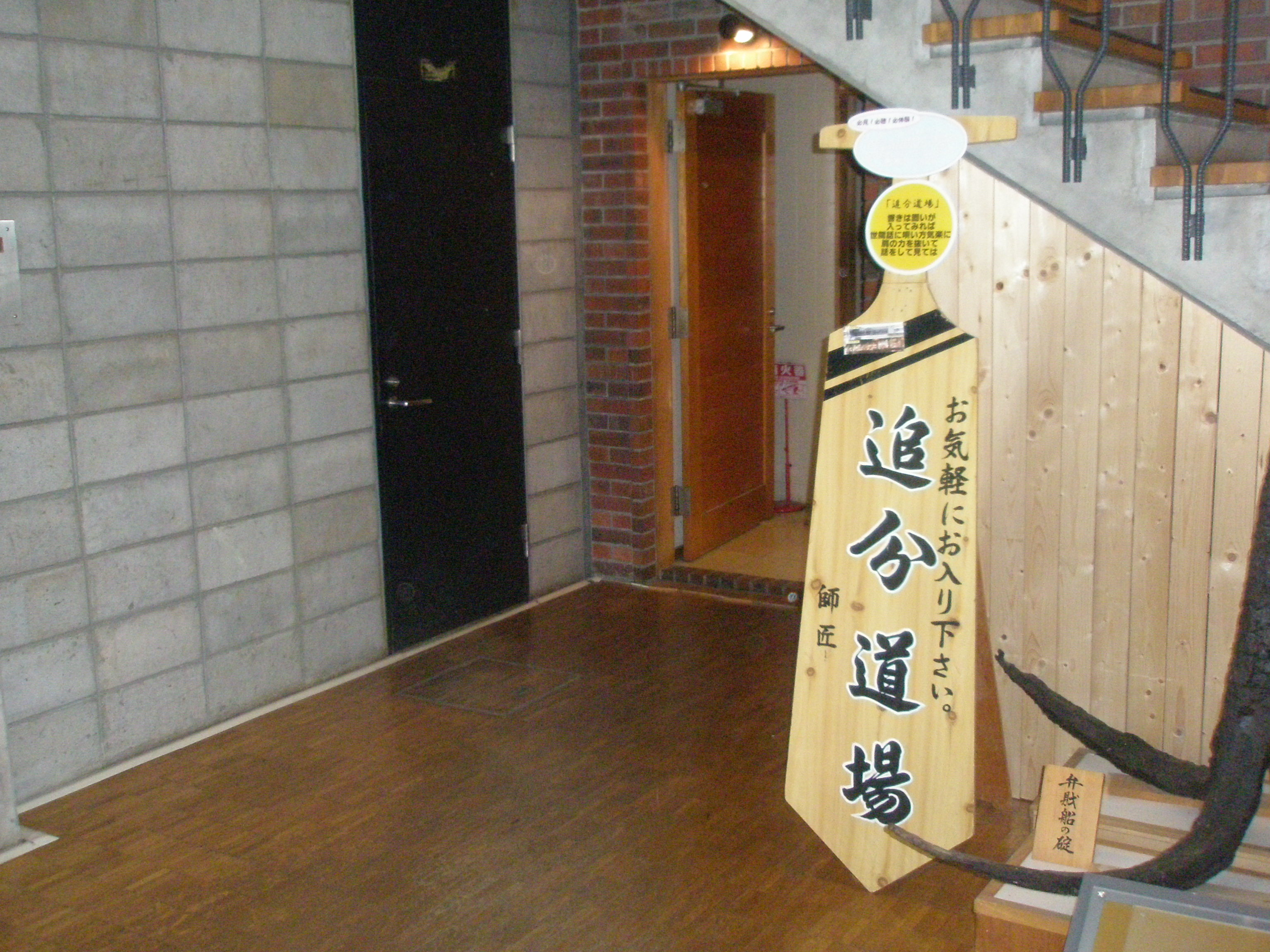
追分道場入口1
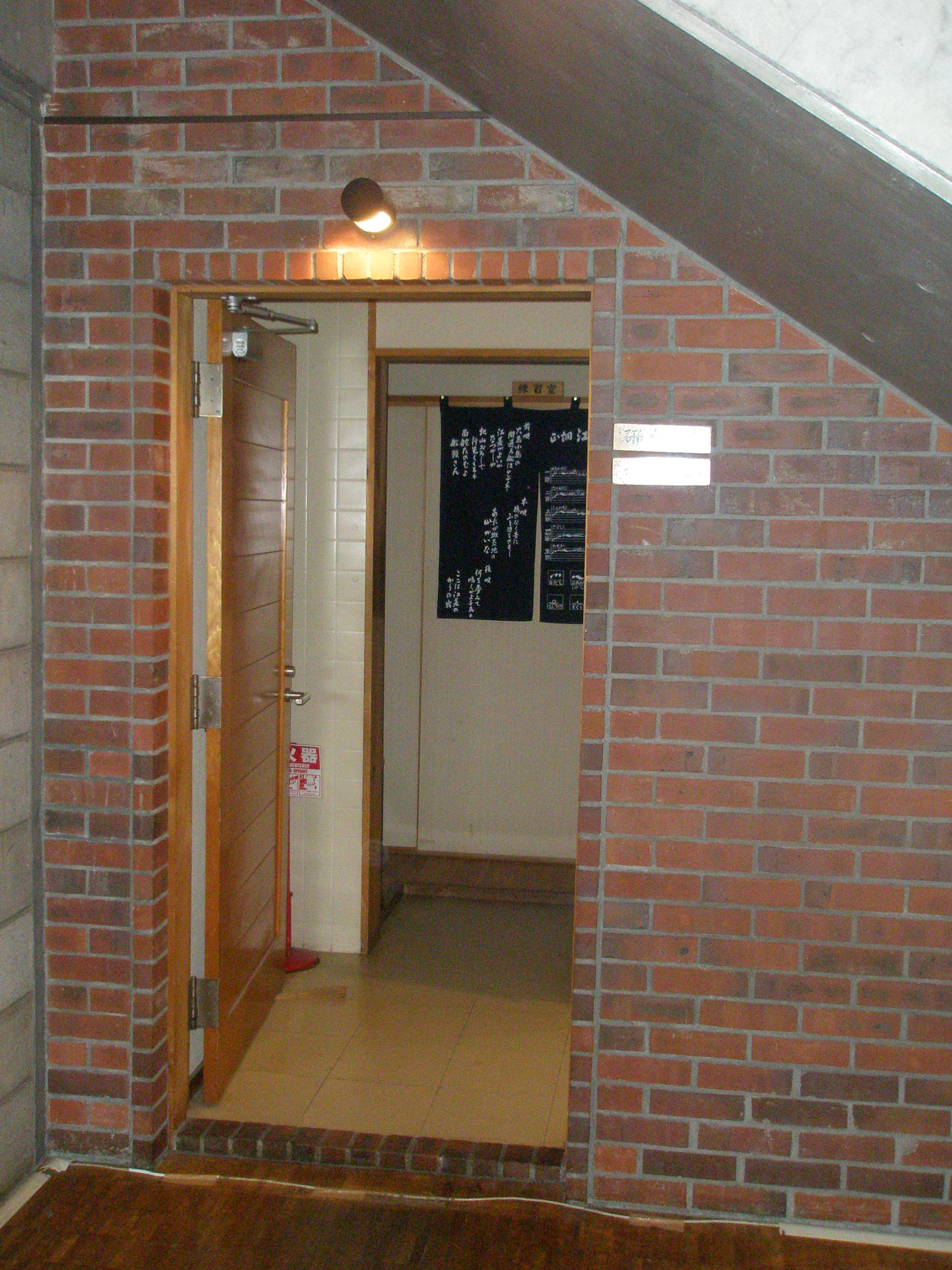
追分道場入口2
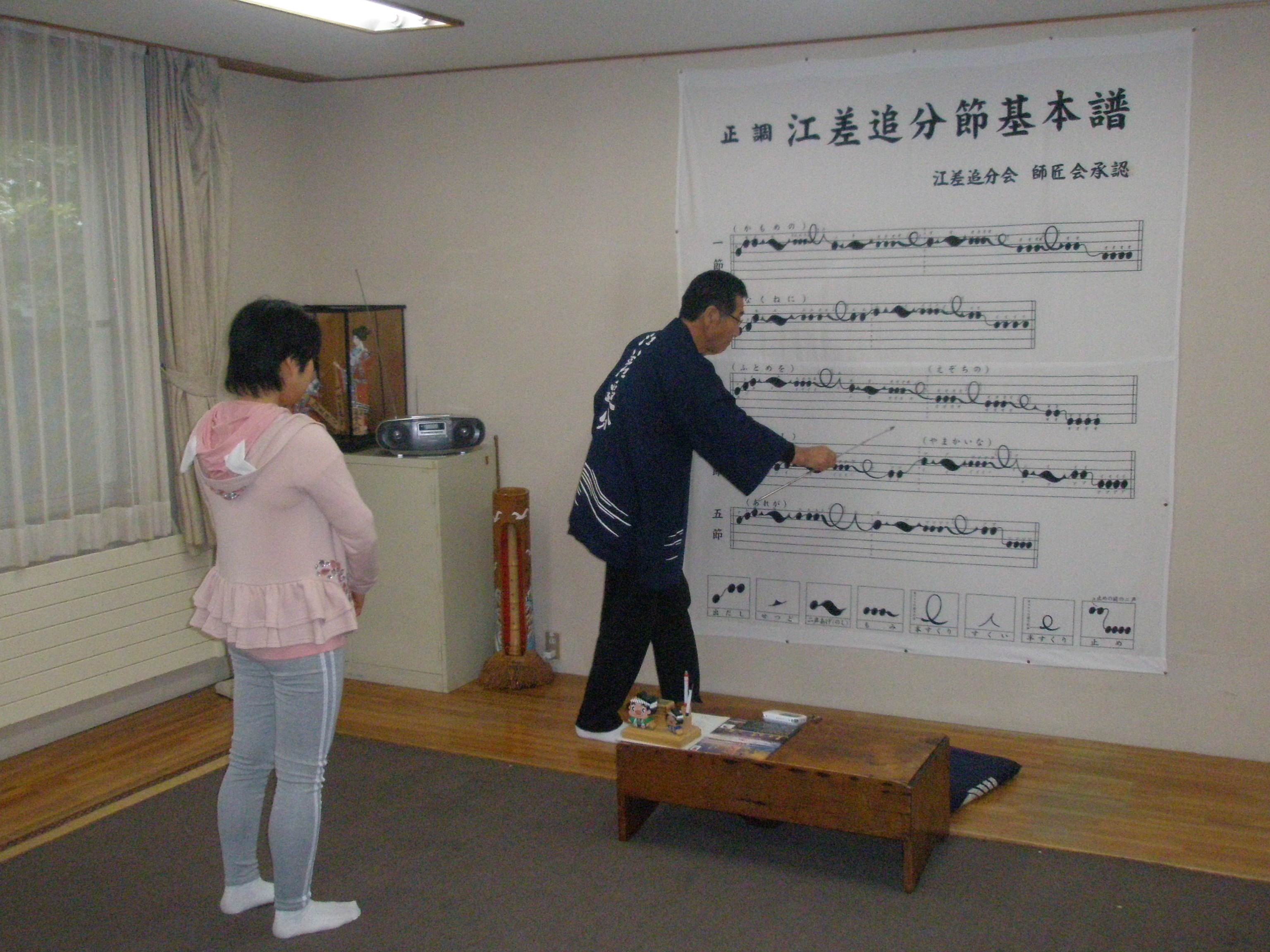
追分道場内・江差追分の指導

- その他、館内の伝習演示室と追分資料室・江差山車会館をつなぐ通路の梁部分には「江差追分全国大会」の歴代ポスター（縮小版）が、壁部分には江差追分を収録したレコードジャケットが展示されている。

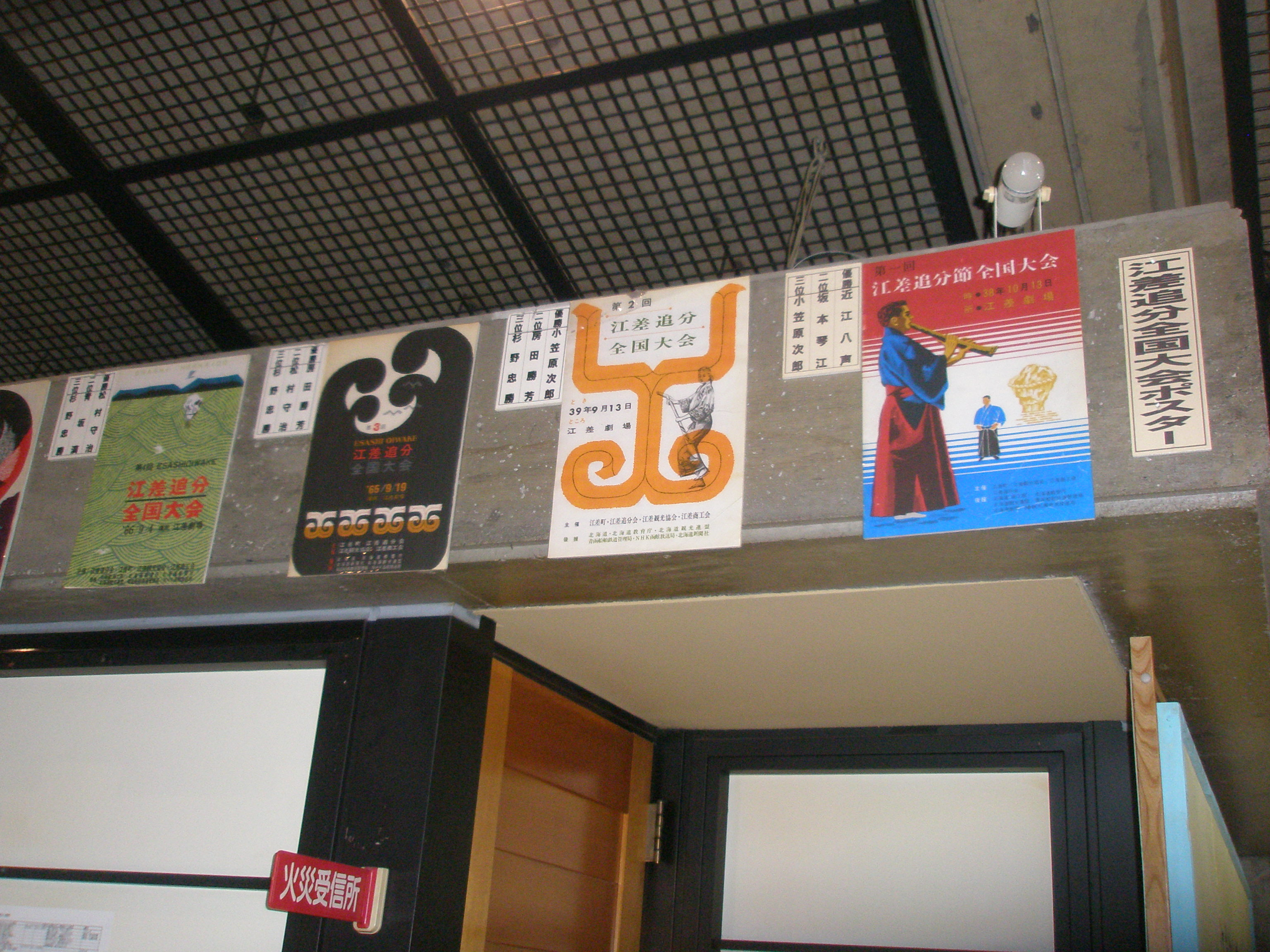
江差追分全国大会の歴代ポスター（縮小版）1
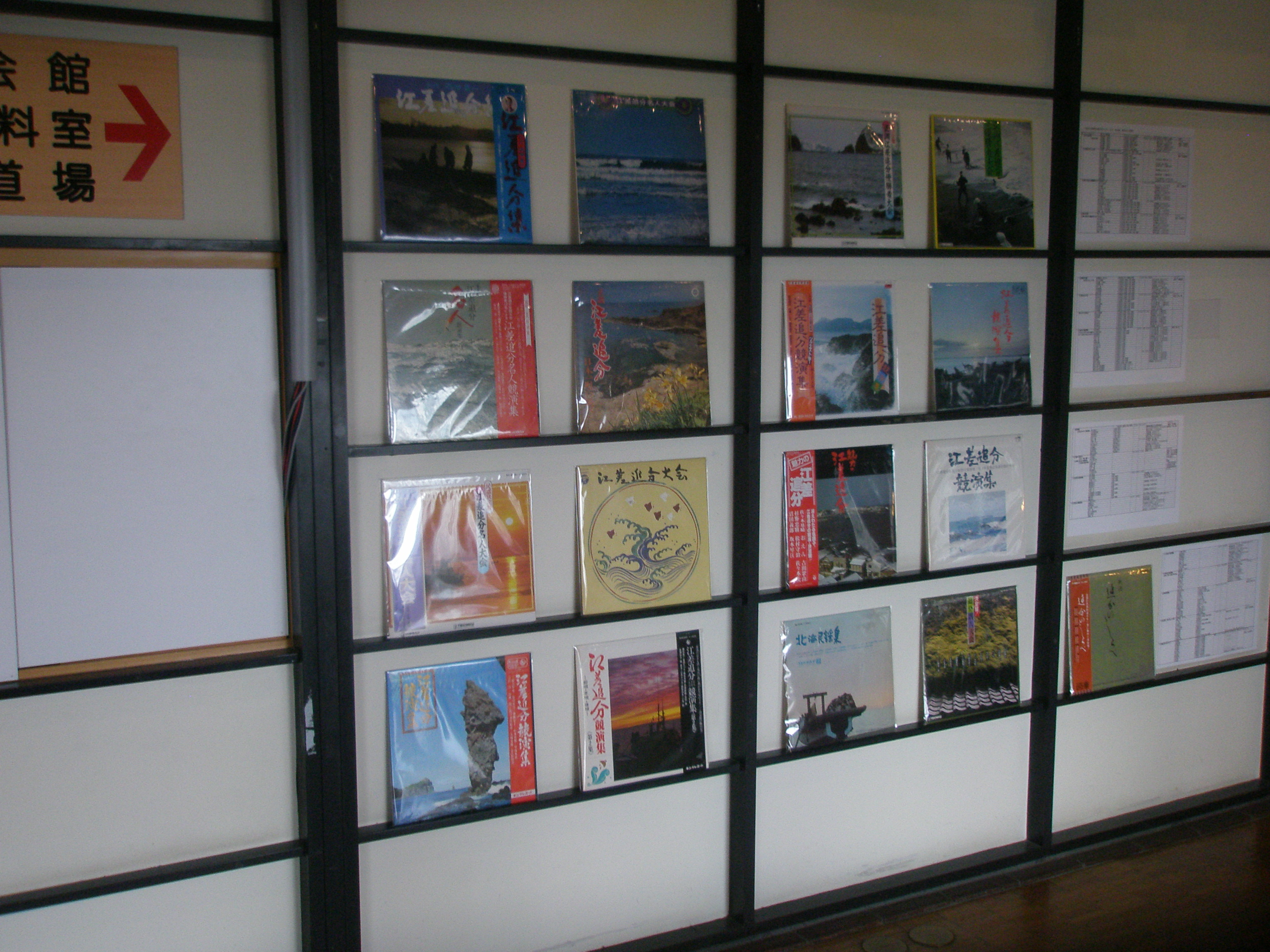
江差追分が収録されたレコードジャケットの数々

### 江差山車会館
- 山車（模型）

入口付近に、姥神大神宮渡御祭で巡行される山車の模型が展示されている。

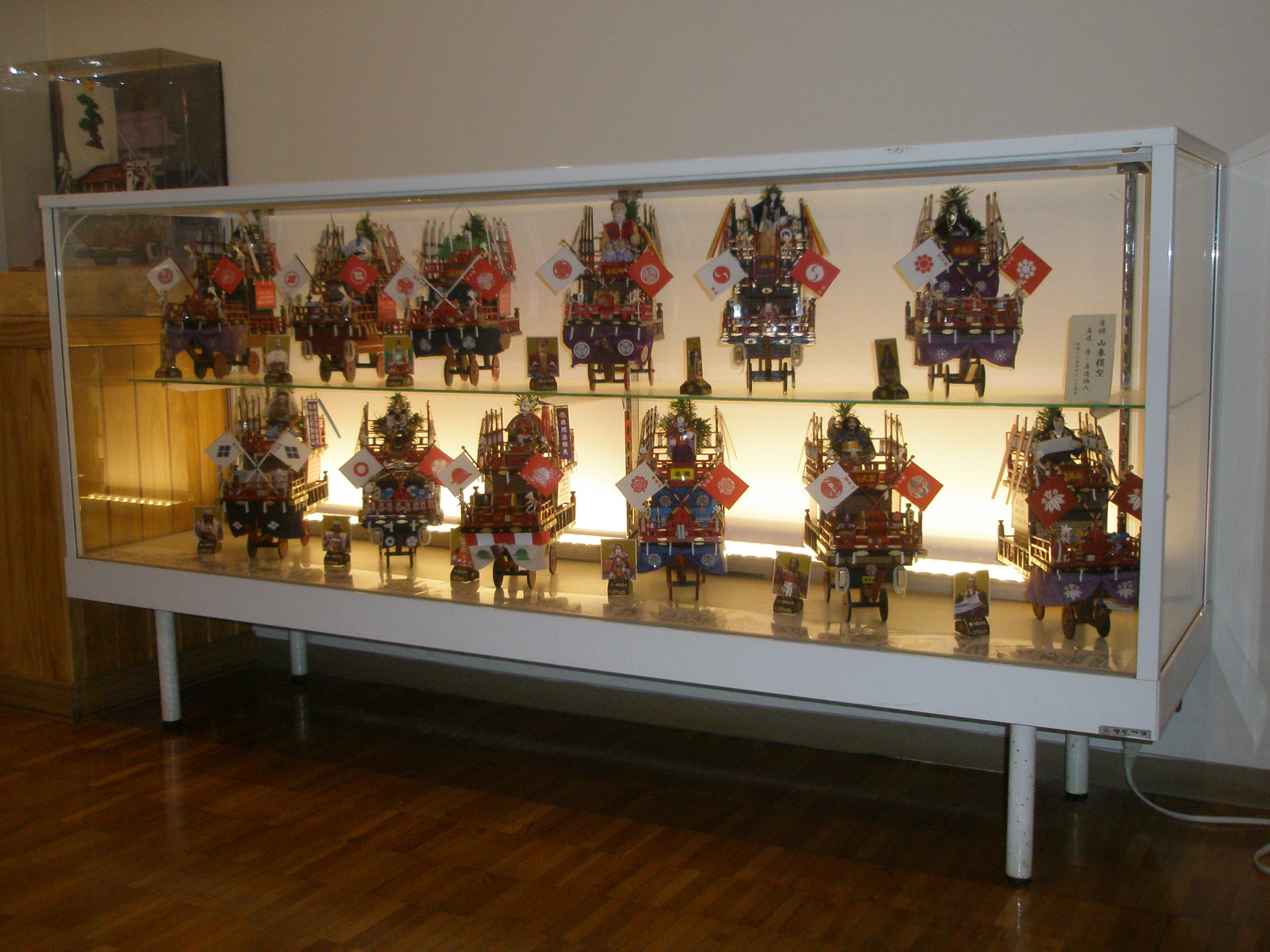
山車模型12基の展示
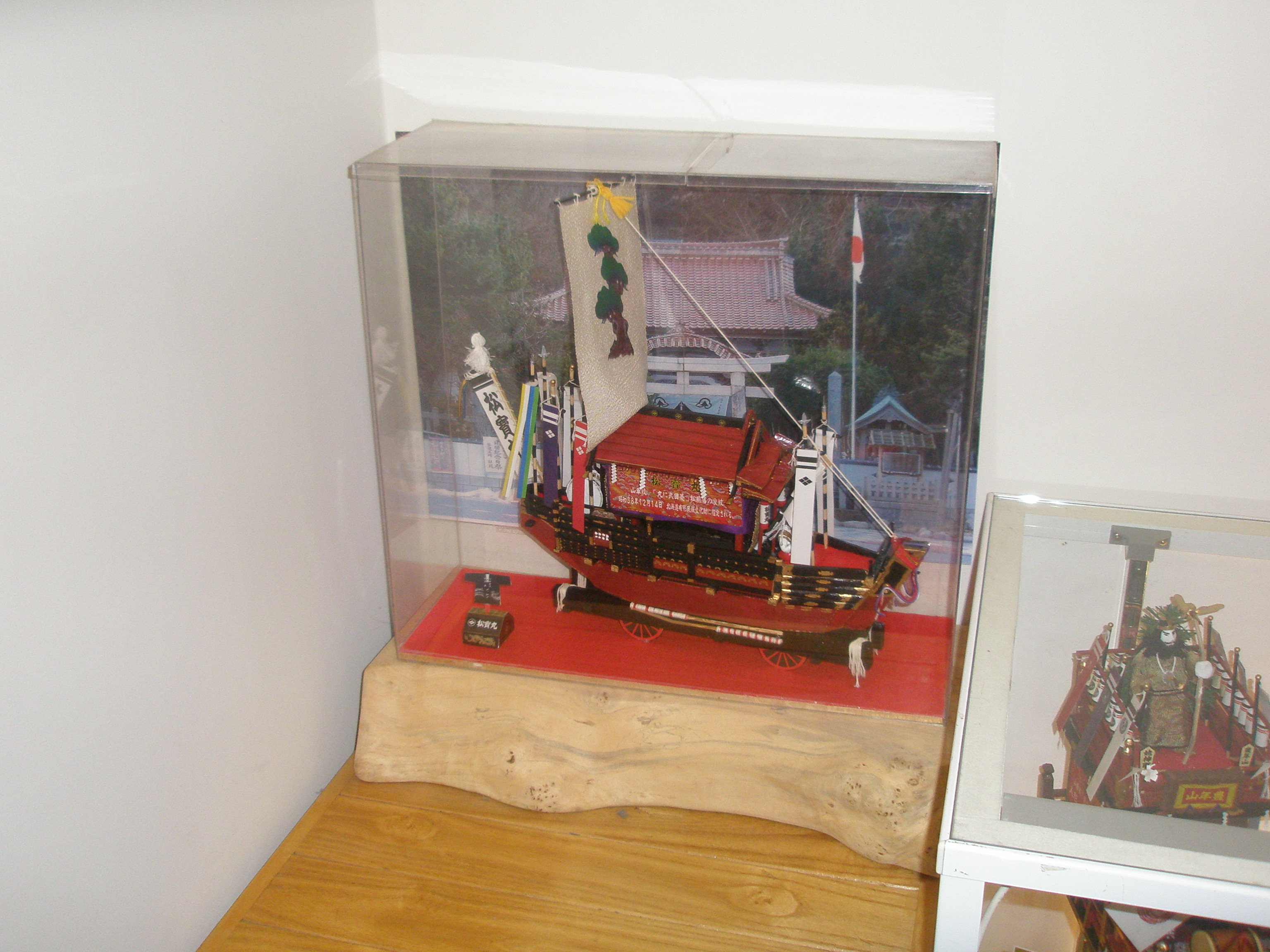
山車模型（松寳丸）の展示

- 山車（実物）

姥神大神宮渡御祭に実際に使われる13基の山車のうち、1年ごとに入れ替わりで2基が、毎年8月の姥神大神宮渡御祭終了後から翌年8月上旬まで、実際の山車の飾りそのままに展示される。

蛭子山（2018年展示）
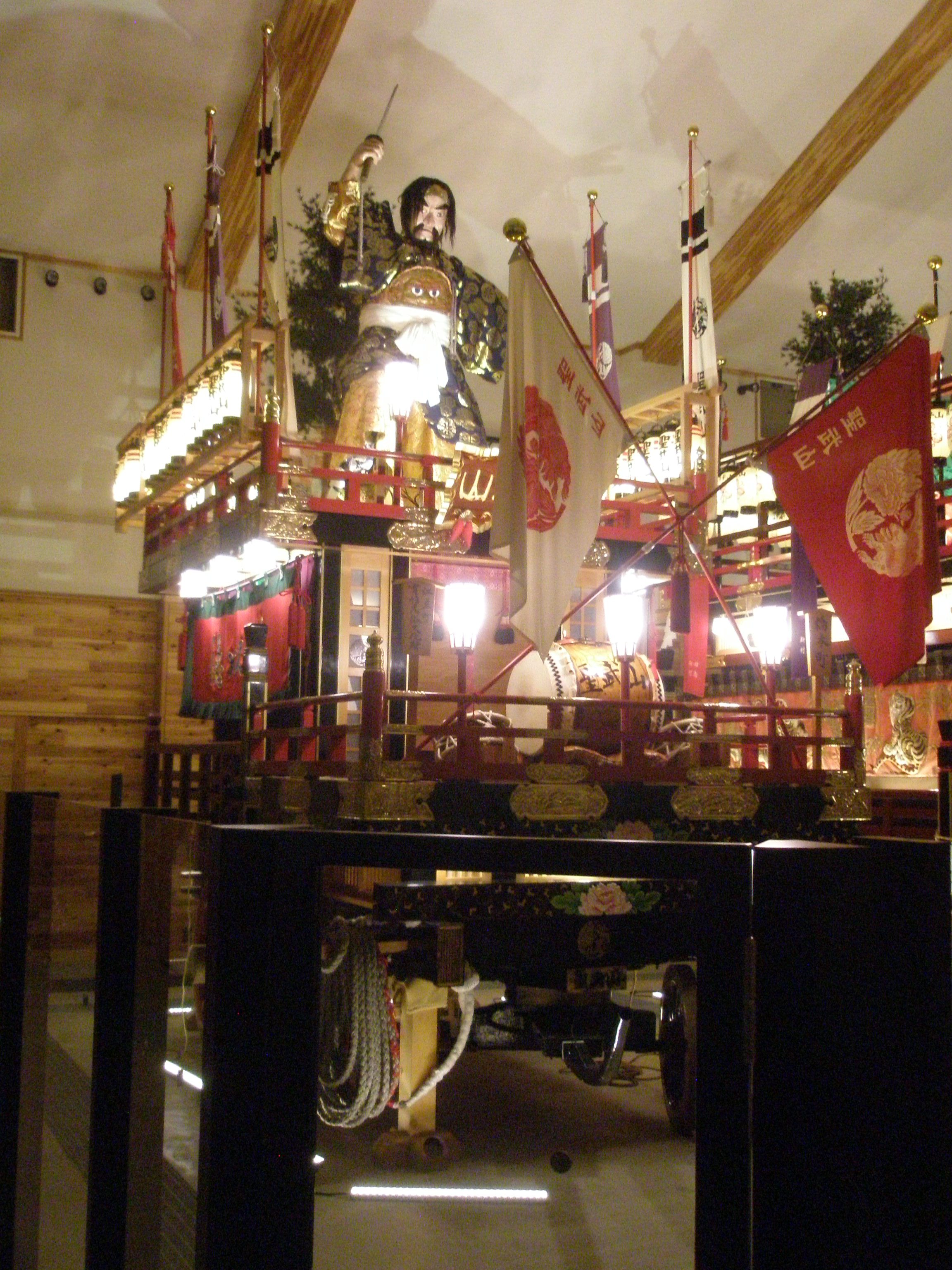
聖武山（2018年展示）
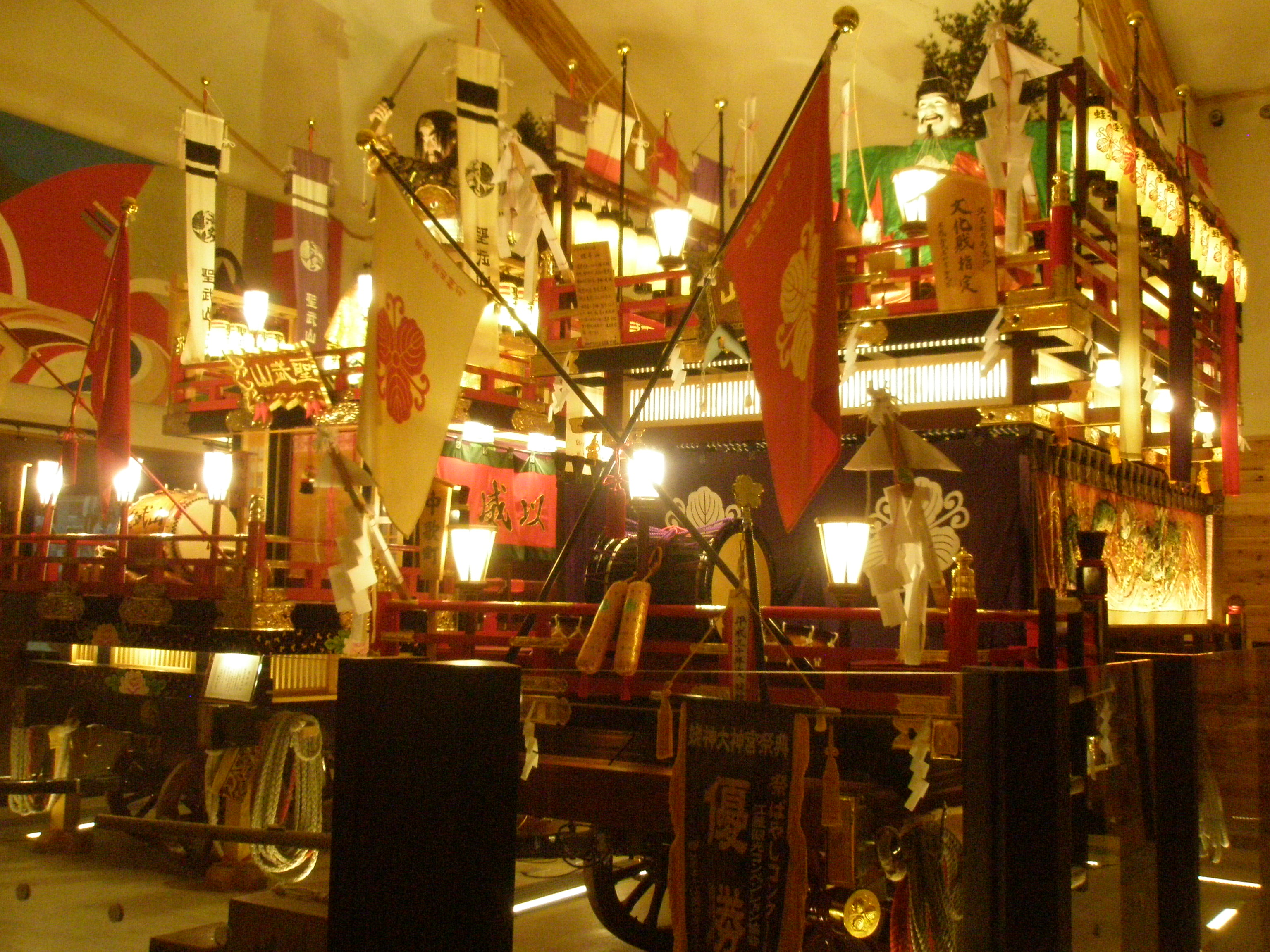
聖武山（左奥）・蛭子山（右手前）（2018年展示）
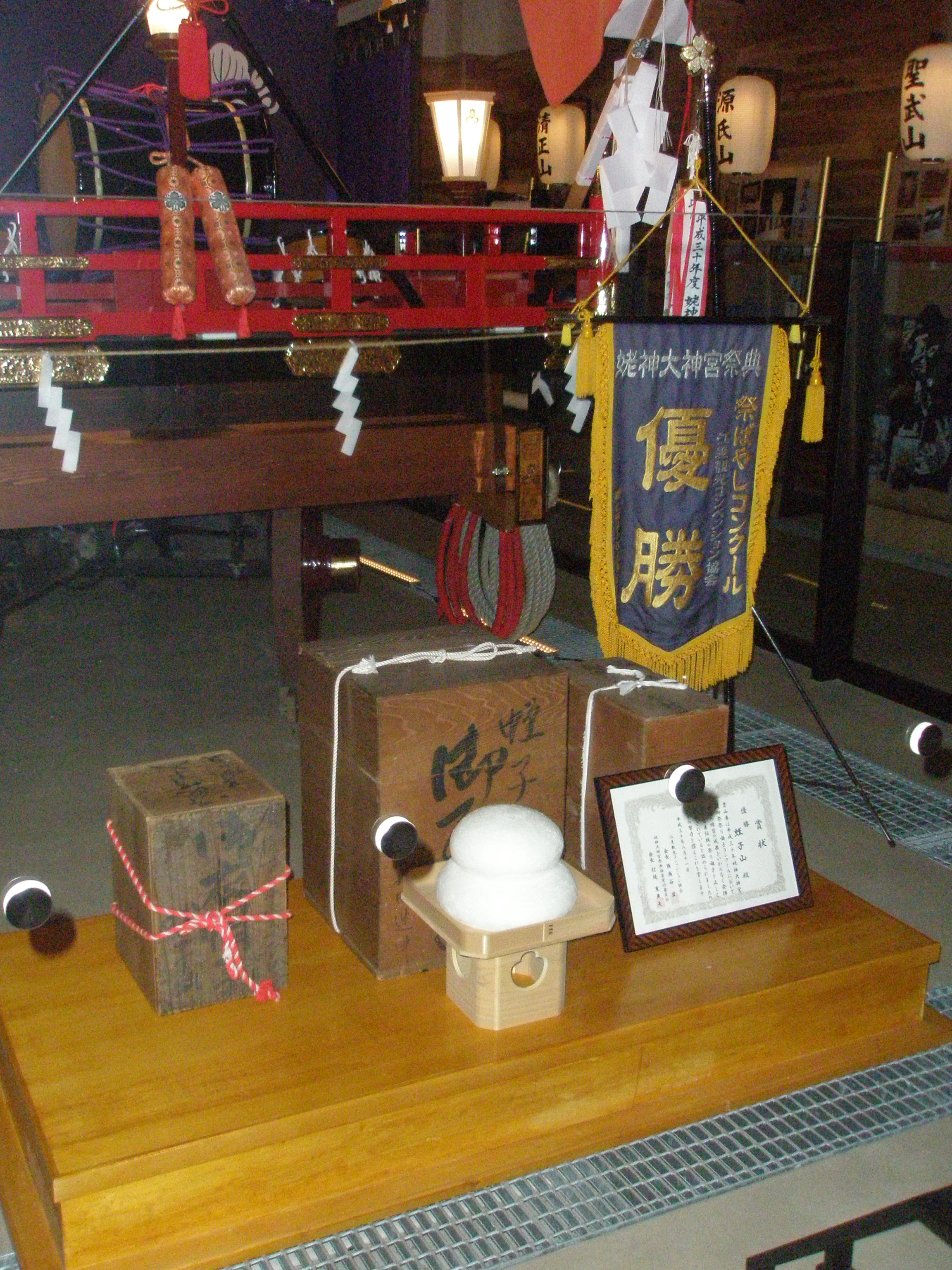
蛭子山・祭壇と人形の頭箱・「祭り囃子コンクール」優勝旗と賞状
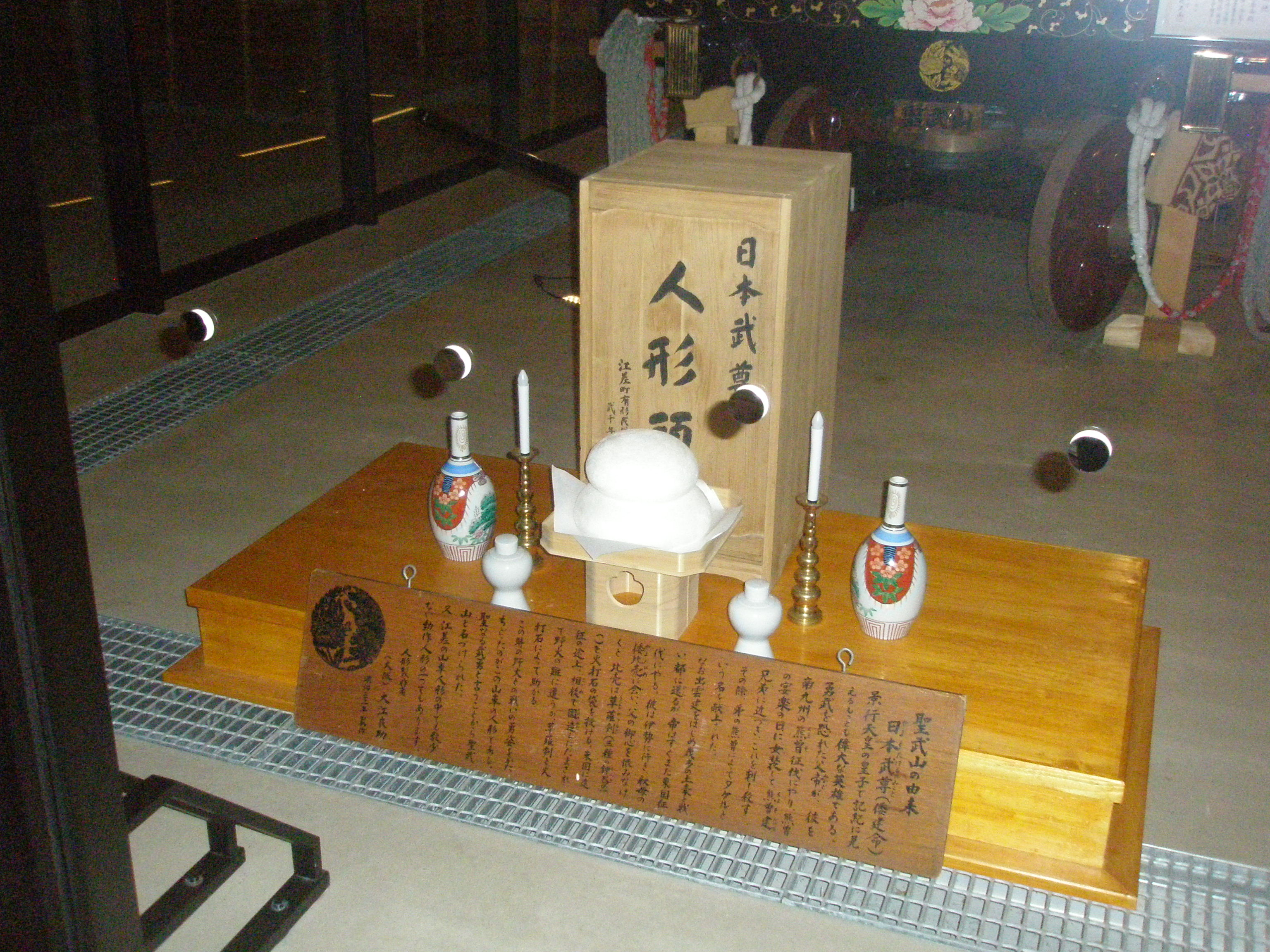
聖武山・祭壇と人形の頭箱

- 大型スクリーン

150インチの大型スクリーンを使用して、実際の祭りを撮影・編集したものに俳優の滝田栄によるナレーションを加えた迫力ある映像を映し出している。

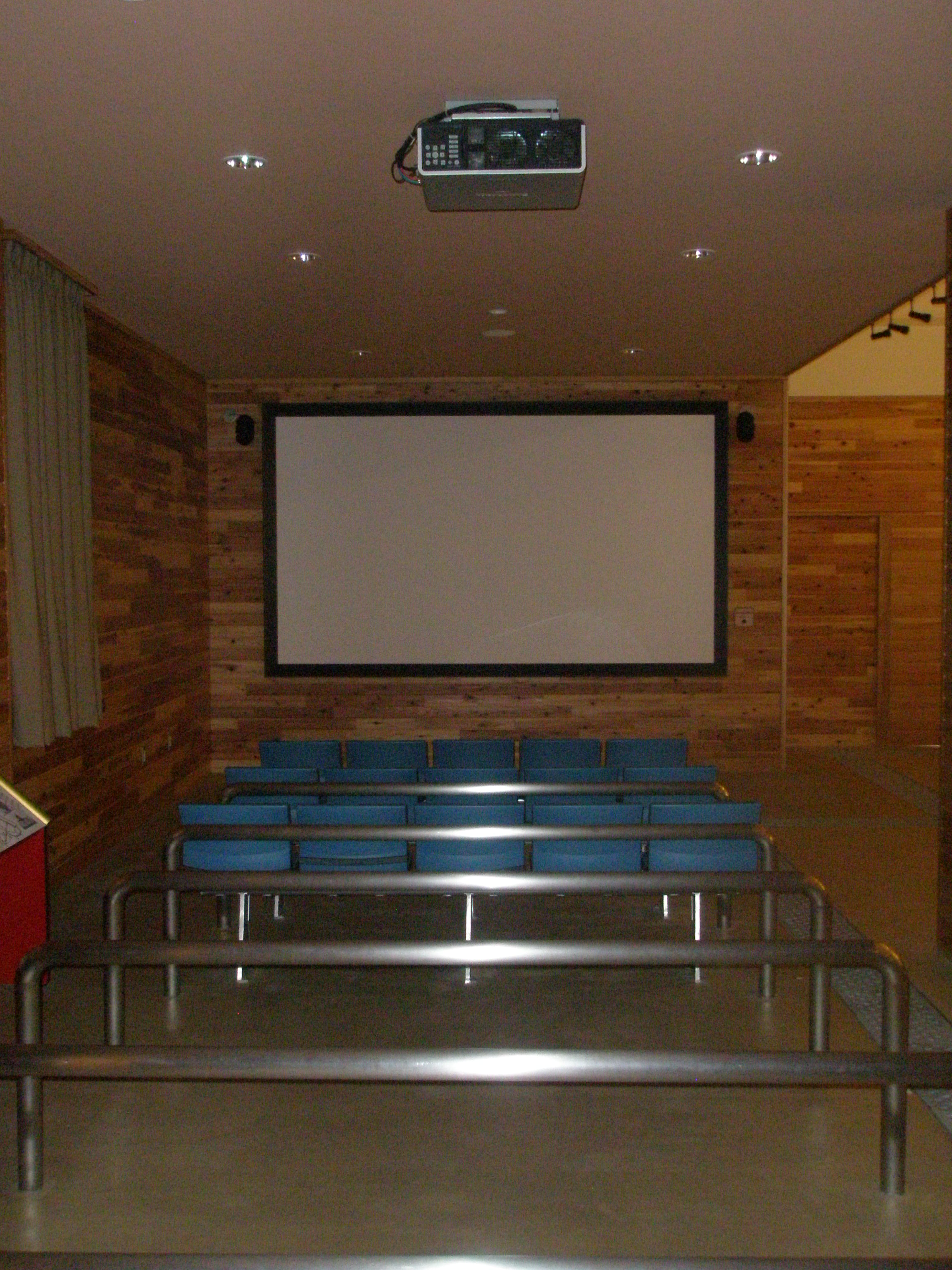
江差山車会館内の映像展示用150インチ大型スクリーン

- パネル展示

姥神大神宮渡御祭の起源や歴史、本祭の巡行コースの紹介や、13基の各山車ごとの人形・水引（水引幕）・額・彫刻金具その他の飾りの写真と人形の説明、名刺・半纏の実物が展示されている。

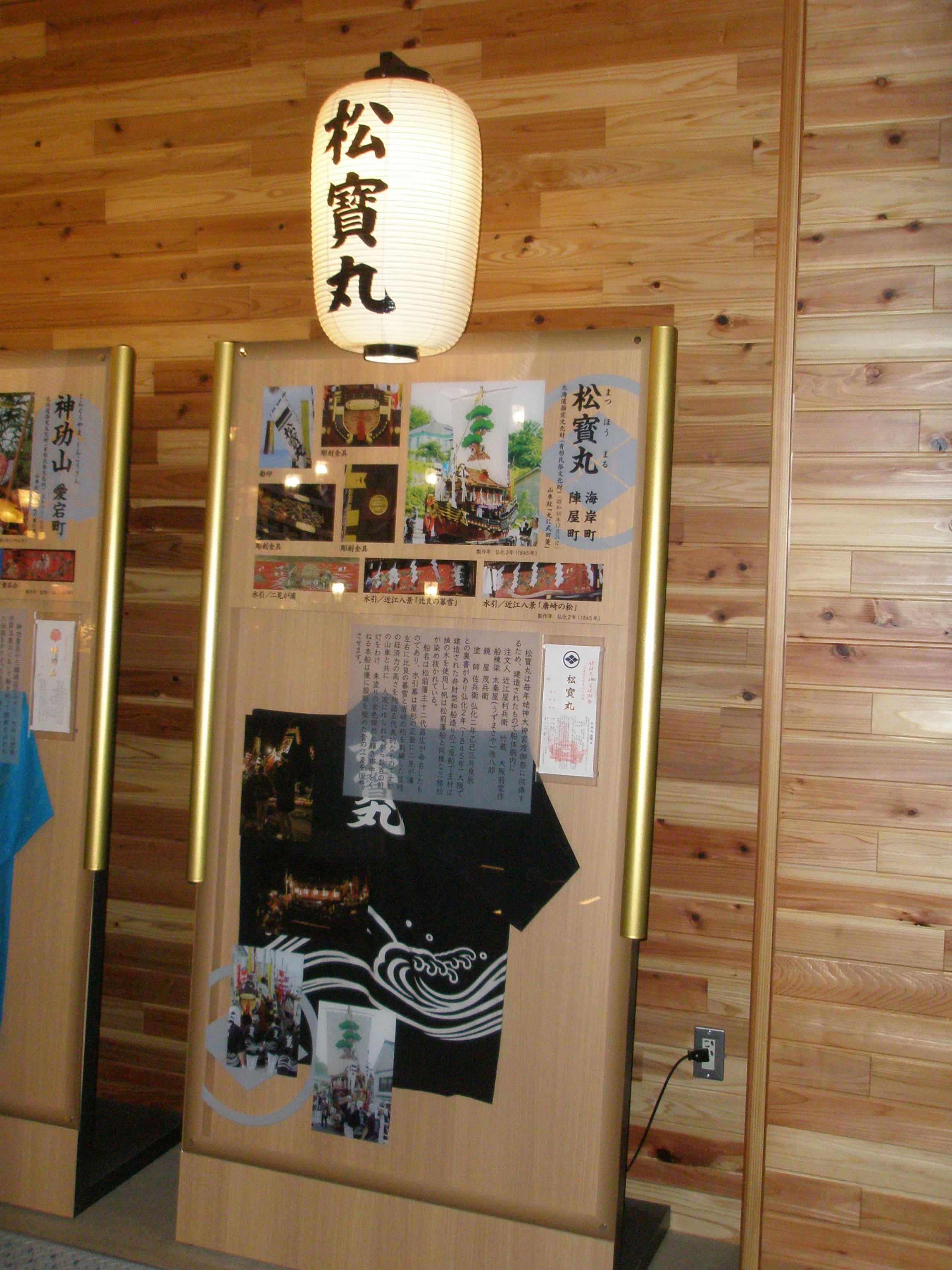
松寳丸・展示パネル
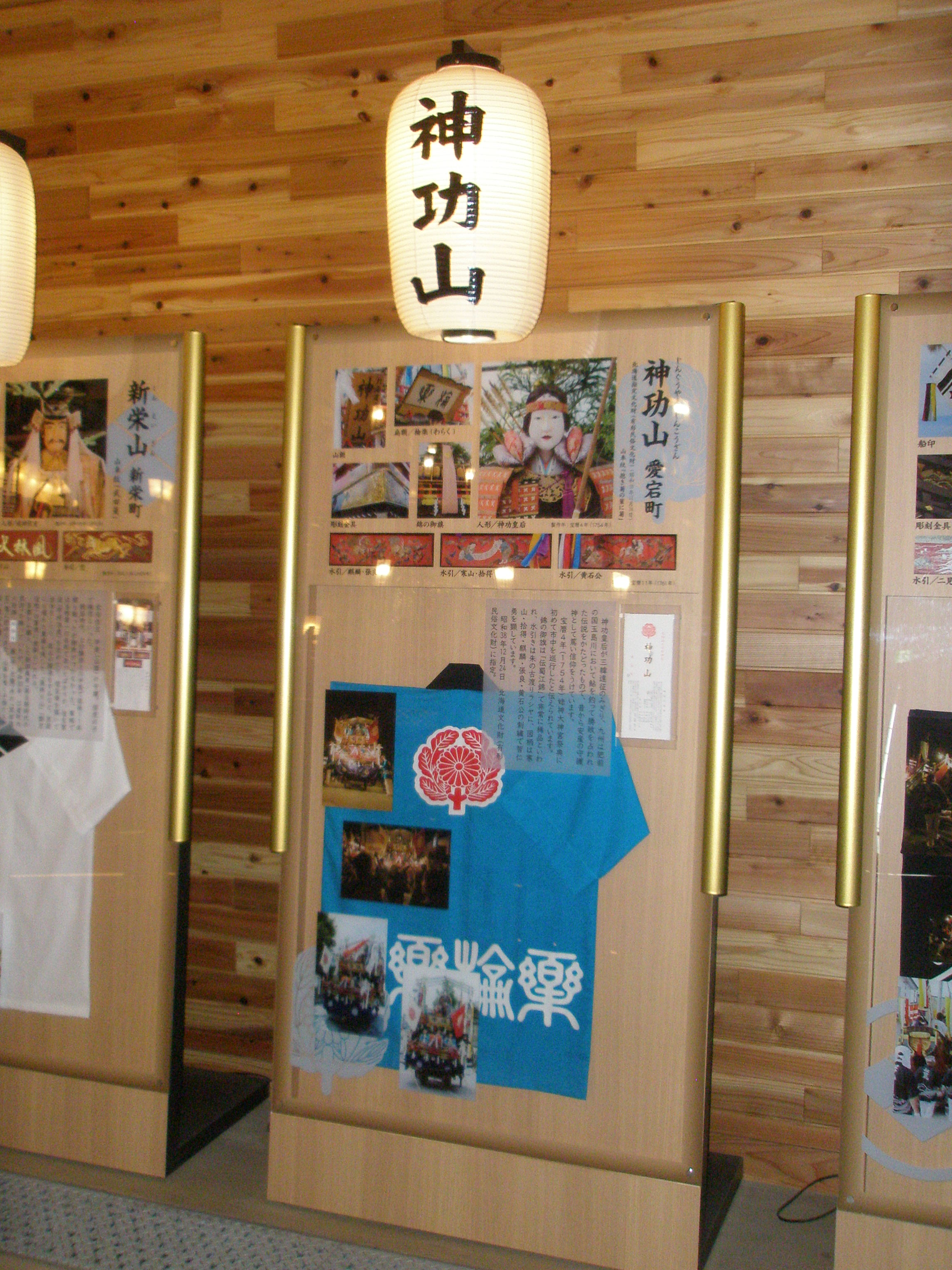
神功山・展示パネル
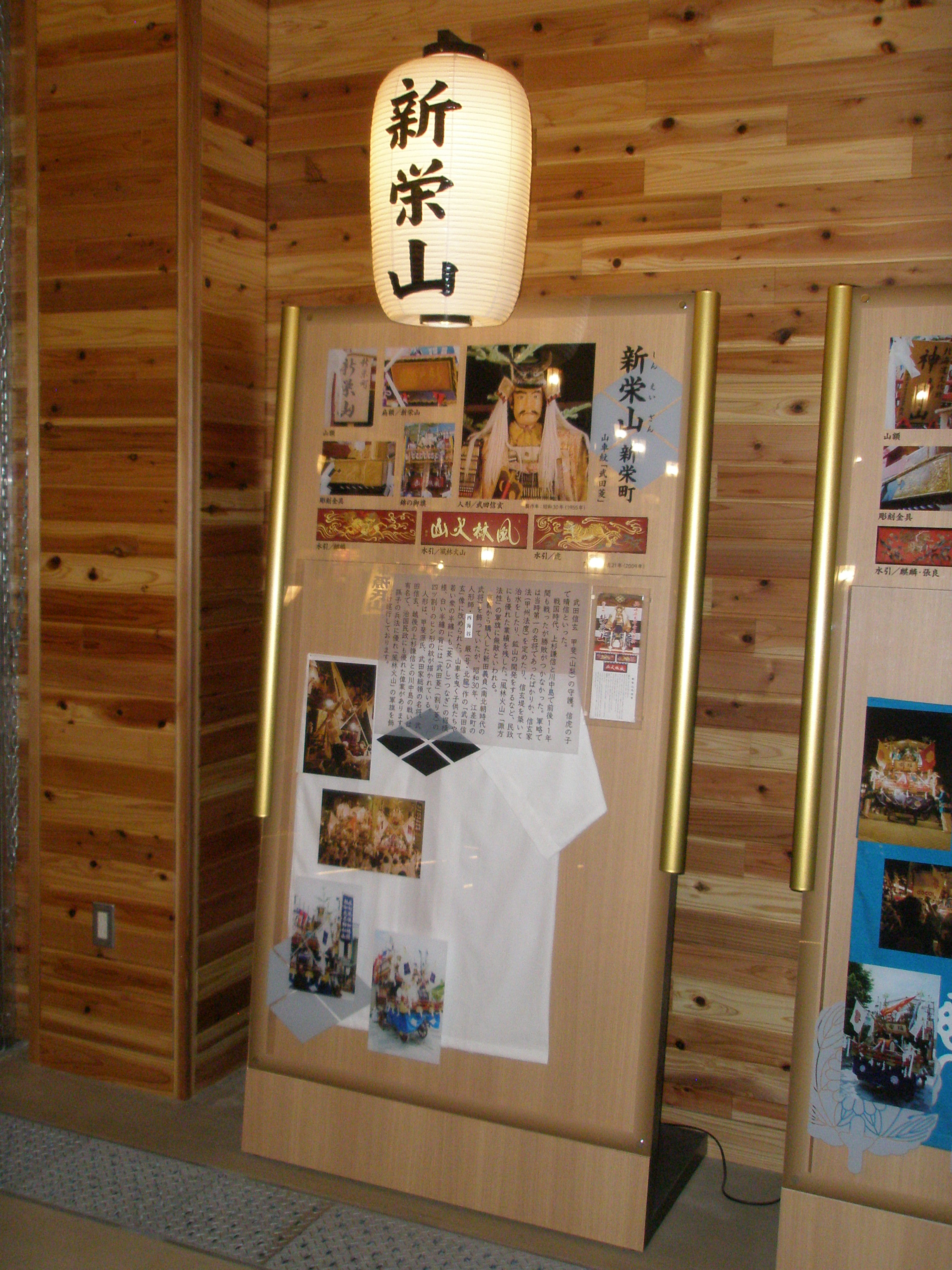
新栄山・展示パネル
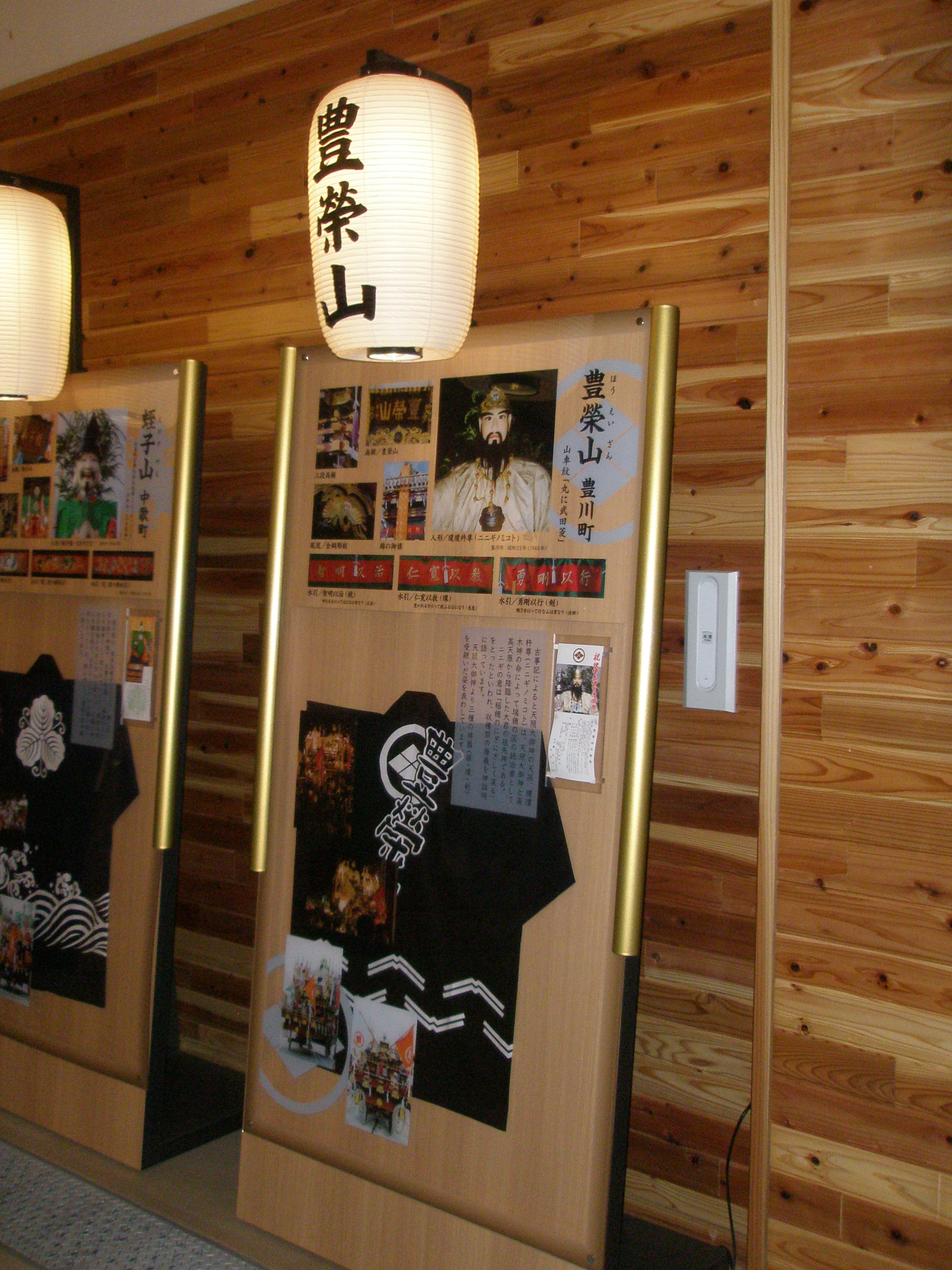
豊榮山・展示パネル
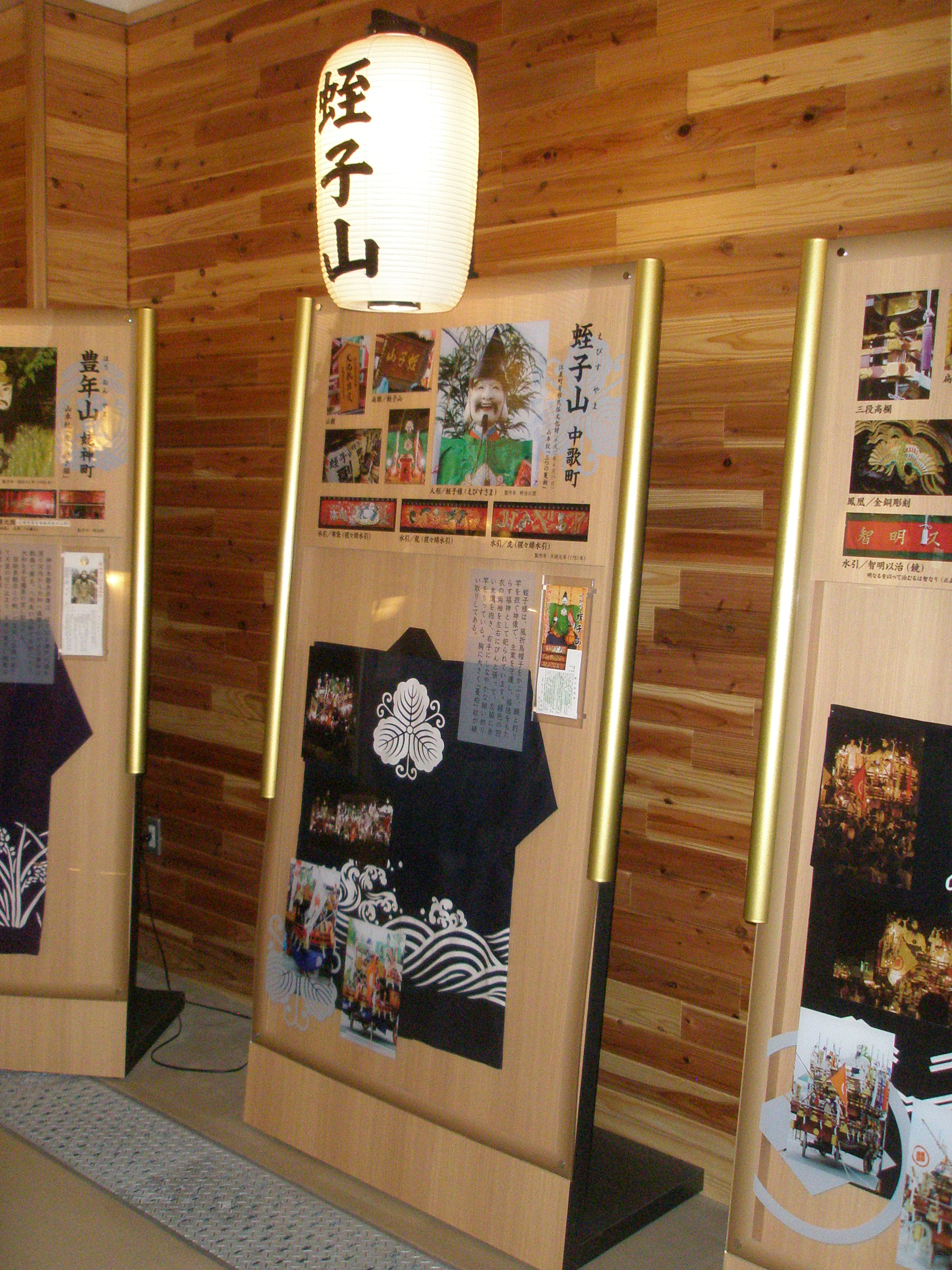
蛭子山・展示パネル
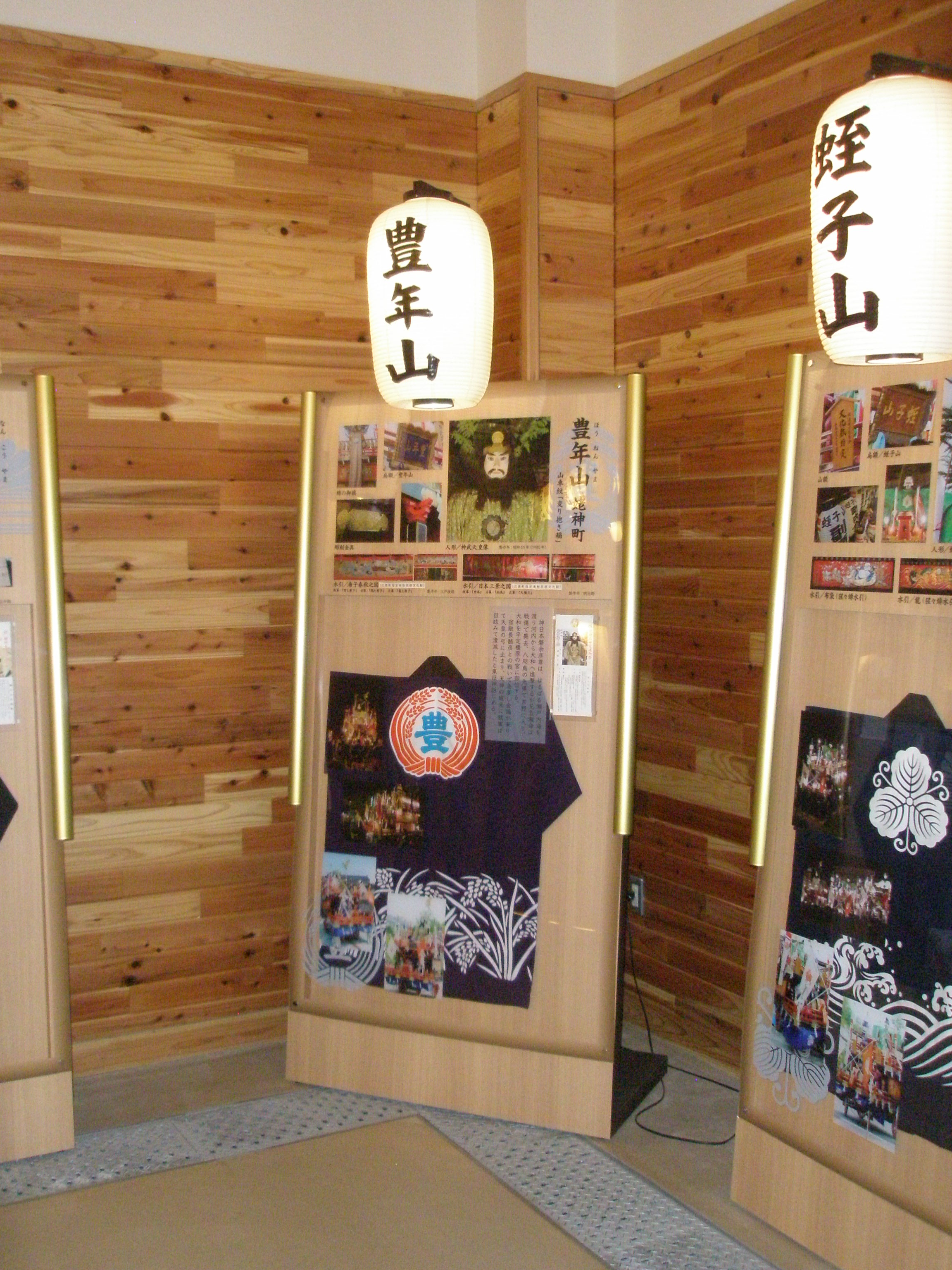
豊年山・展示パネル
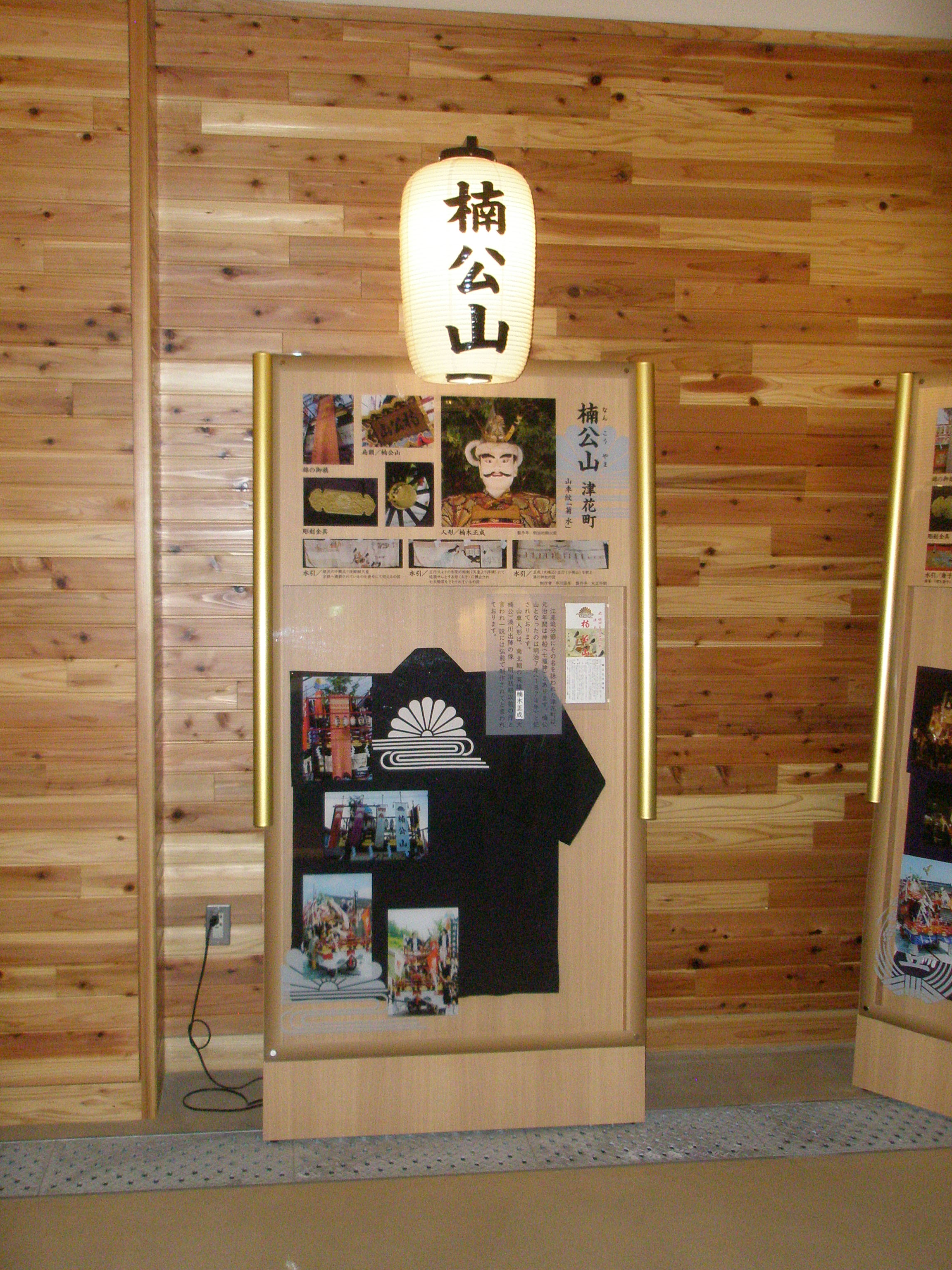
楠公山・展示パネル
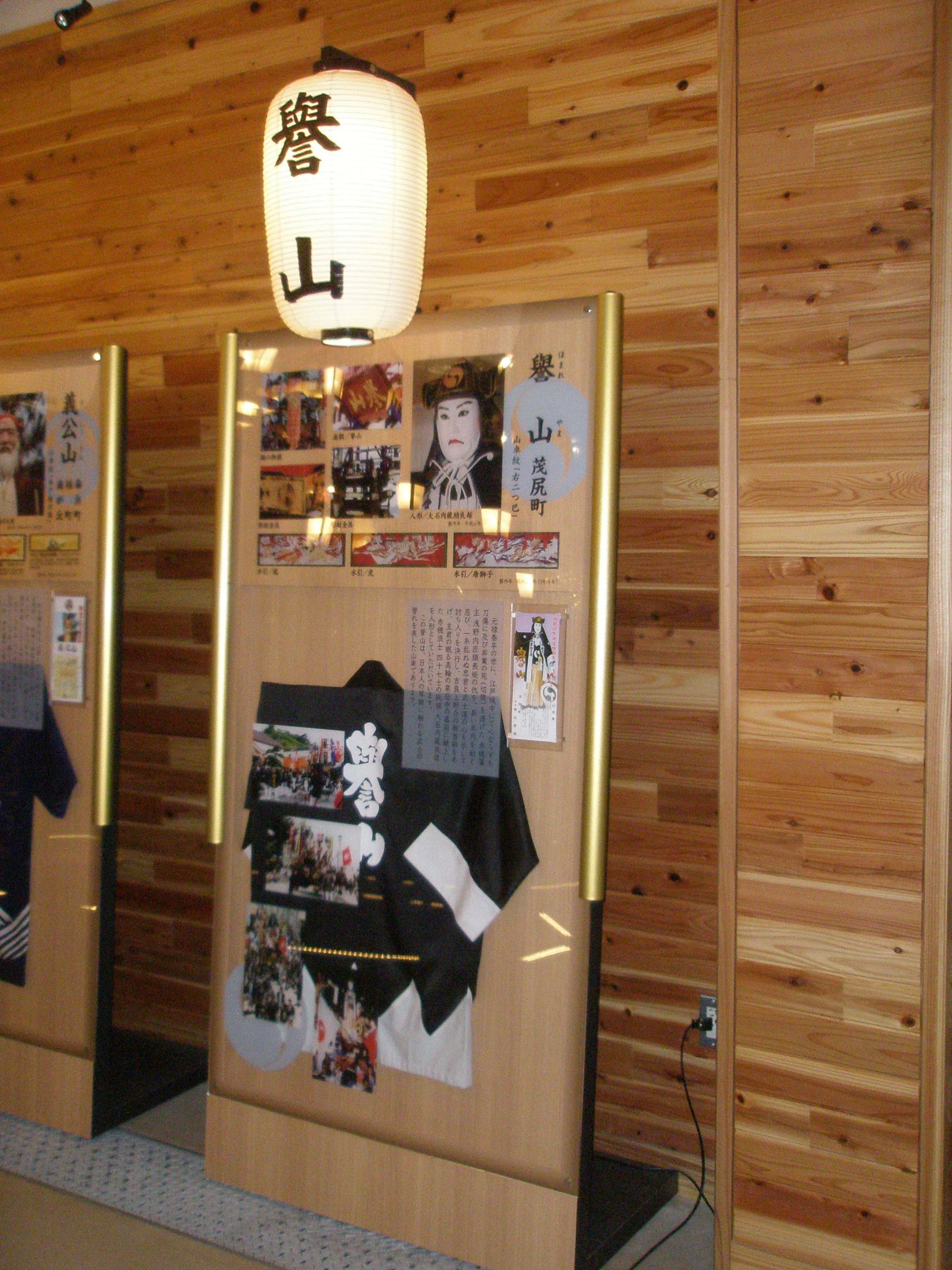
譽山・展示パネル
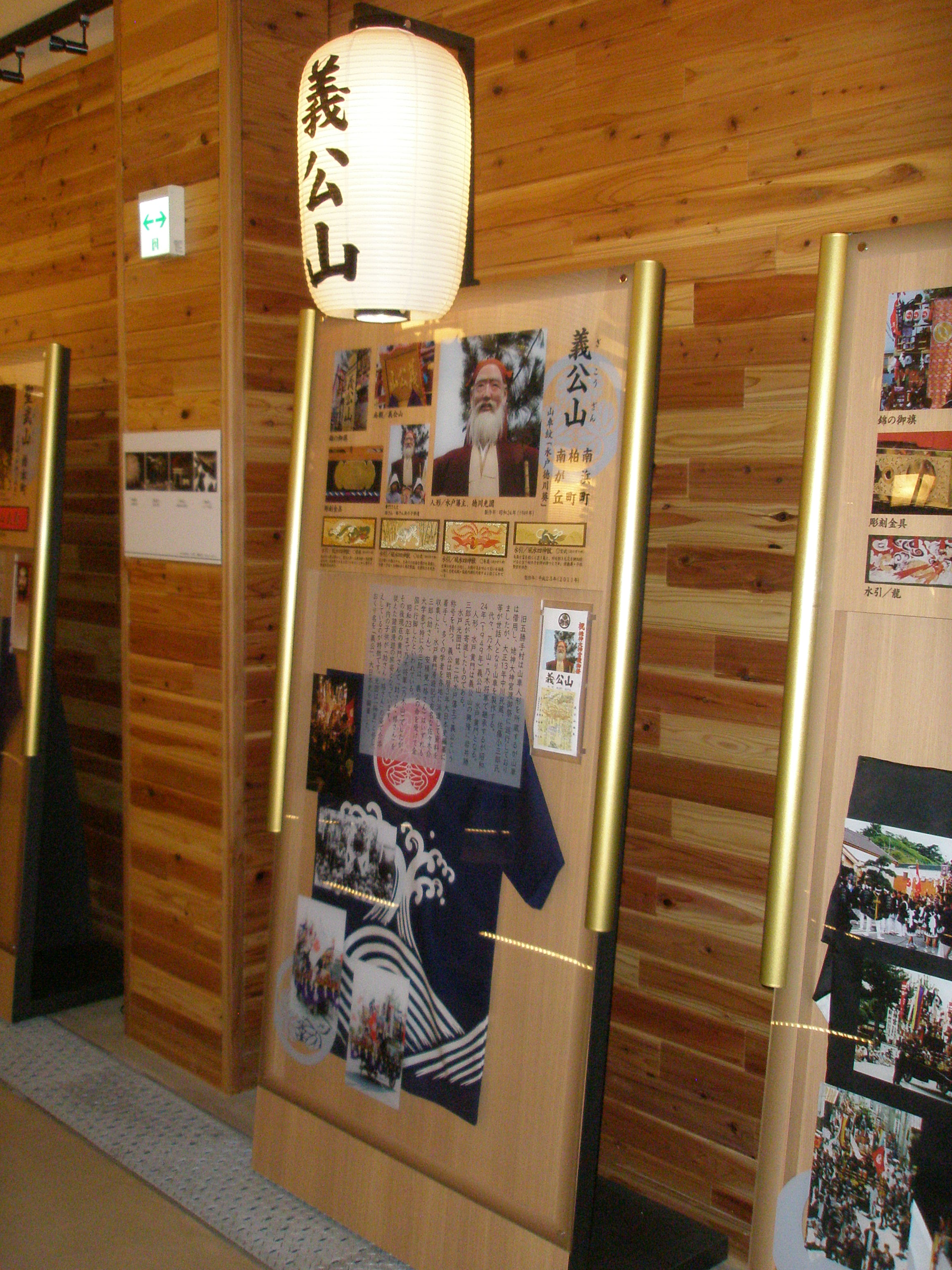
義公山・展示パネル
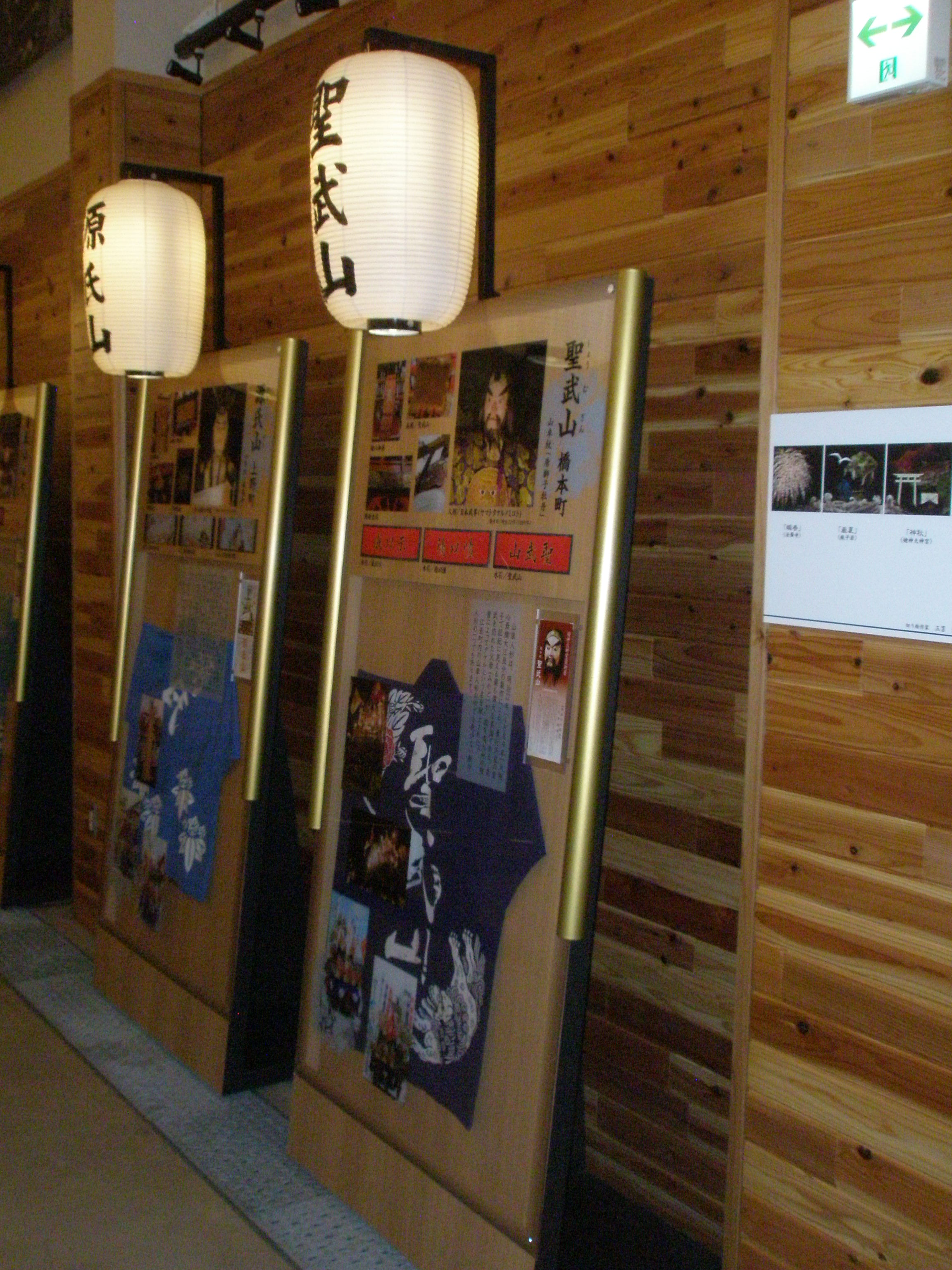
聖武山・展示パネル
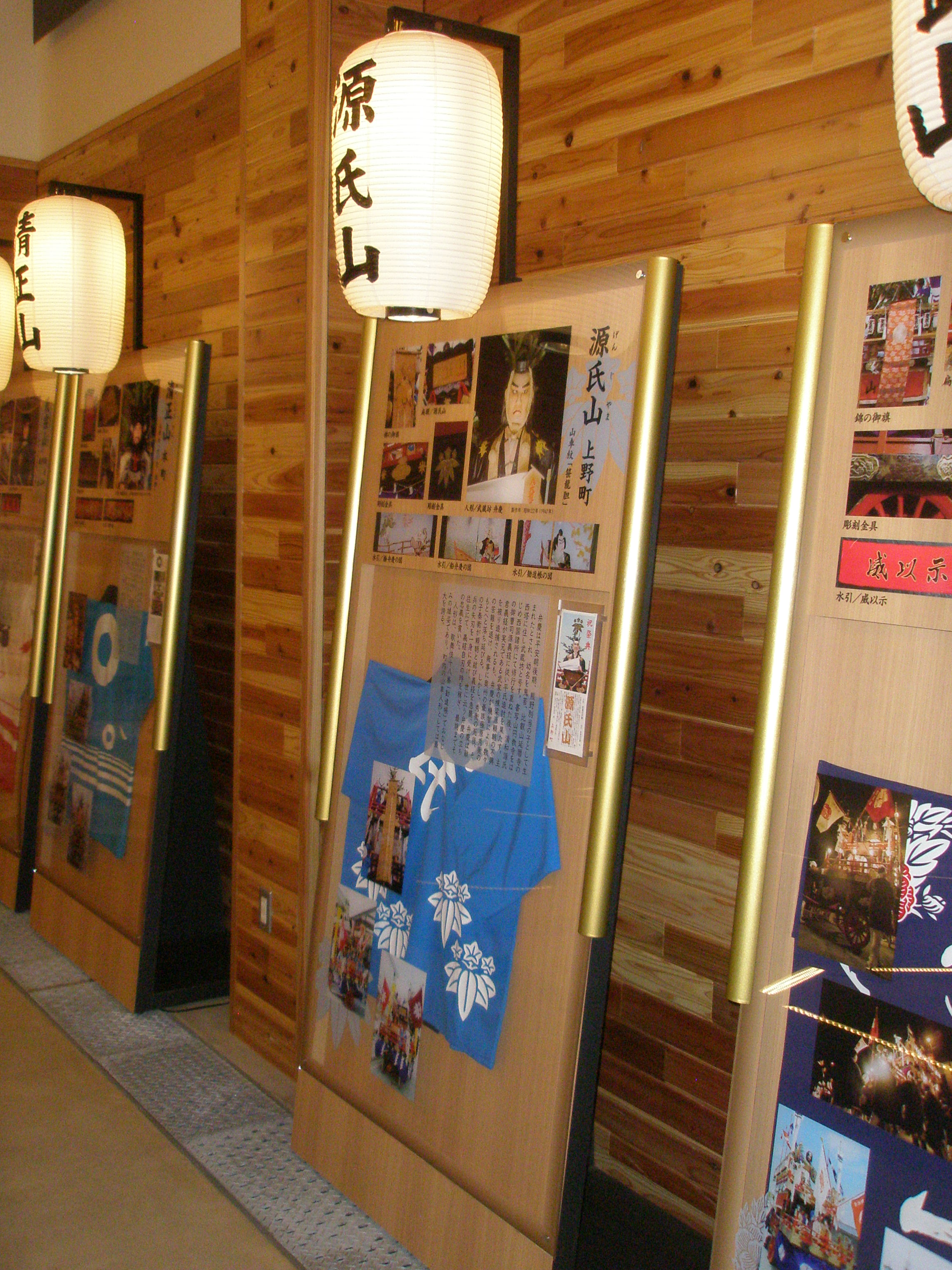
源氏山・展示パネル
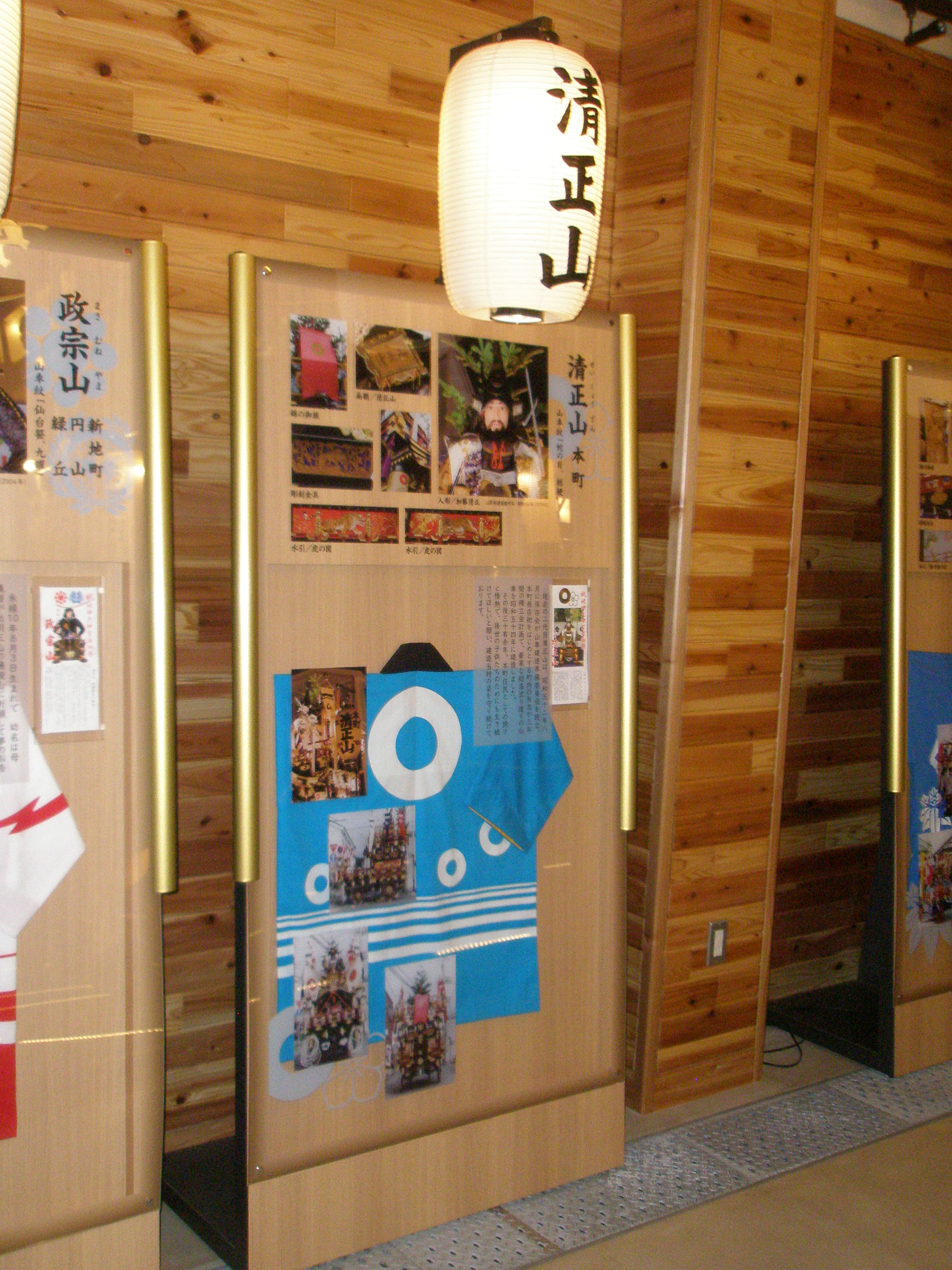
清正山・展示パネル
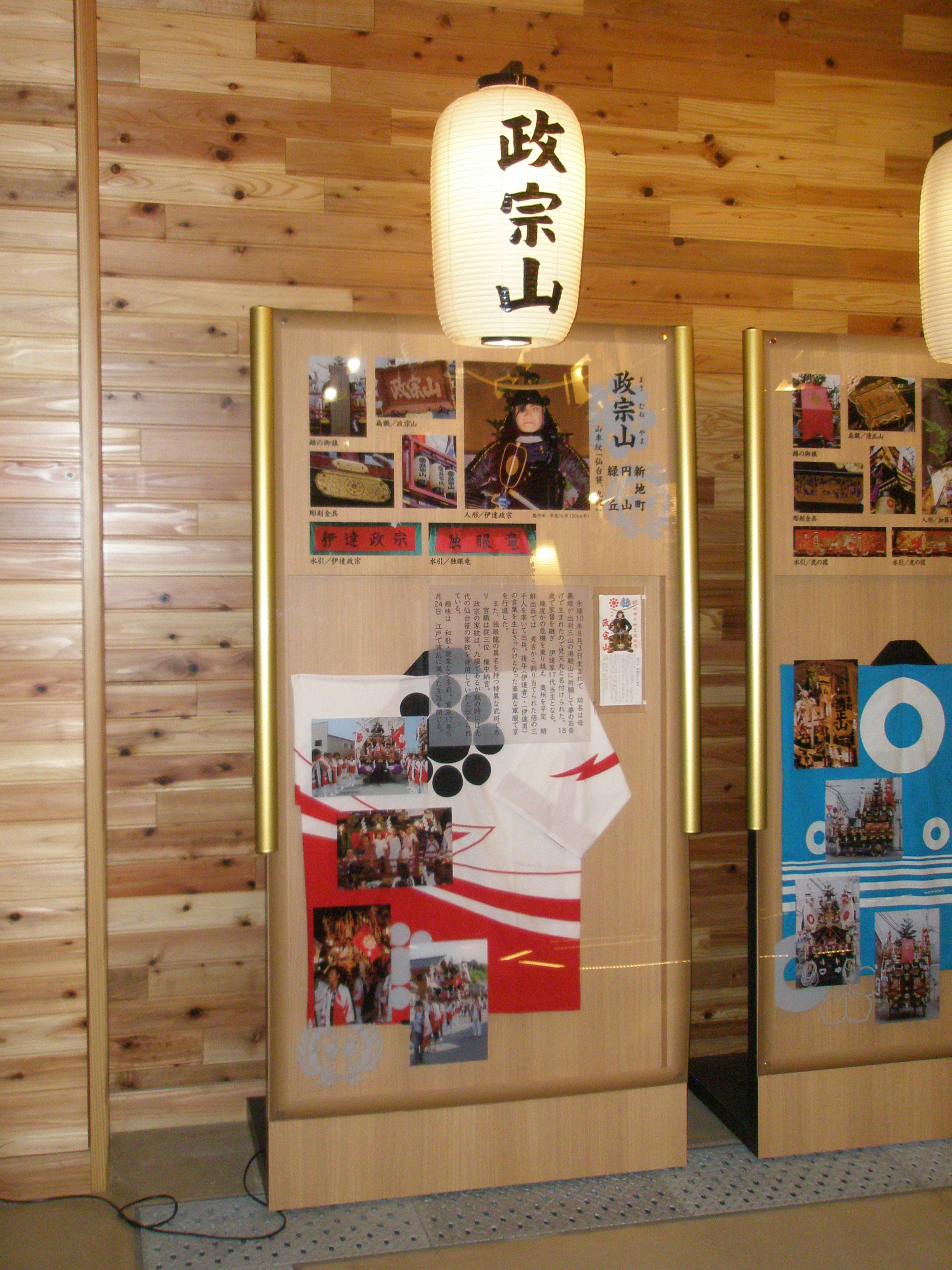
政宗山・展示パネル

- 壁画パネル

切り絵作家・三苫麻由子による、江差の春夏秋冬の様子を表した4枚の切り絵壁画や、「天駆」と名付けられた2枚の切り絵壁画が会館上部の壁に展示されている。
- その他、山車会館入口付近に記念撮影用の半纏があり、館内職員に申し出た上で着用しての記念撮影などが出来るほか、祭り囃子用の大太鼓と小太鼓の一式が展示され、時にお囃子演奏を体験できるようになっている。

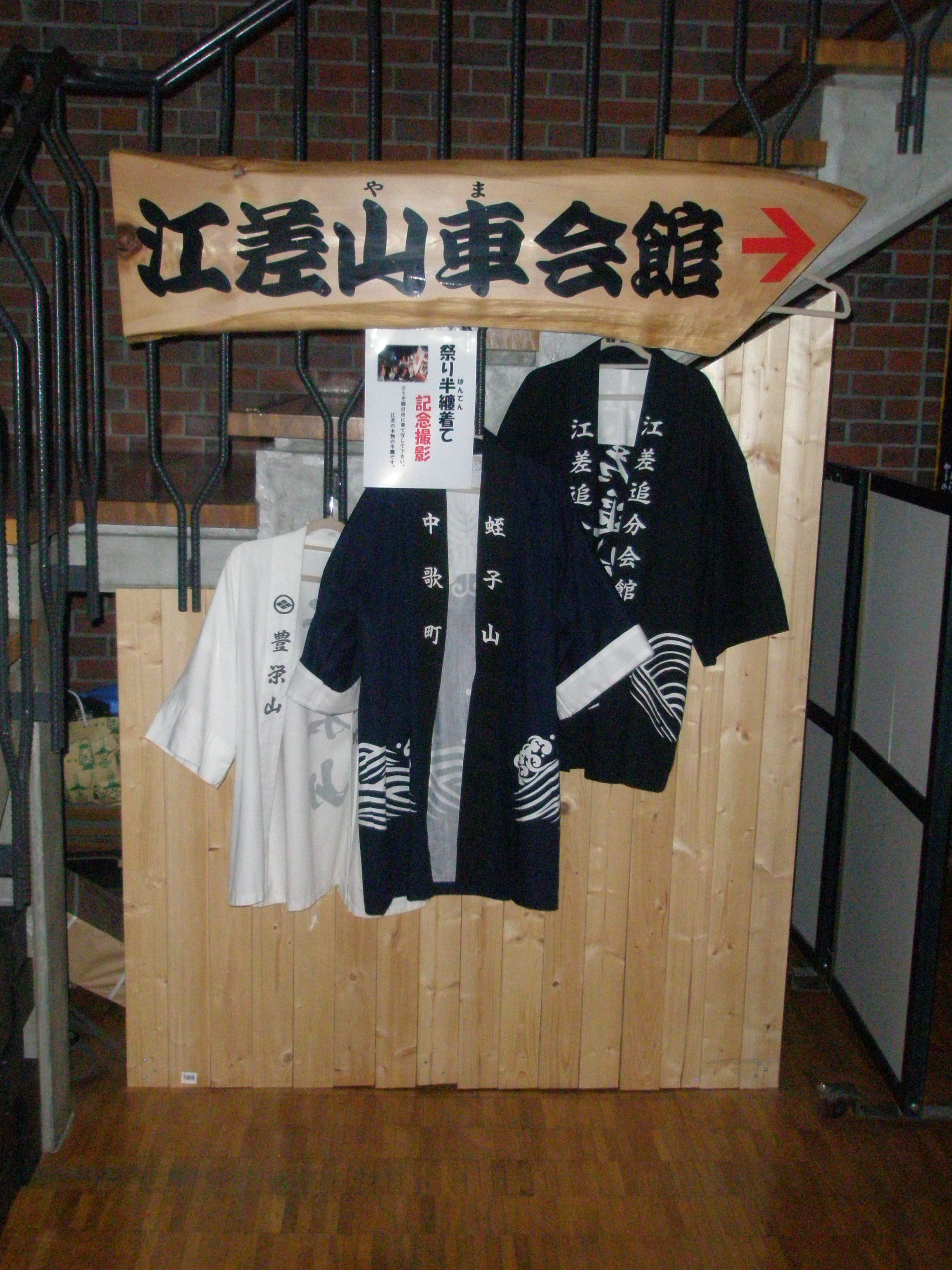
記念撮影用の半纏各種
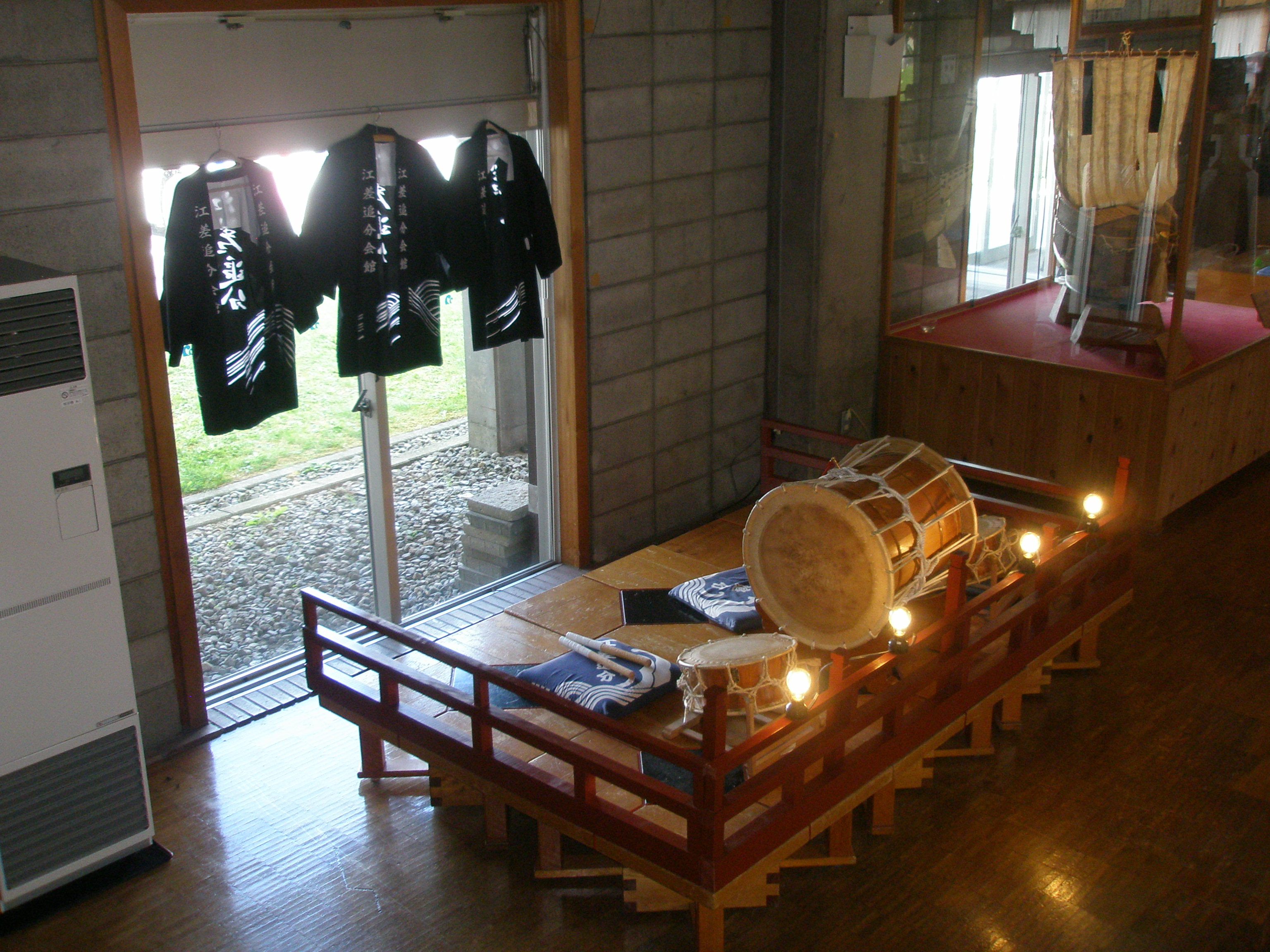
祭り囃子・太鼓体験ブース

### その他共通施設
- 江差追分に関連する書籍・カセットテープ・CD・DVD、姥神大神宮渡御祭に関連する書籍、お土産品などを販売する売店がある。
- 建物横側と建物裏側に普通車用の駐車場と、建物裏側に大型バス用と身体障がい者用の駐車場が設けられている。大型バス用および身体障がい者用駐車場は江差山車会館の山車搬入口を兼ねている。駐車場は施設及びレストラン（後述）利用者のみ利用となっている。

## 入館料
一度入館料を支払ってチケットを受け取れば、当日中に限り江差追分会館・江差山車会館の両施設とも利用できる。
| 区分       | 料金  |
| ---------- | ----- |
| 大人       | 500円 |
| 小・中・高 | 250円 |
| 小学生未満 | 無料  |

15名以上の団体、身体障害者手帳・療育手帳・精神障害者保健福祉手帳を提示した障がい者は1割引となる。また、車椅子使用者は5割引となる。

## 開館時間・休館日・実演時間など
開館時間と休館日は両館共通となっている。
- 開館時間　9:00～17:00
- 休館日

| 期間             | 休館日                |
| ---------------- | --------------------- |
| 4月1日～10月31日 | 無休                  |
| 11月1日～3月31日 | 毎週月曜日 祝日の翌日 |
| 12月31日～1月5日 | 休館日                |

- 伝習演示室での実演

| 実演内容 | 演目                               | 開演日                                                                     | 開演時間          |
| -------- | ---------------------------------- | -------------------------------------------------------------------------- | ----------------- |
| 通常実演 | 江差追分ほか、唄を披露             | 4月29日～10月31日 （江差追分大会開催中（例年9月第3金・土・日曜日）を除く） | 11:00 13:00 15:00 |
| 特別実演 | 江差追分・追分踊り・郷土芸能を披露 | GW期間中 8月の夏休み期間中                                                 |                   |

- 江差山車会館については、毎年8月上旬～姥神大神宮渡御祭終了後までの期間は、山車が姥神大神宮渡御祭への参加に伴って搬出されているために山車の実物は展示されない。
- 伝習演示室の舞台を利用した催し物が行われる場合などにおいては、開館時間が変更となる場合がある。

## 周辺施設
- お食事処えさし：江差追分会館・江差山車会館に併設したレストラン施設
- 開陽丸終焉之地碑：江差追分会館・江差山車会館敷地内に建てられている

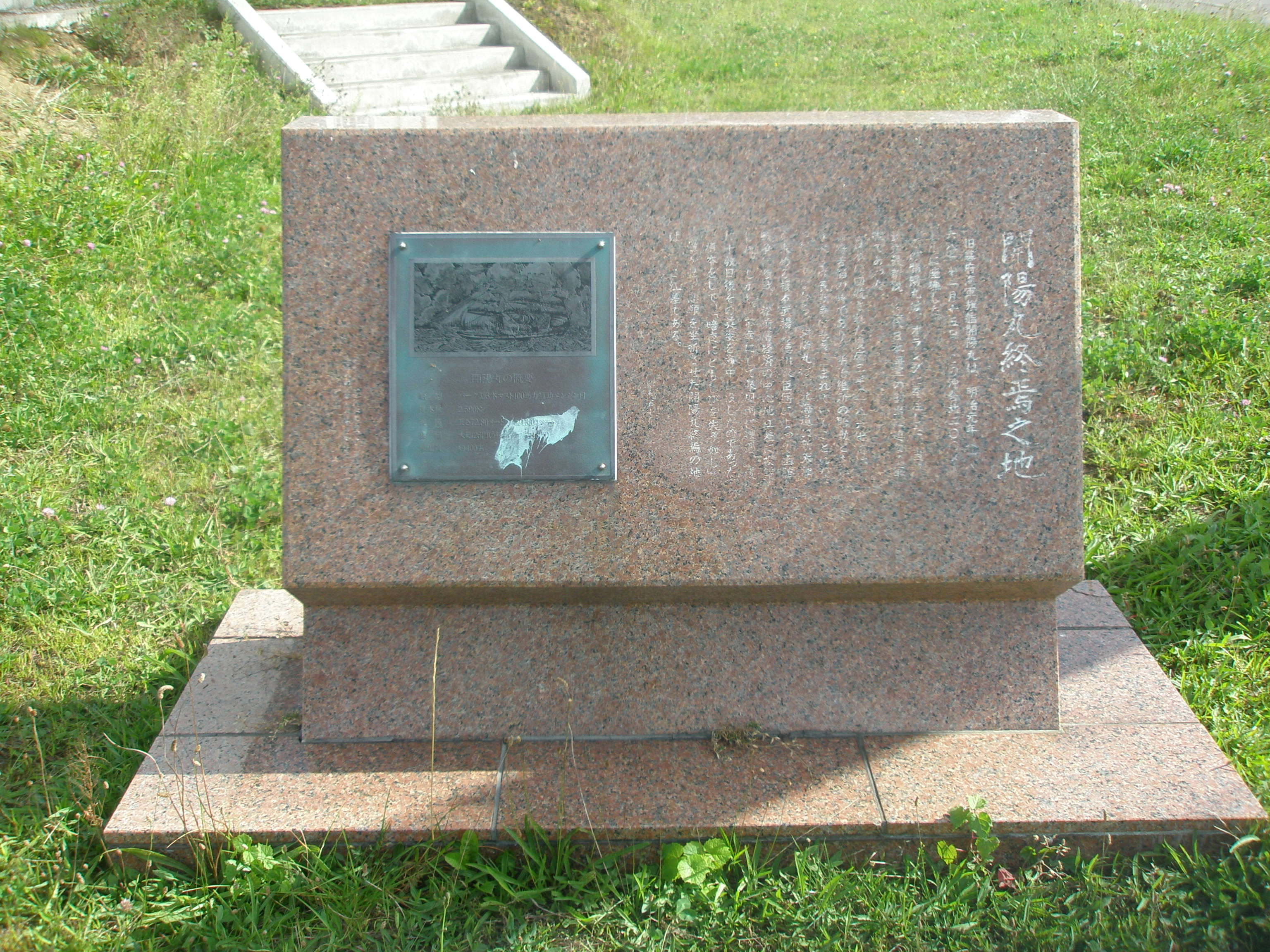
開陽丸終焉之地碑

- 江差町役場
- 江差合同庁舎
- いにしえ街道
- 旧中村家住宅
- 江差町会所会館
- 江差町郷土資料館・旧檜山爾志郡役所庁舎
- 江差郵便局
- 北洋銀行江差支店
- 横山家
- 姥神大神宮
- 江差港（ハートランドフェリー江差支店）

## 交通
函館バス：いずれも中歌町バス停で下車後、徒歩約2分（約100ｍ）
- 函館市内・近郊及び新函館北斗駅より函館・江差線「江差ターミナル行き」乗車
- 木古内駅前より江差木古内線「江差病院前・江差高校前行き」乗車

車
- 国道227号利用。函館市内発で約1時間30分（約70km）、新函館北斗駅発で約1時間10分（約55km）
- 道道5号・国道228号利用。木古内駅発で約1時間（約50km）

## ギャラリー
江差追分会館

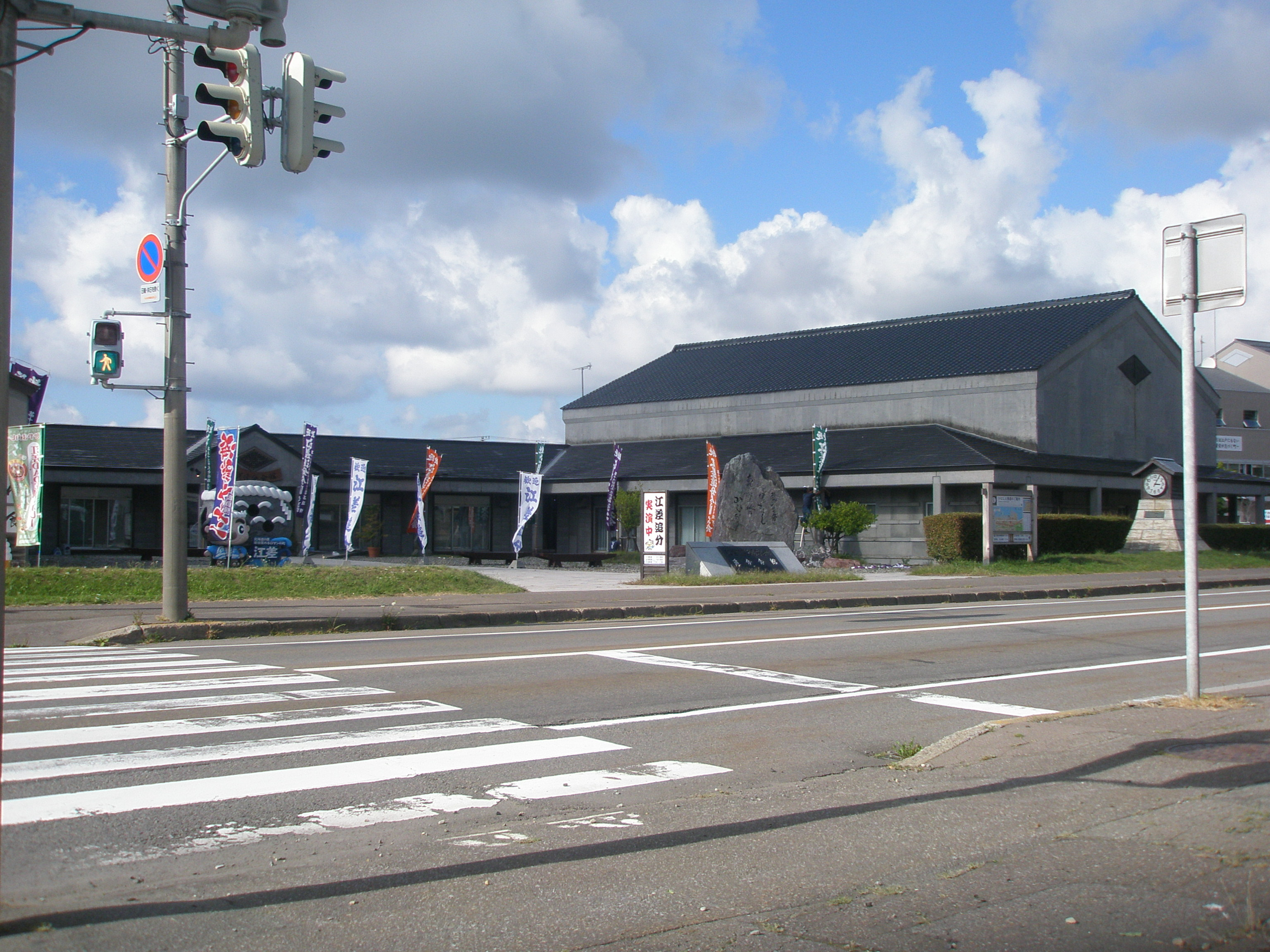
江差追分会館・伝習演示室棟
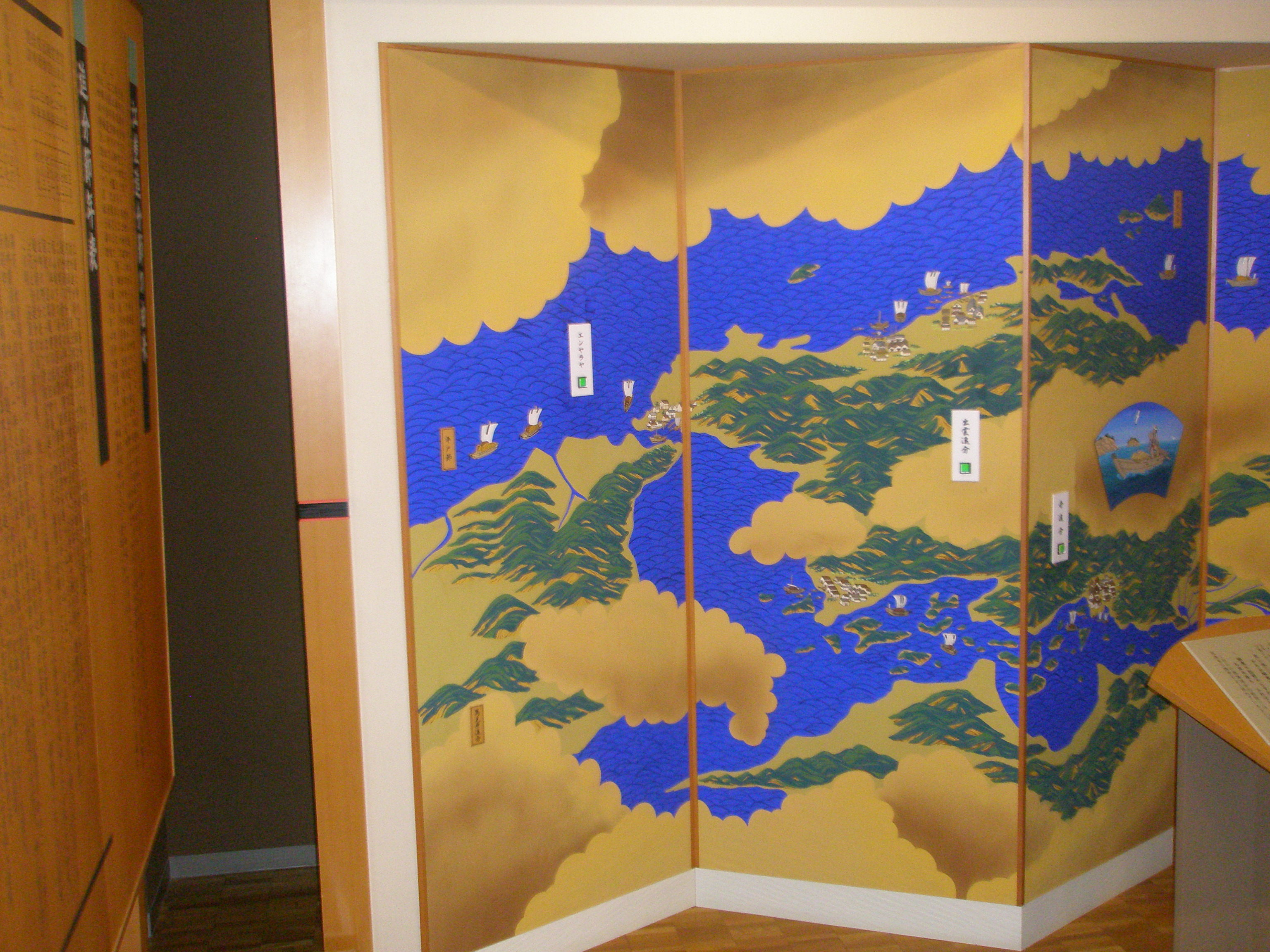
「追分節の源流と足跡」屏風2
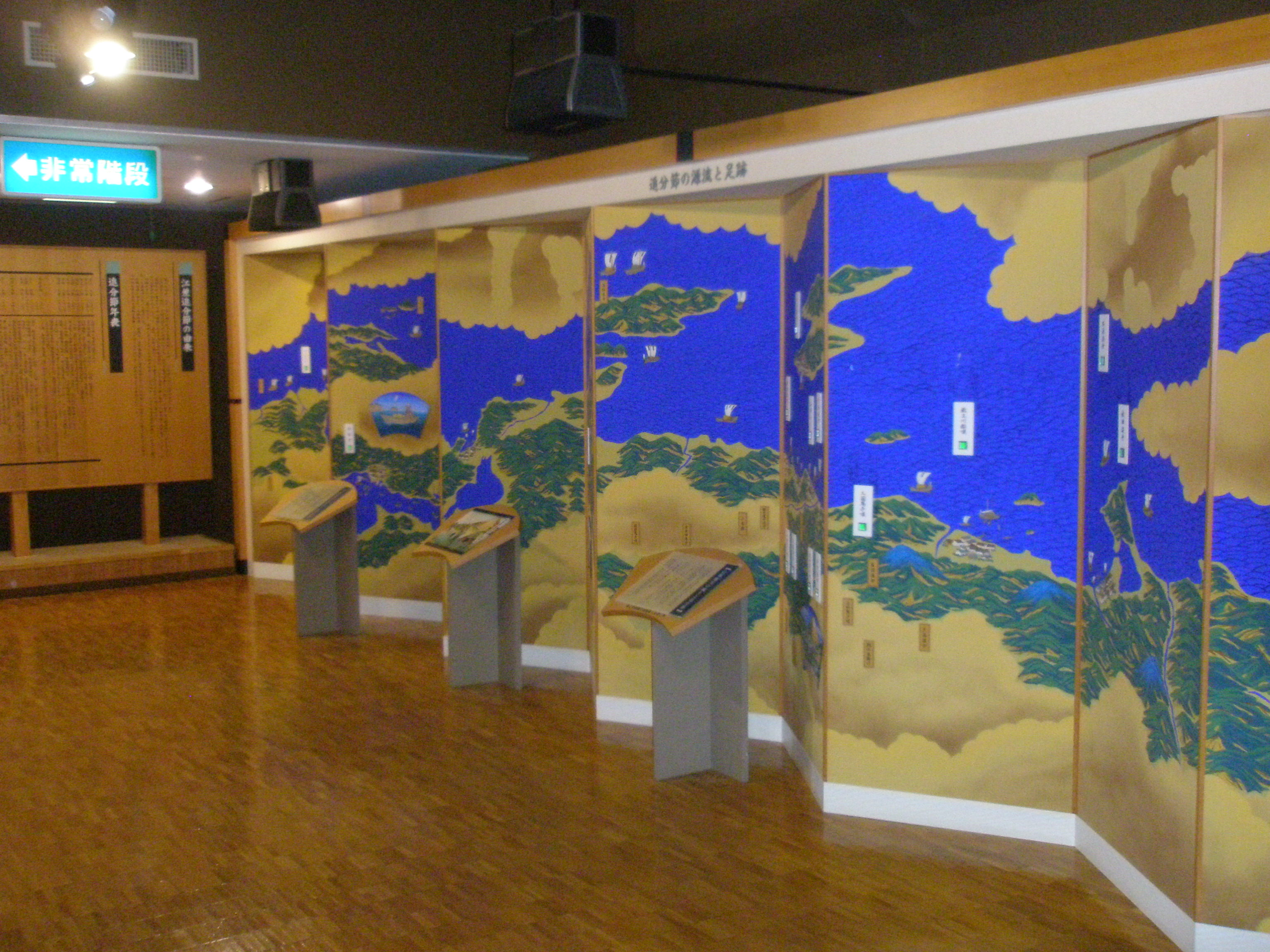
「追分節の源流と足跡」屏風3
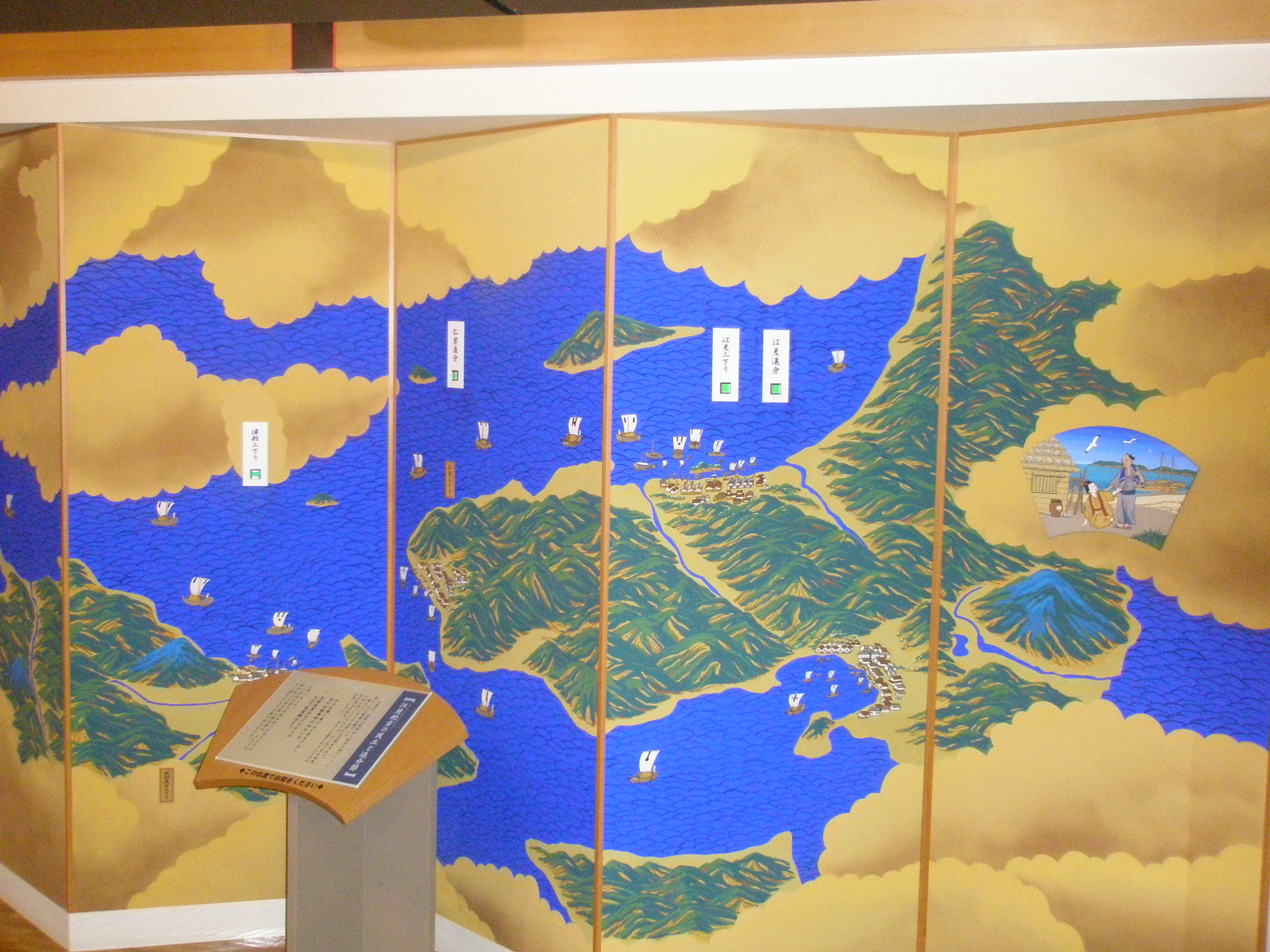
「追分節の源流と足跡」屏風4
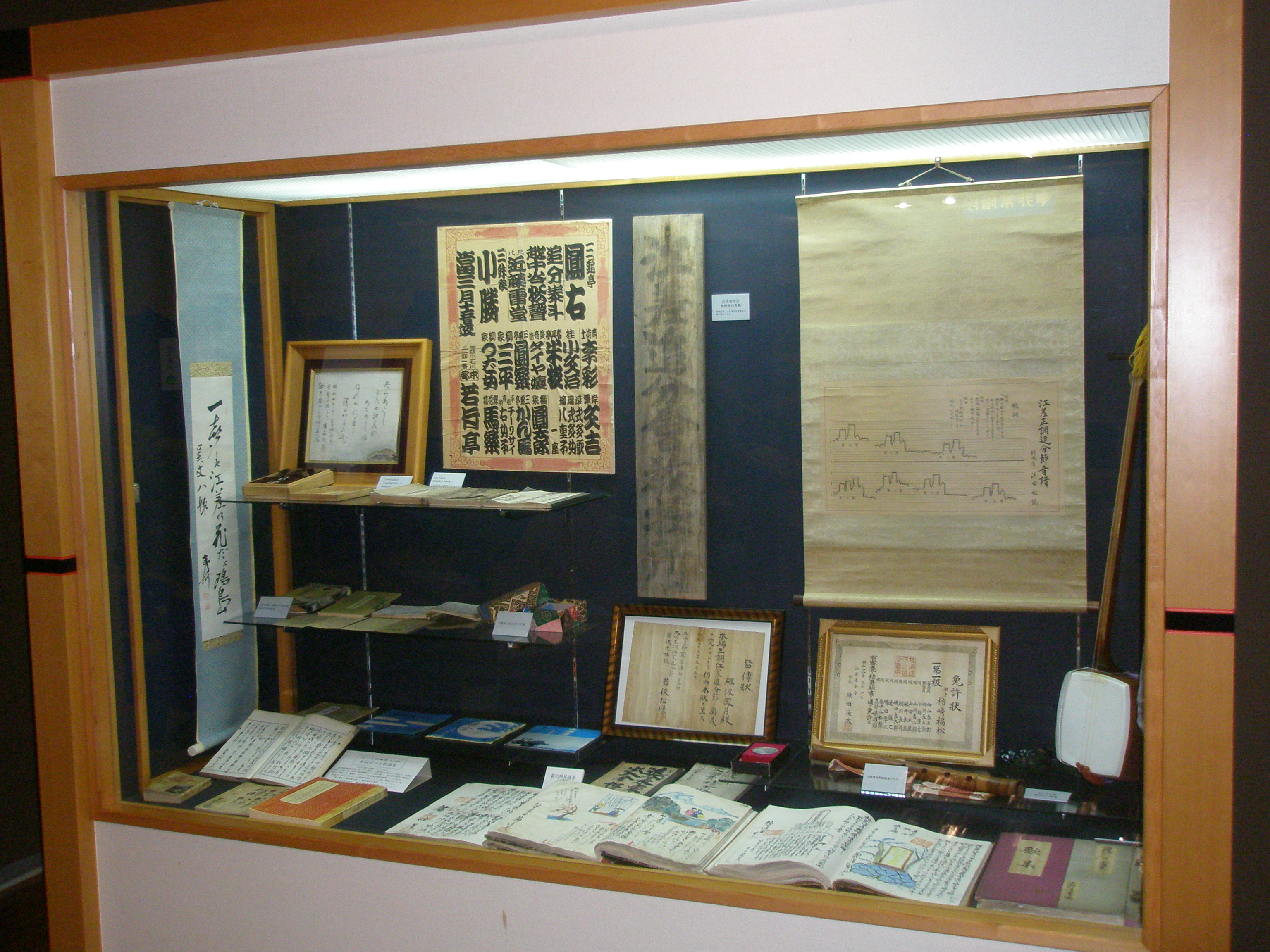
江差追分教授所（道場）に関する展示2
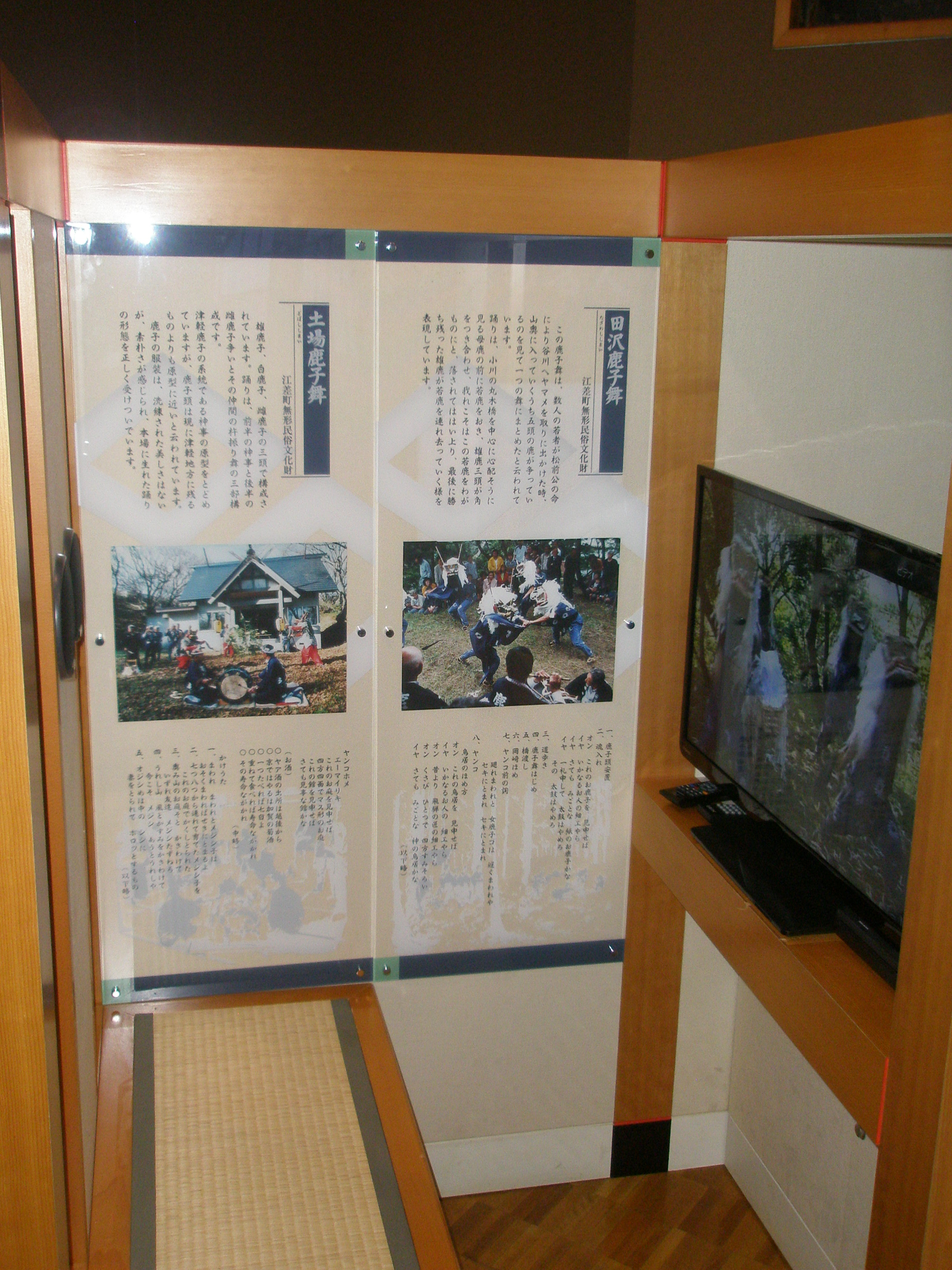
田沢鹿子舞と土場鹿子舞の視聴ブース
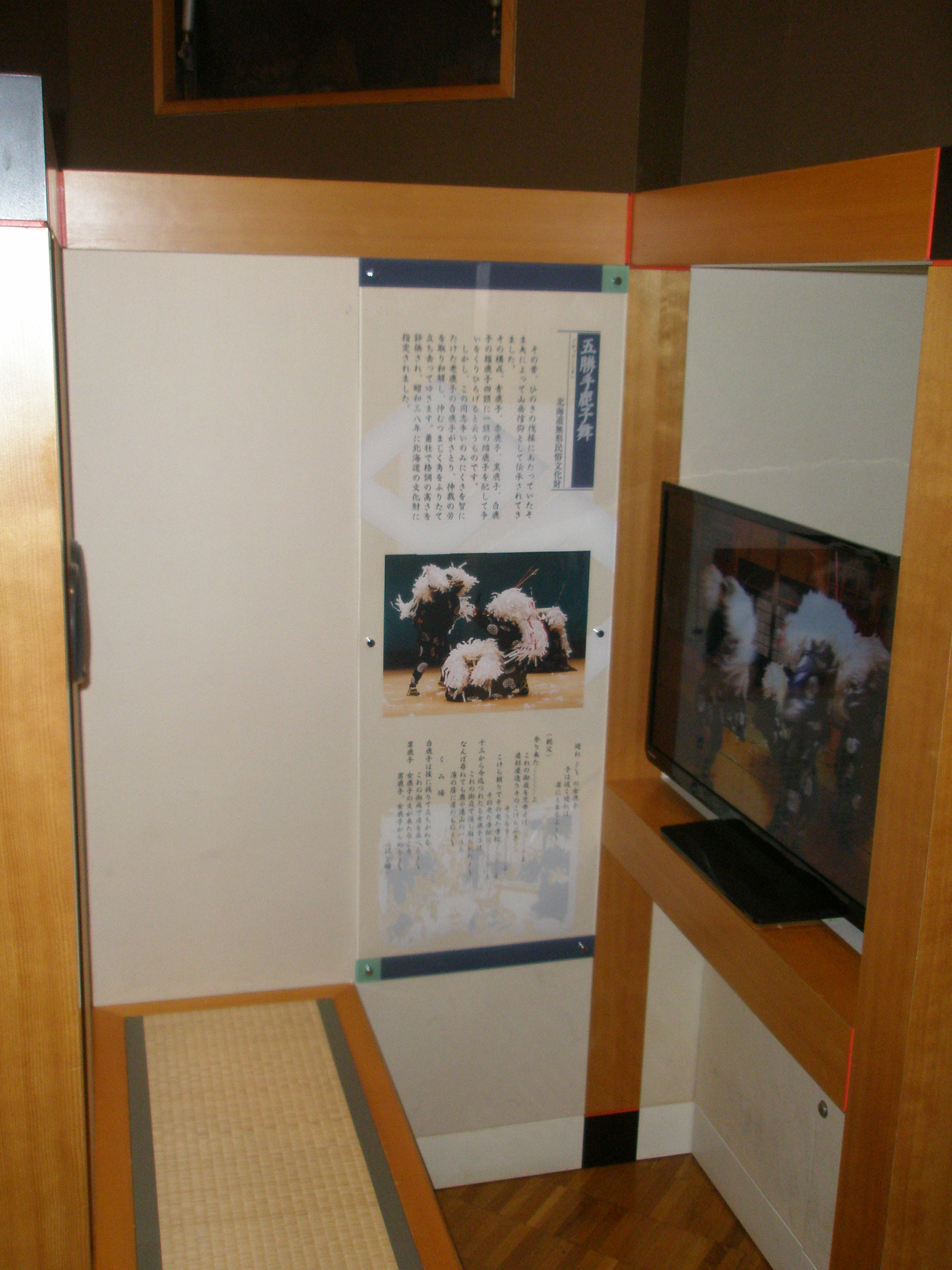
五勝手鹿子舞の視聴ブース
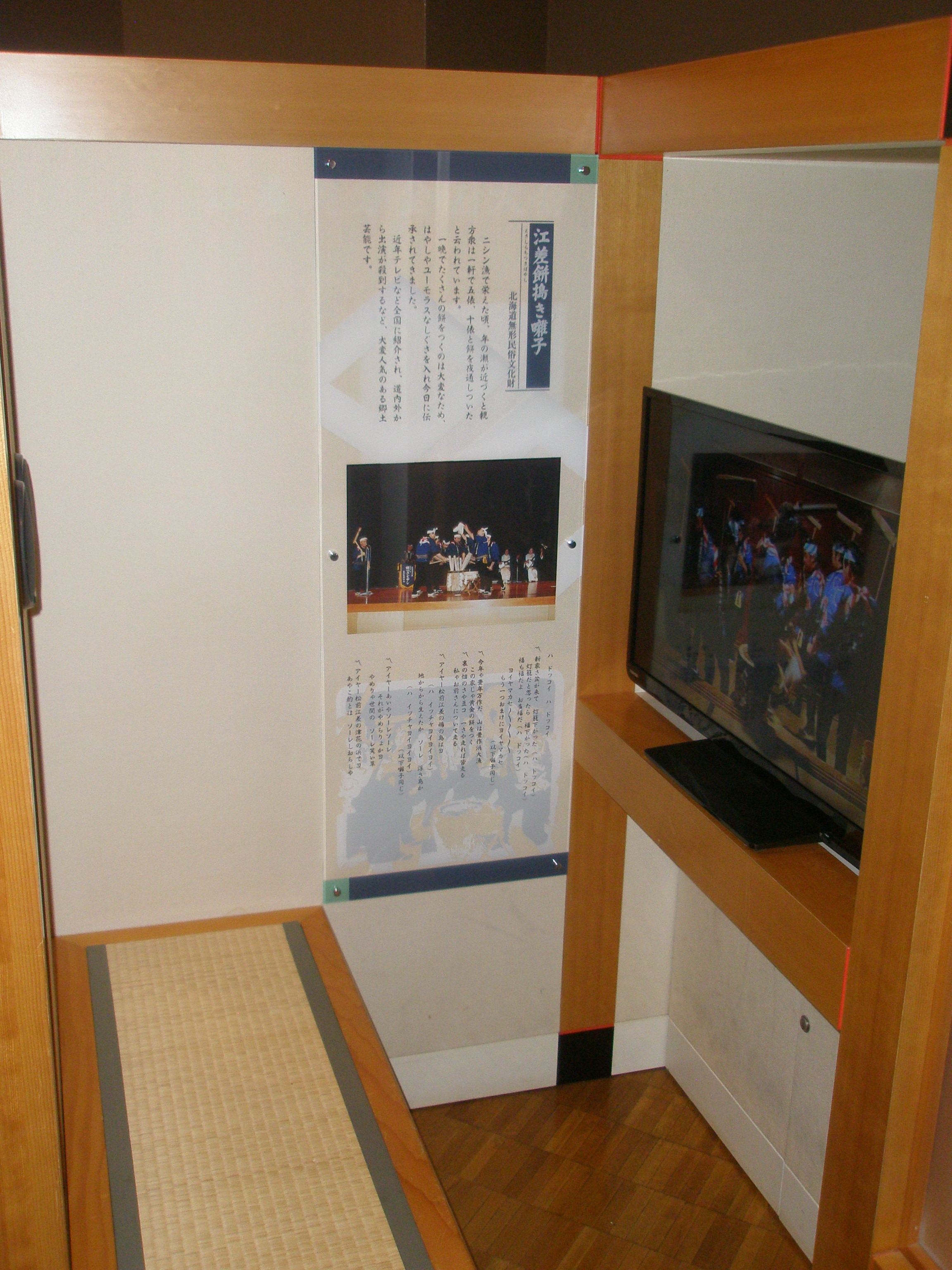
江差餅搗き囃子の視聴ブース
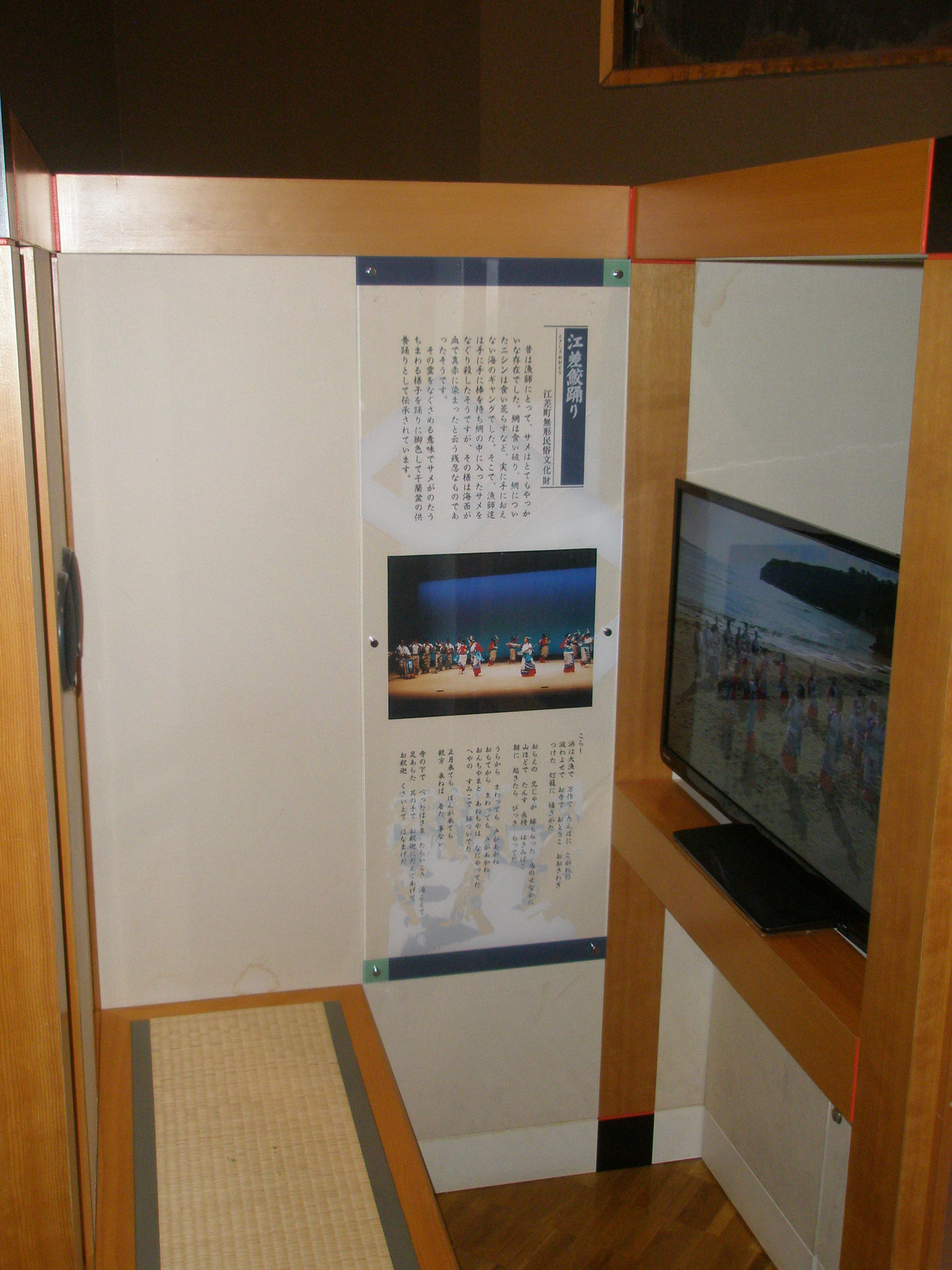
江差鮫踊りの視聴ブース
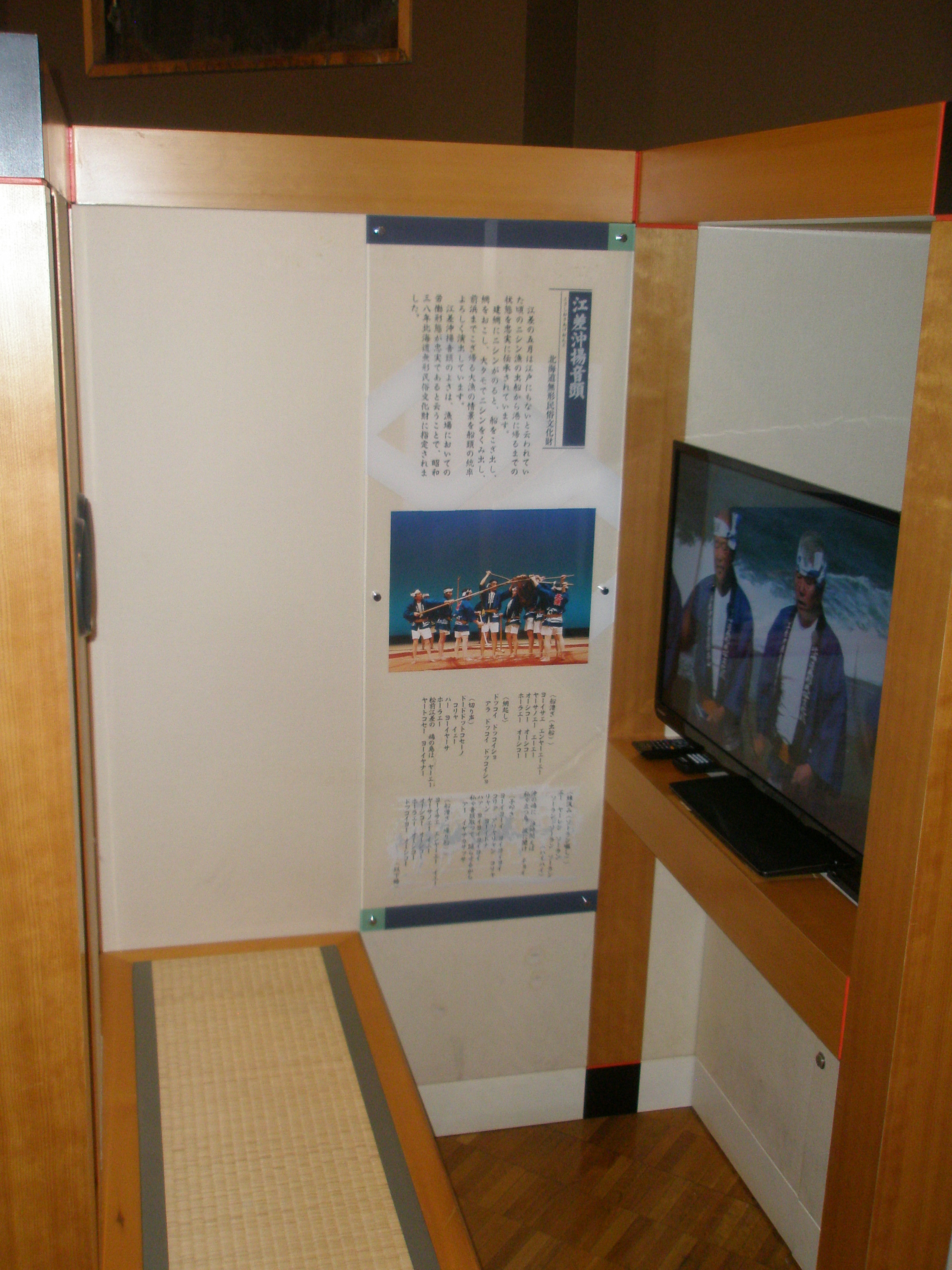
江差沖揚音頭の視聴ブース
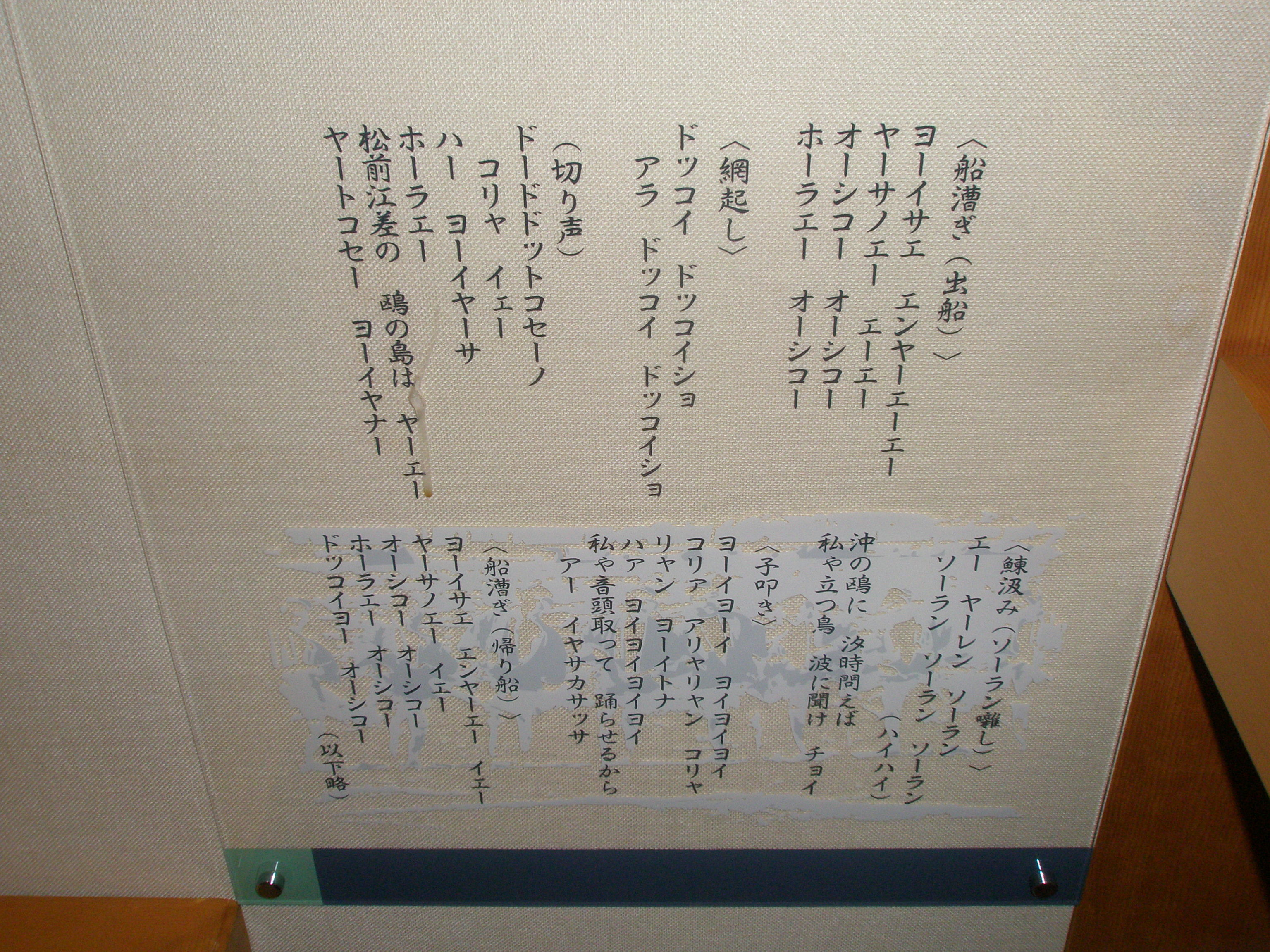
江差沖揚音頭の歌詞（姥神大神宮渡御祭での切り声の原点ともされる）
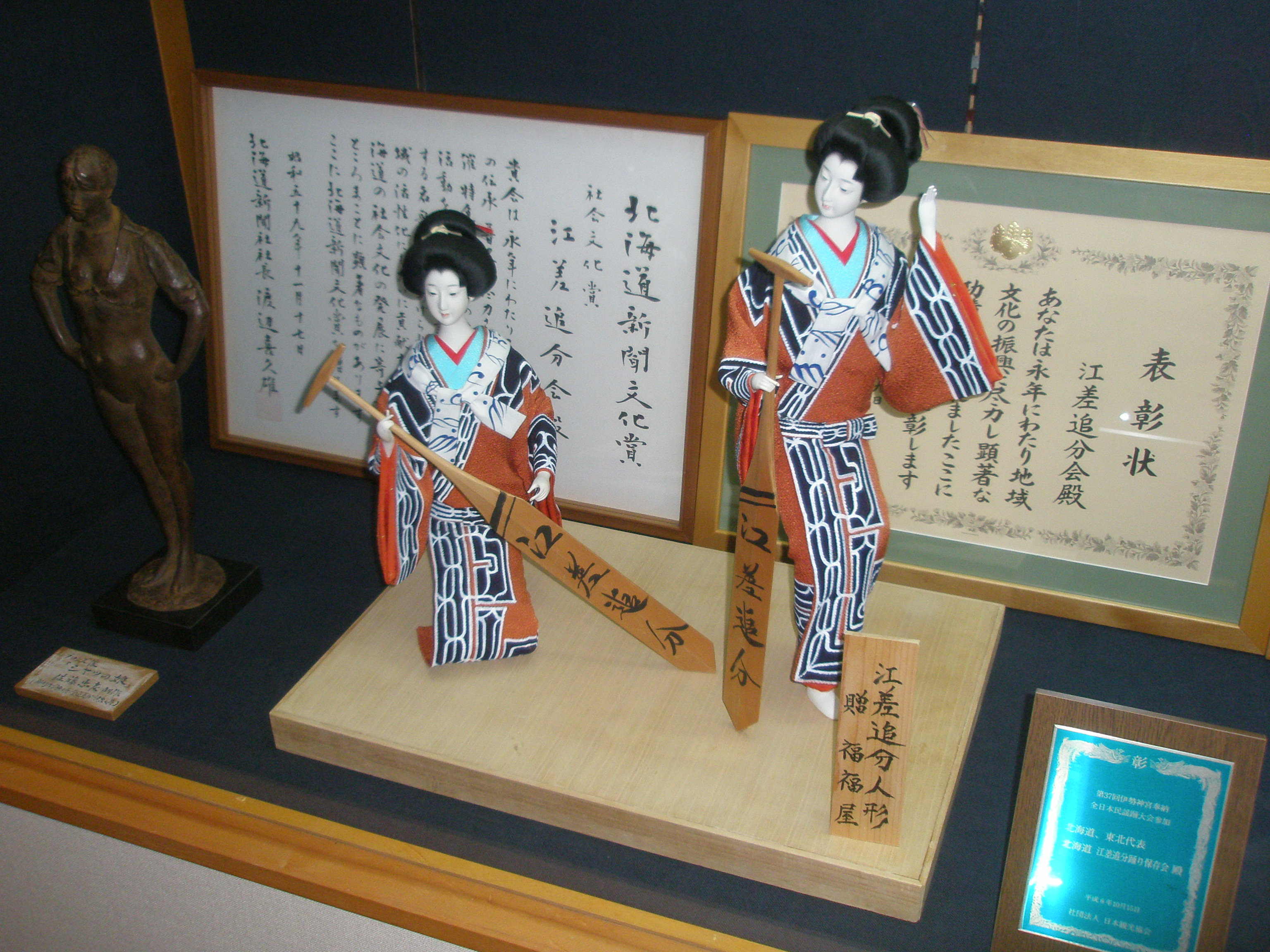
江差追分人形
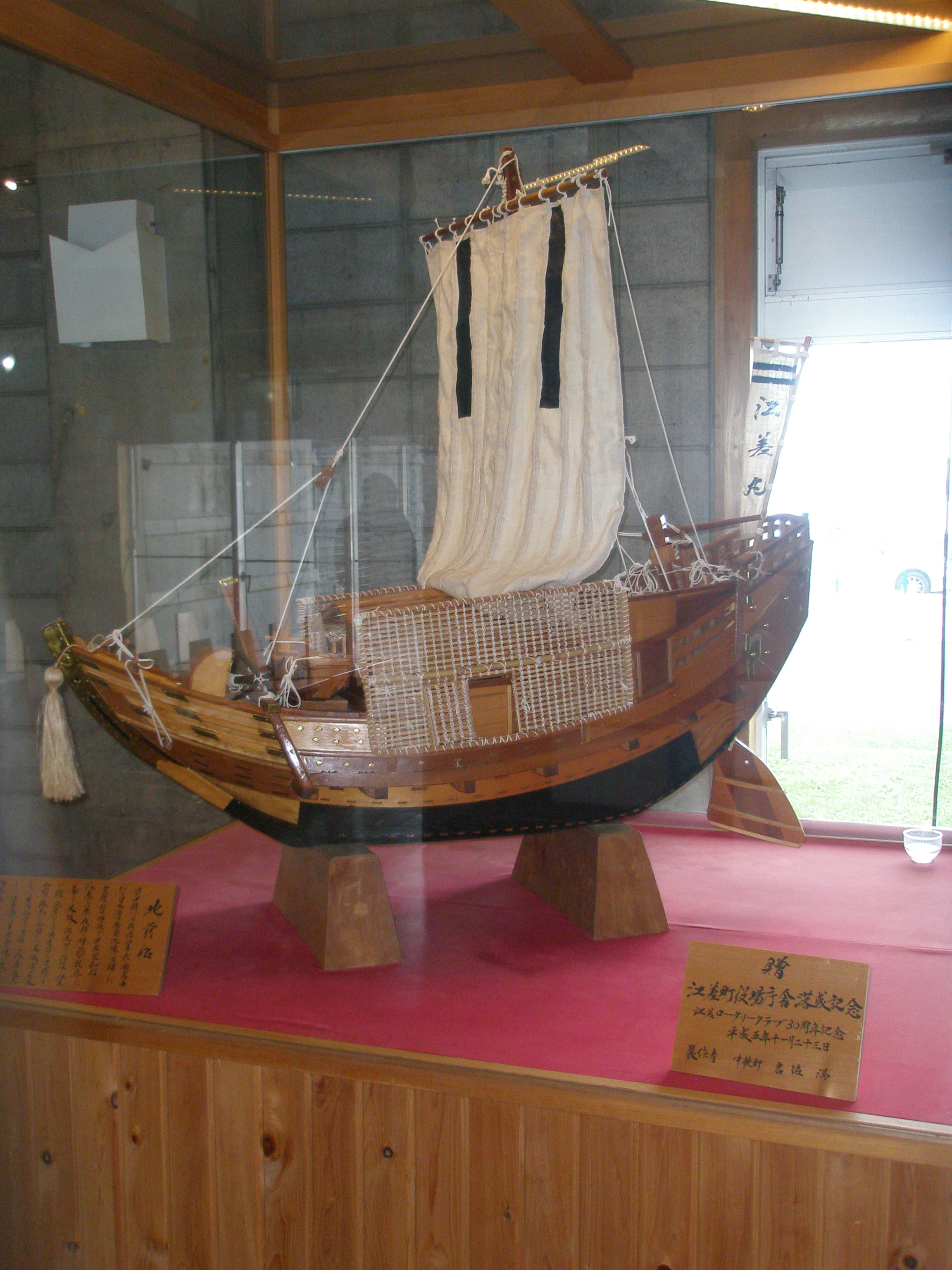
北前船の模型
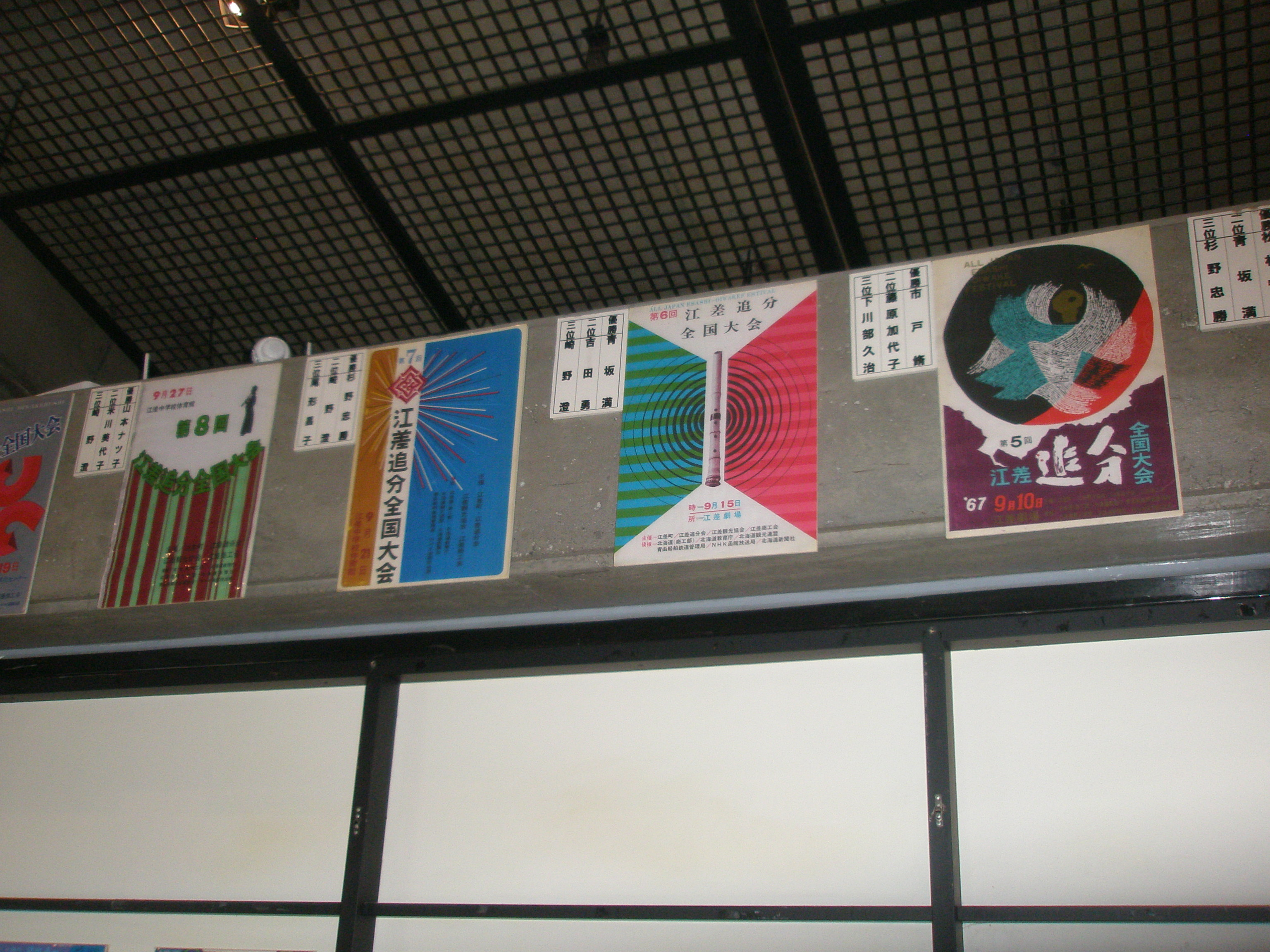
江差追分全国大会の歴代ポスター（縮小版）2
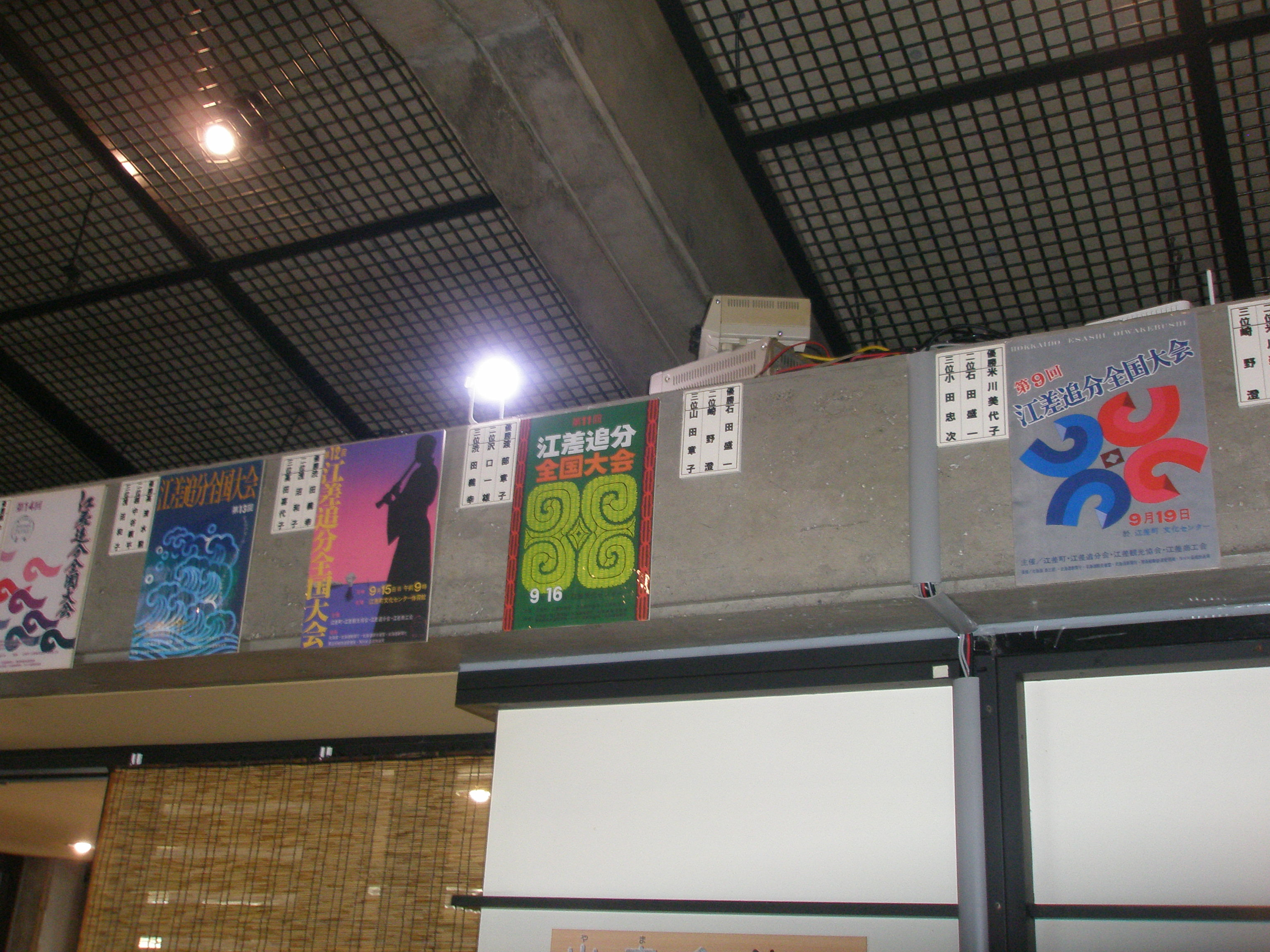
江差追分全国大会の歴代ポスター（縮小版）3
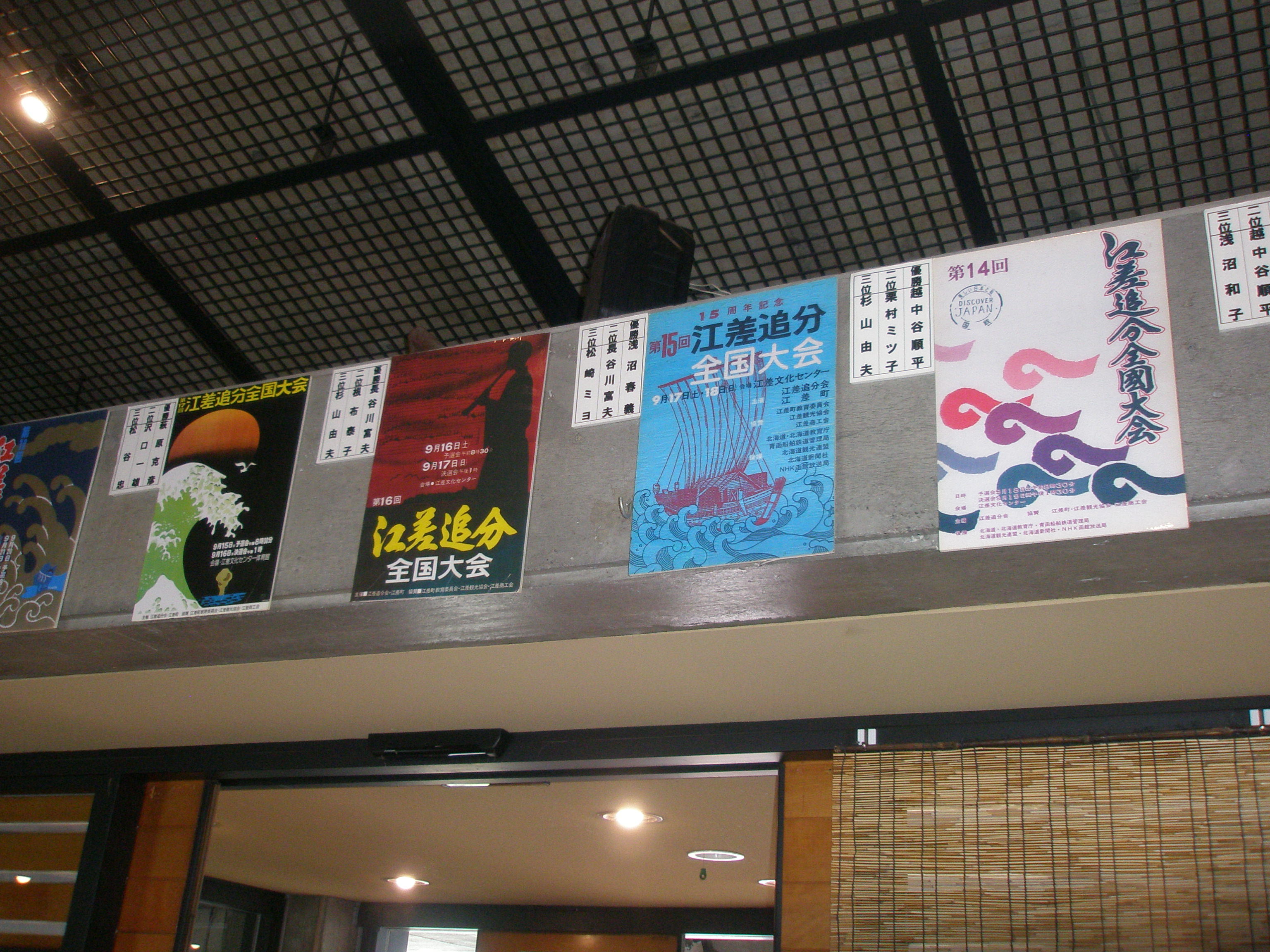
江差追分全国大会の歴代ポスター（縮小版）4
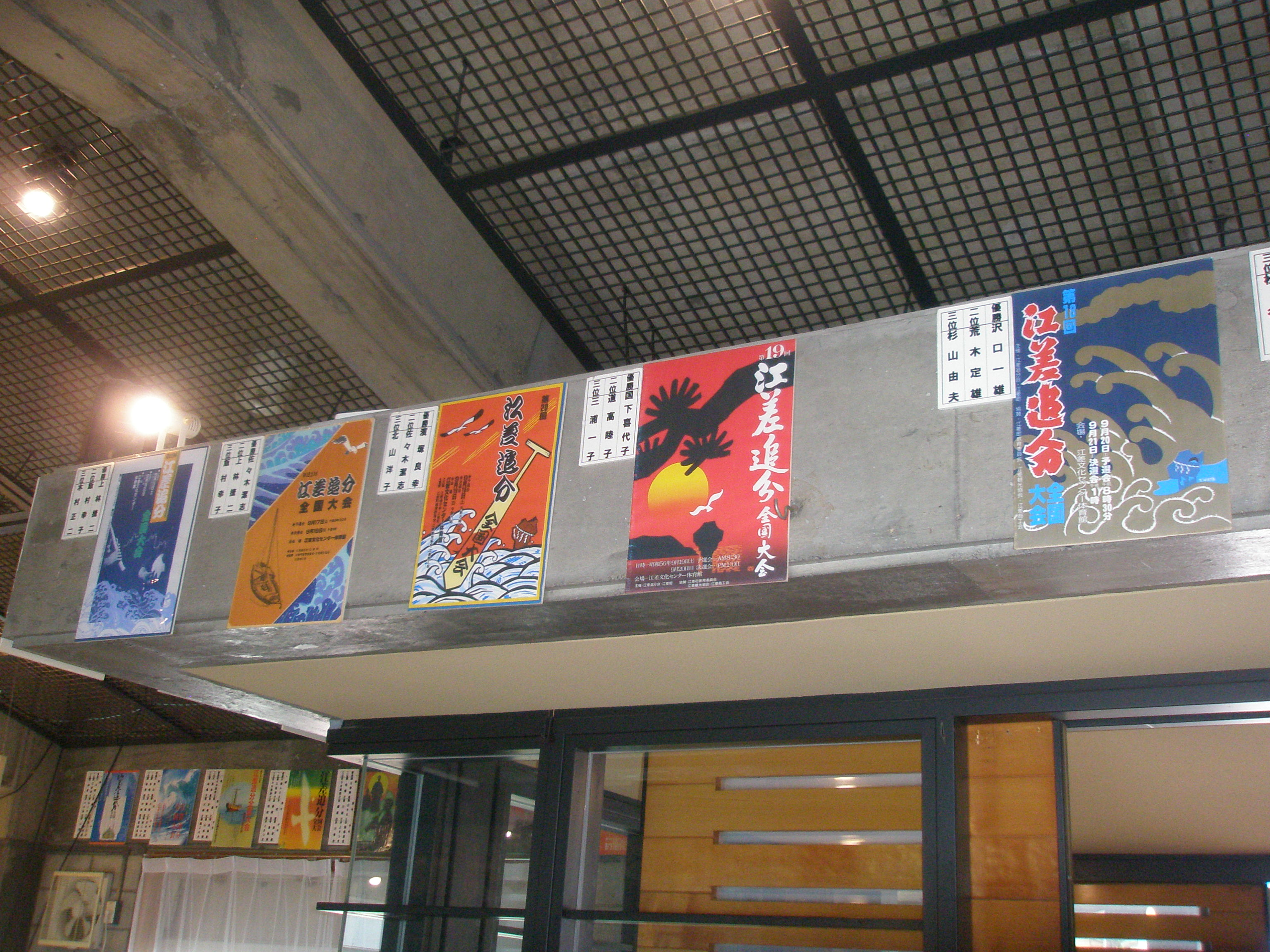
江差追分全国大会の歴代ポスター（縮小版）5
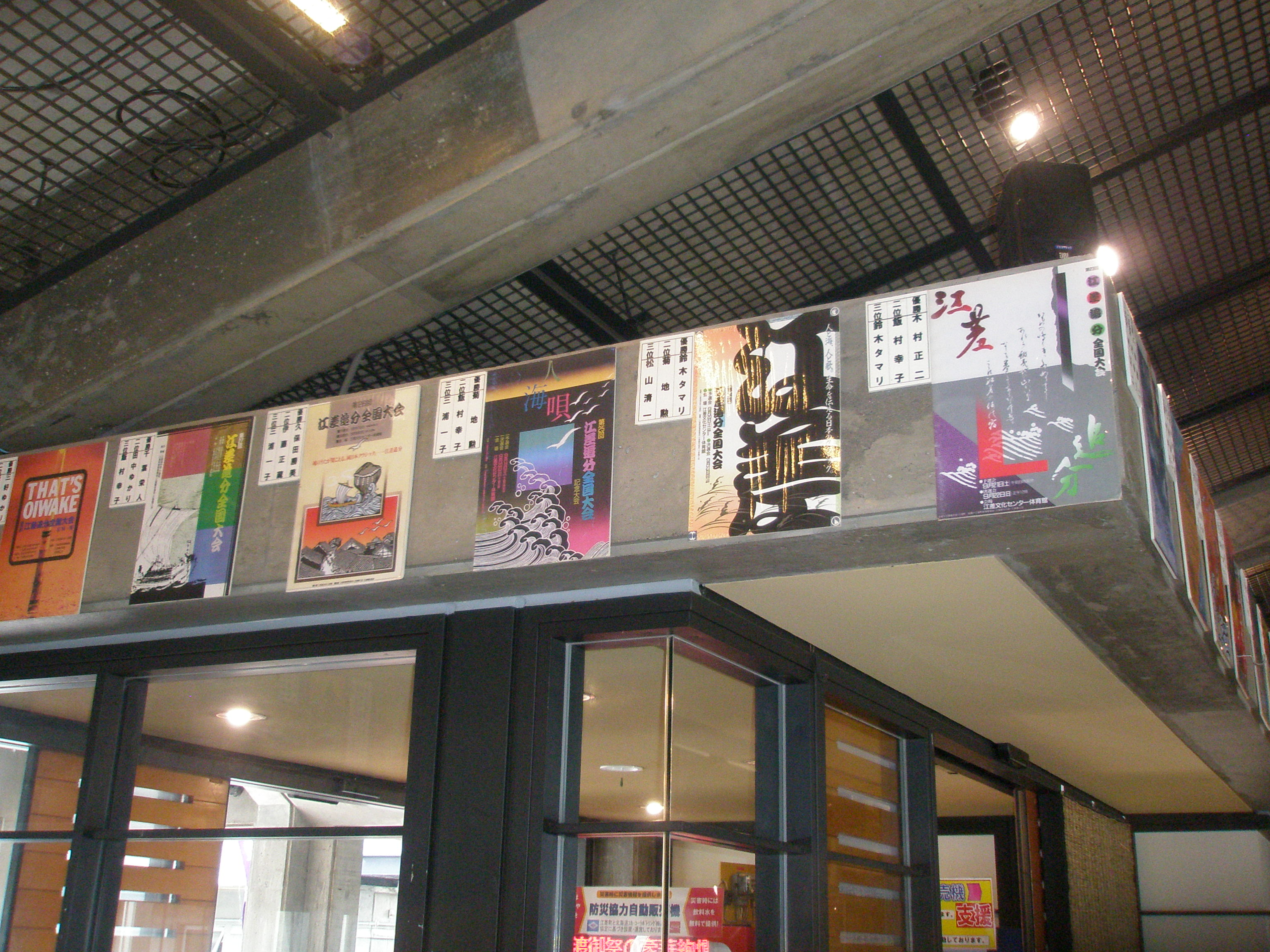
江差追分全国大会の歴代ポスター（縮小版）6
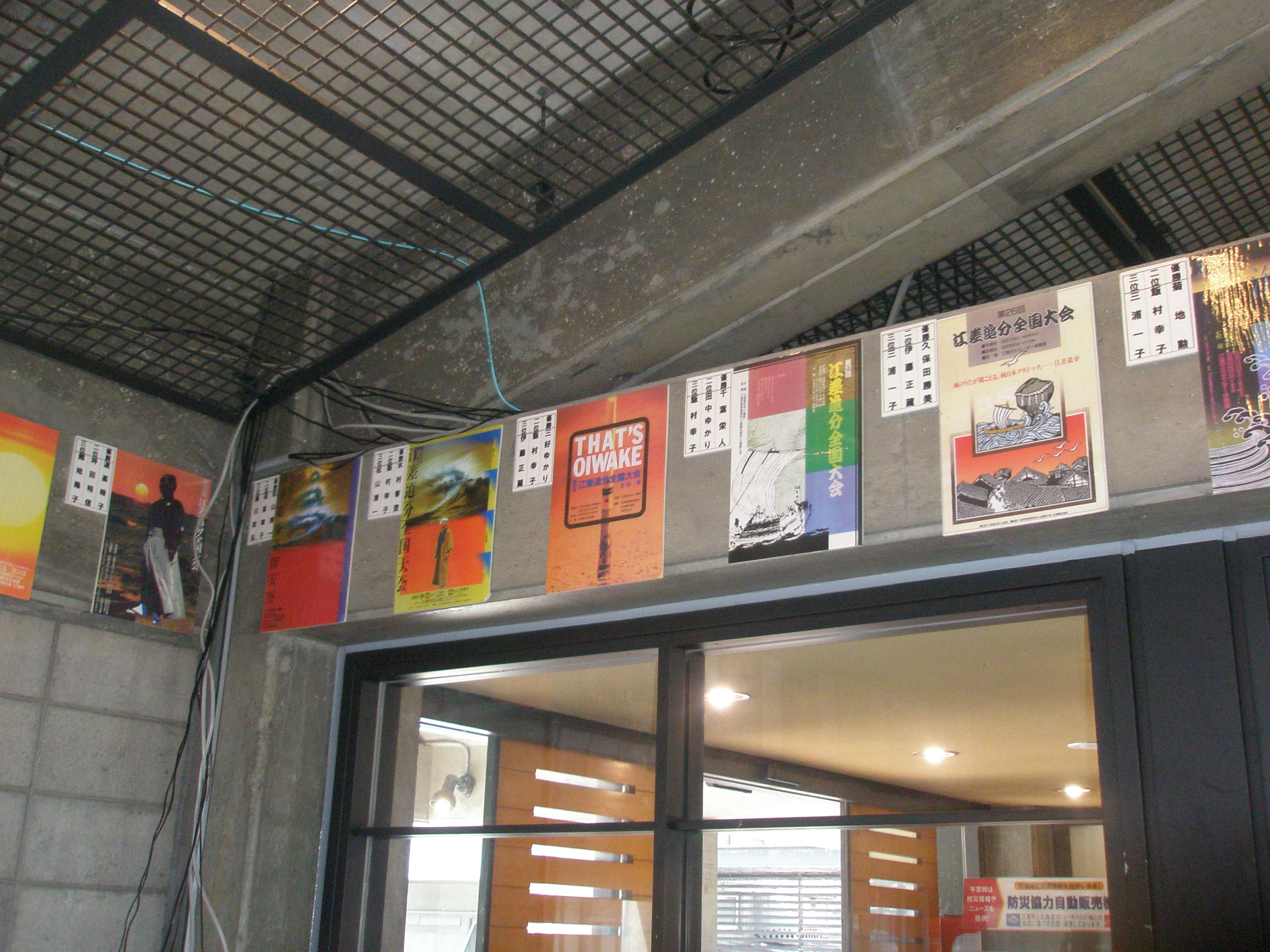
江差追分全国大会の歴代ポスター（縮小版）7
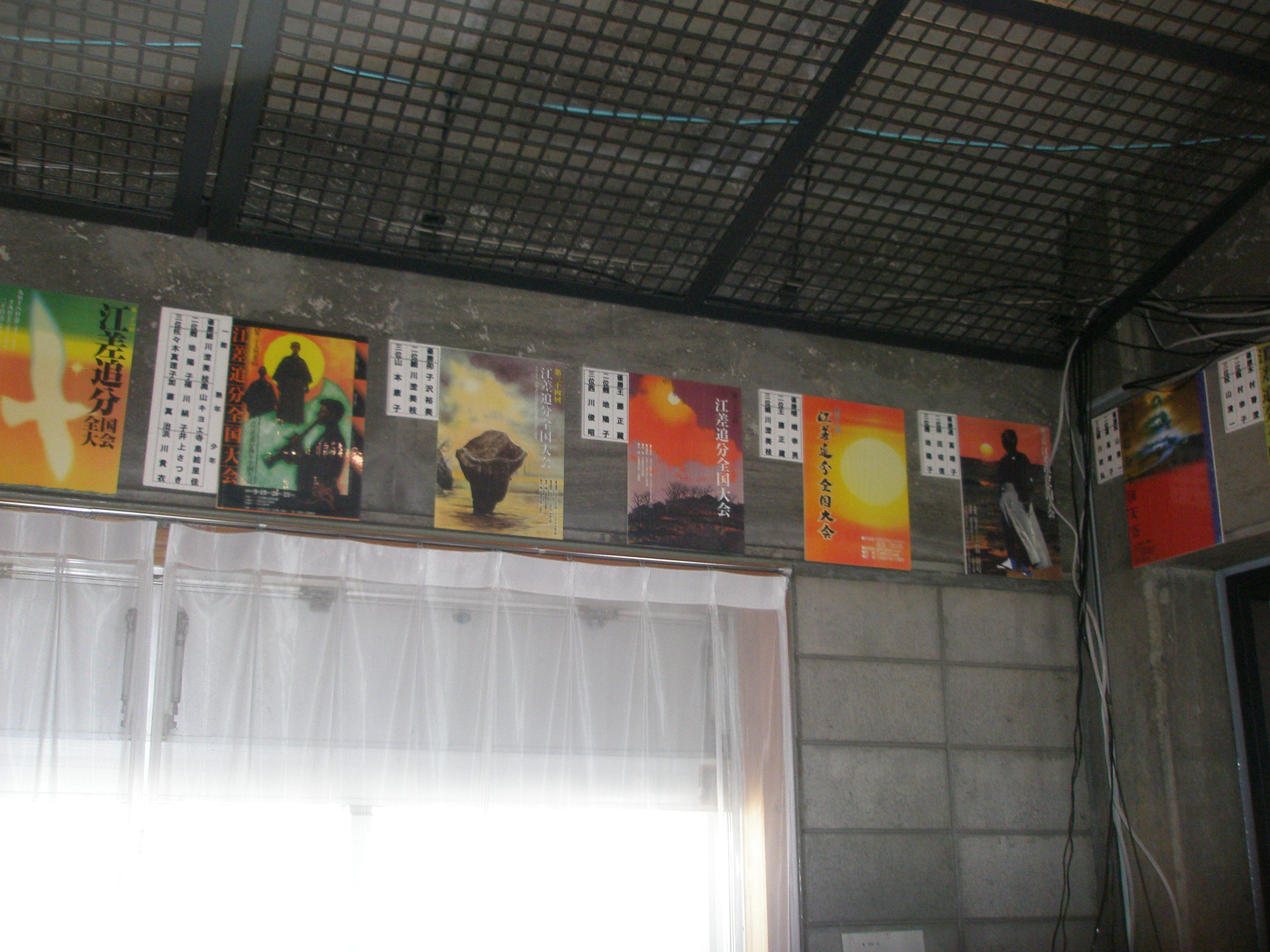
江差追分全国大会の歴代ポスター（縮小版）8
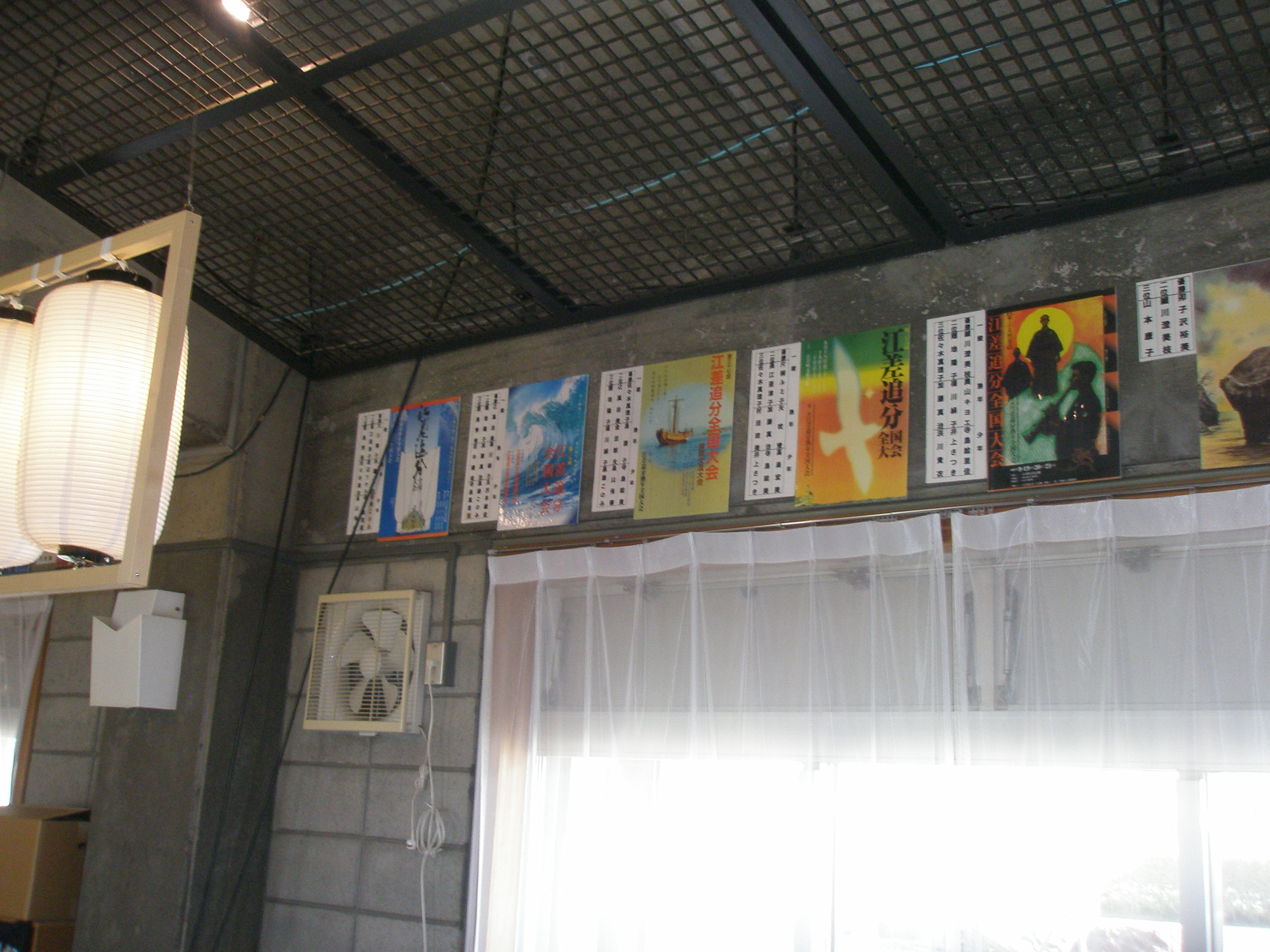
江差追分全国大会の歴代ポスター（縮小版）9
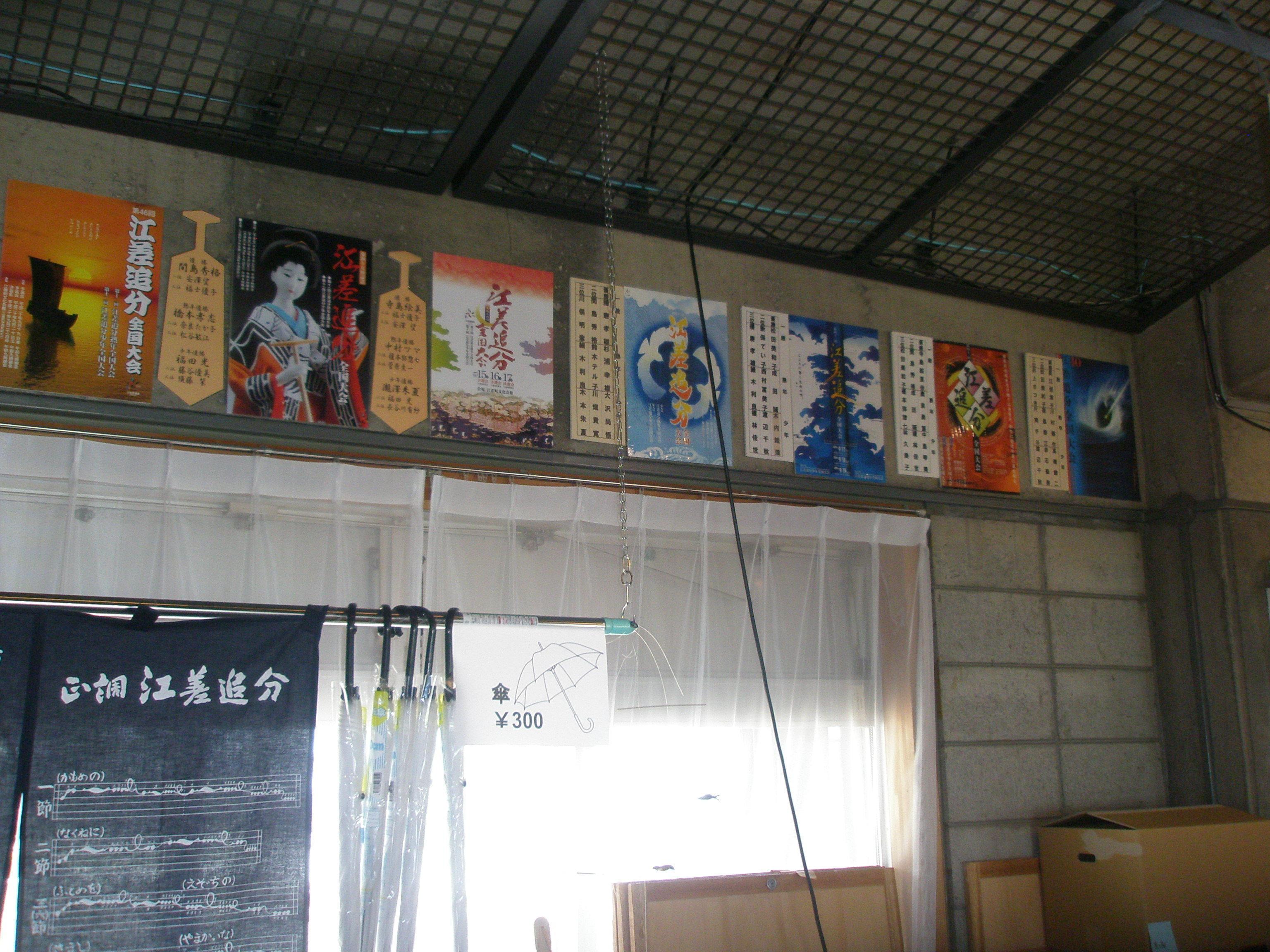
江差追分全国大会の歴代ポスター（縮小版）10
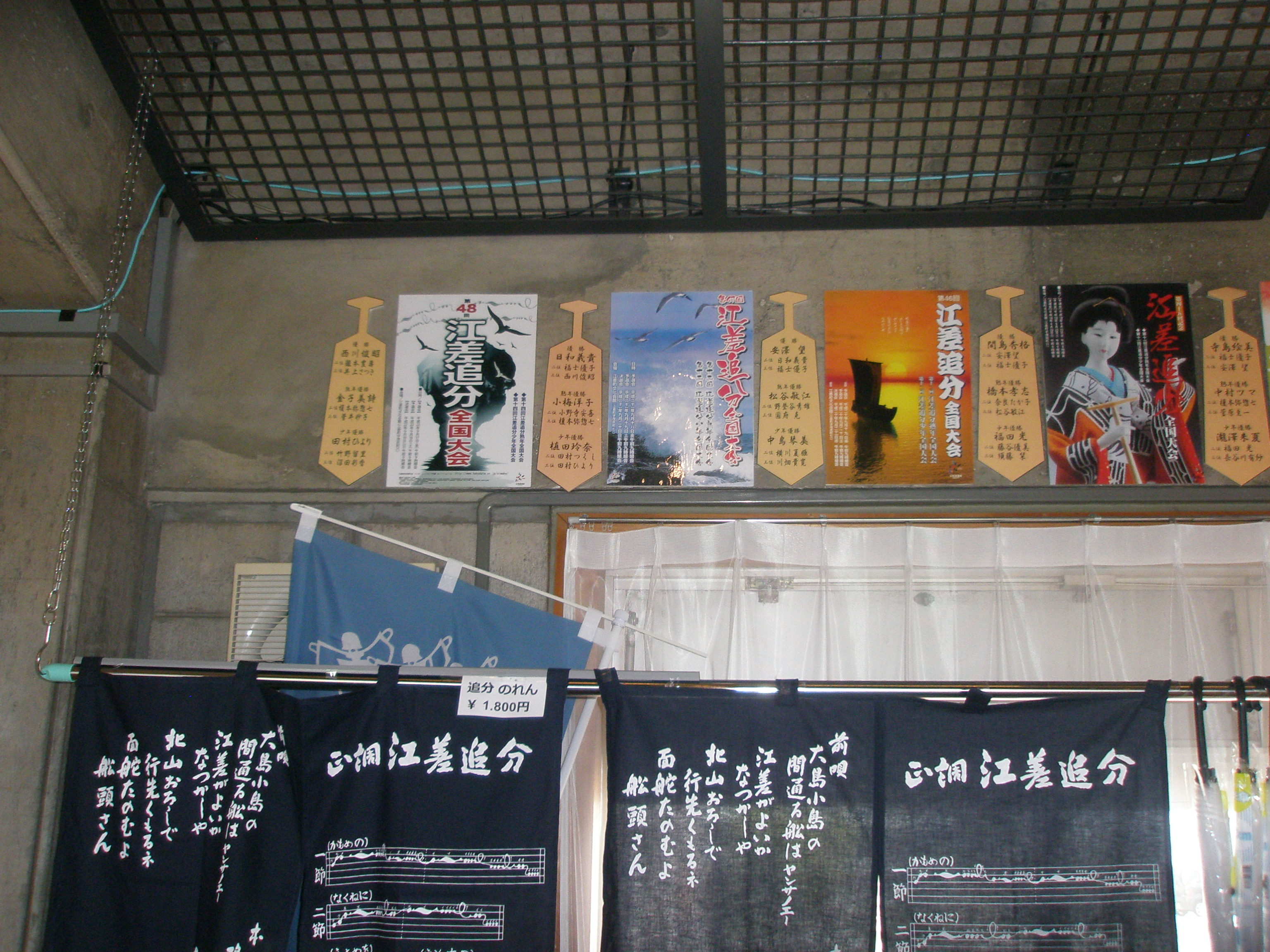
江差追分全国大会の歴代ポスター（縮小版）11
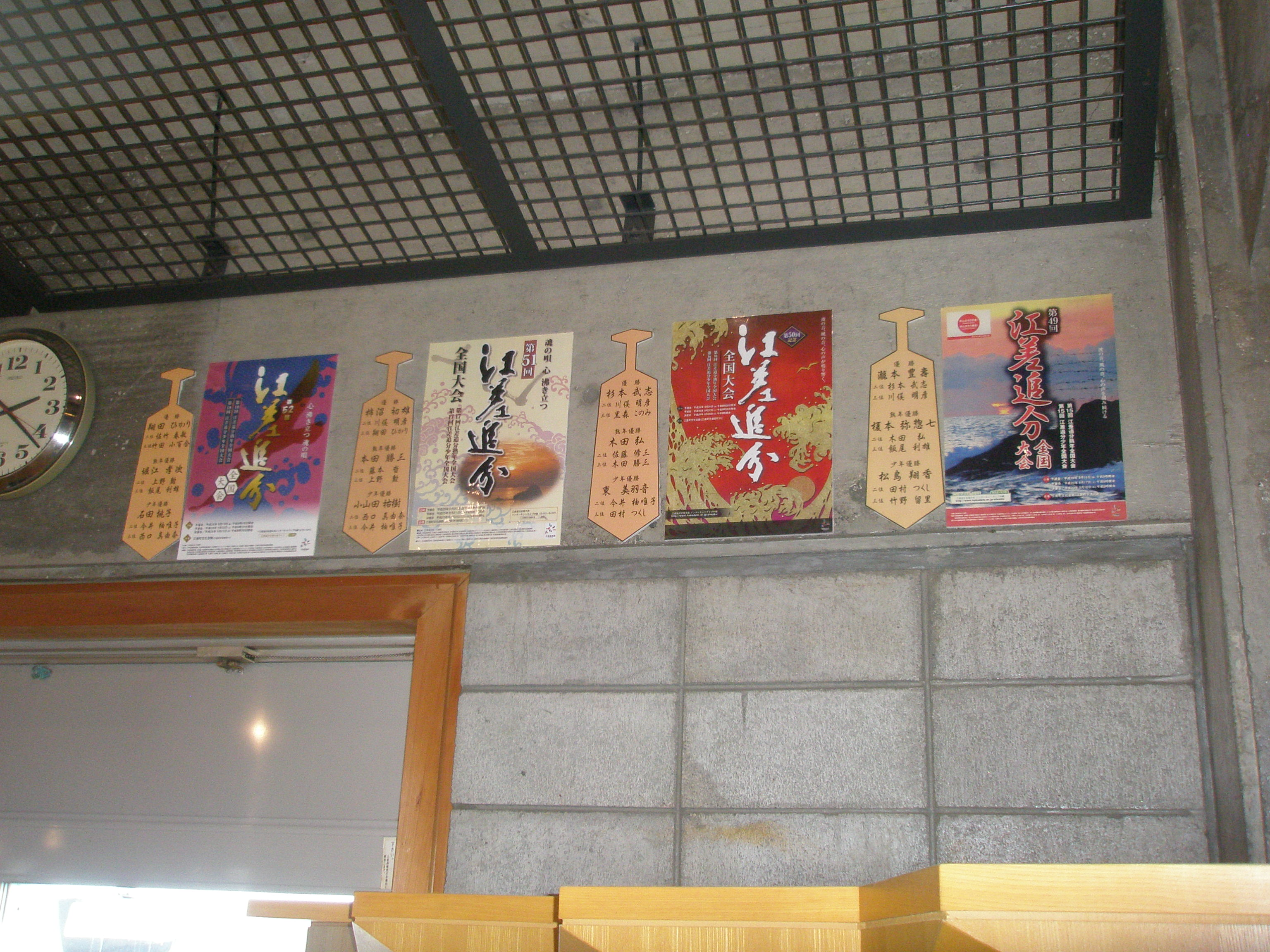
江差追分全国大会の歴代ポスター（縮小版）12
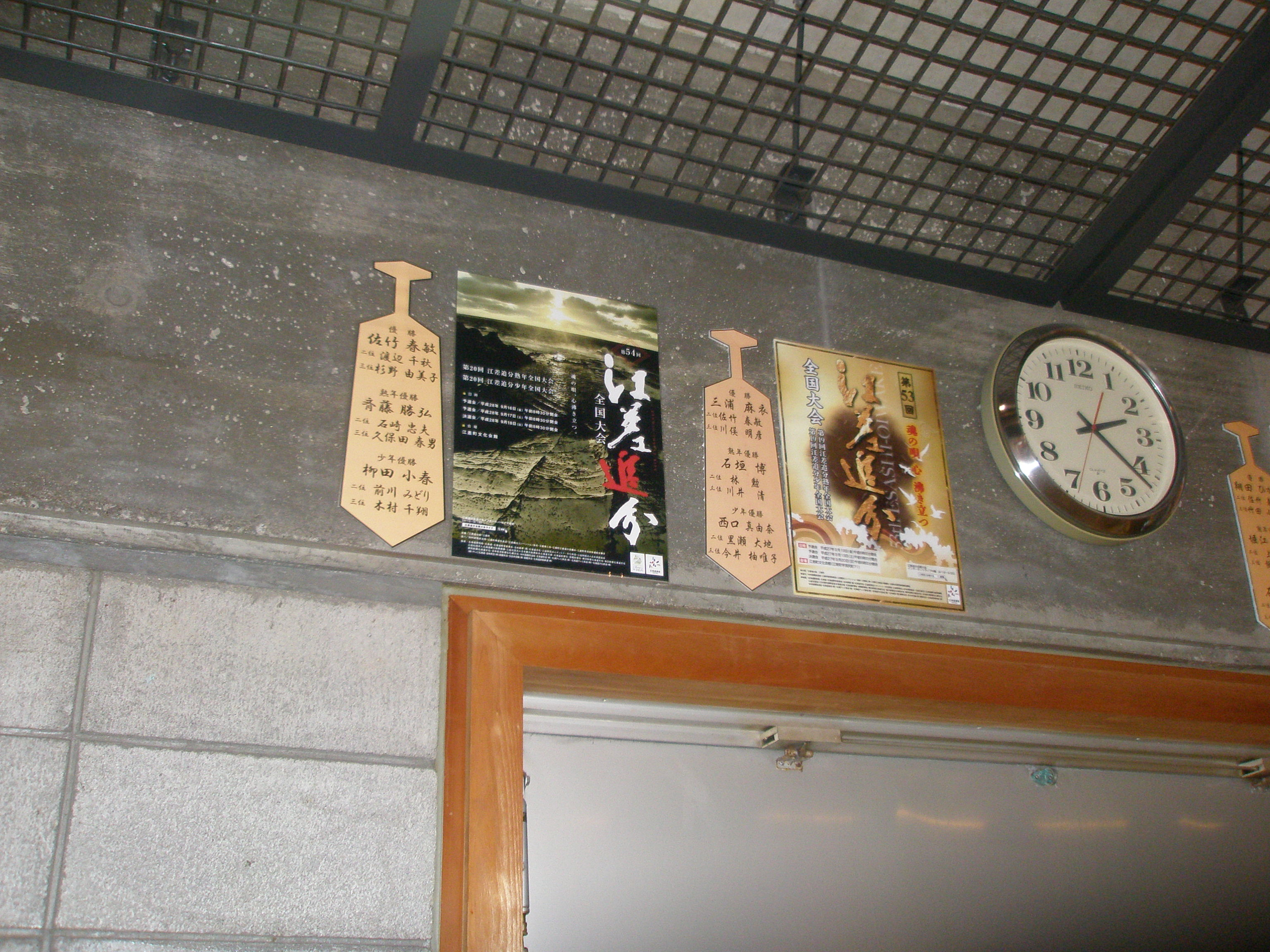
江差追分全国大会の歴代ポスター（縮小版）13

江差山車会館

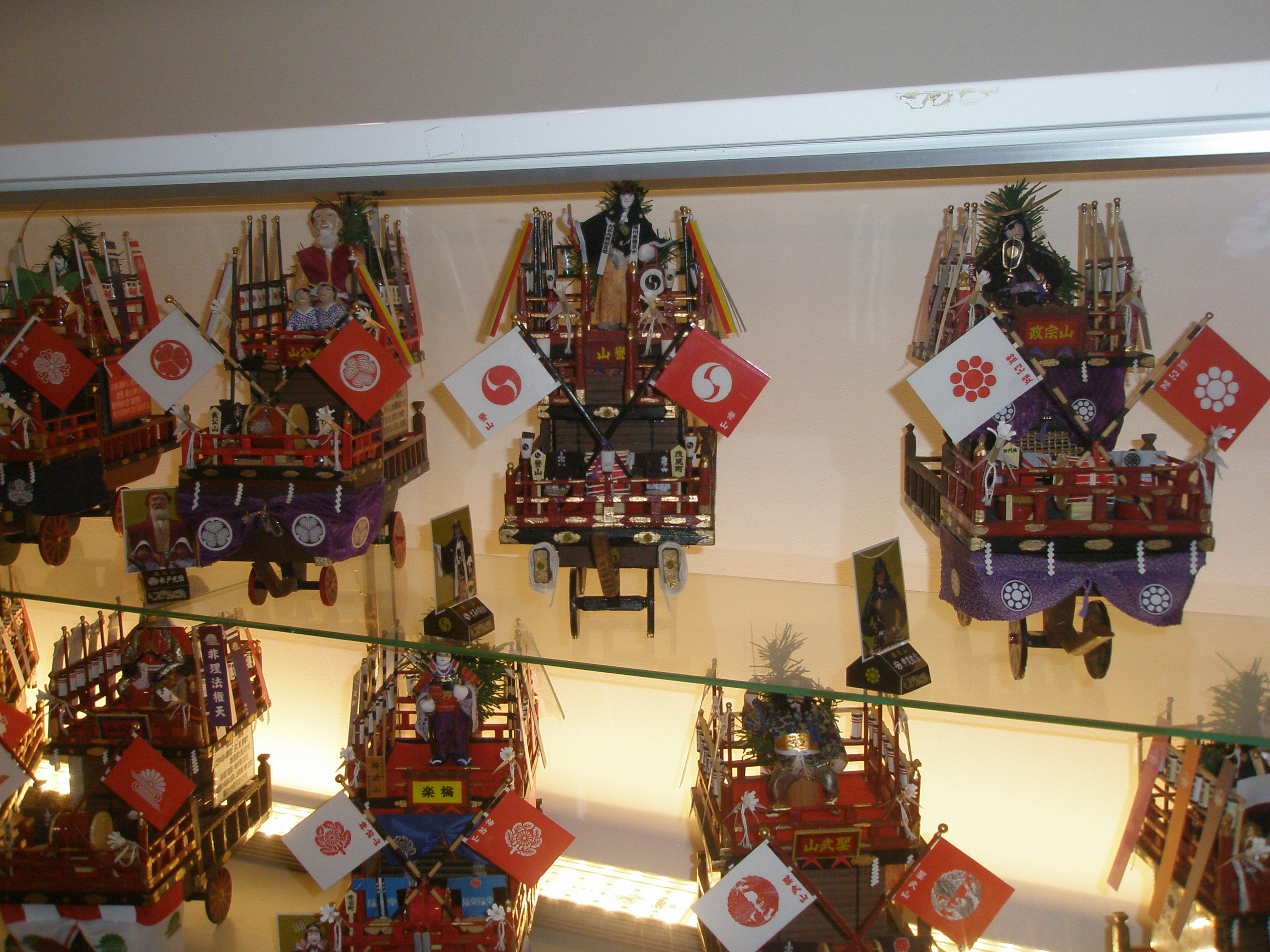
山車模型（右より政宗山・譽山・義公山）
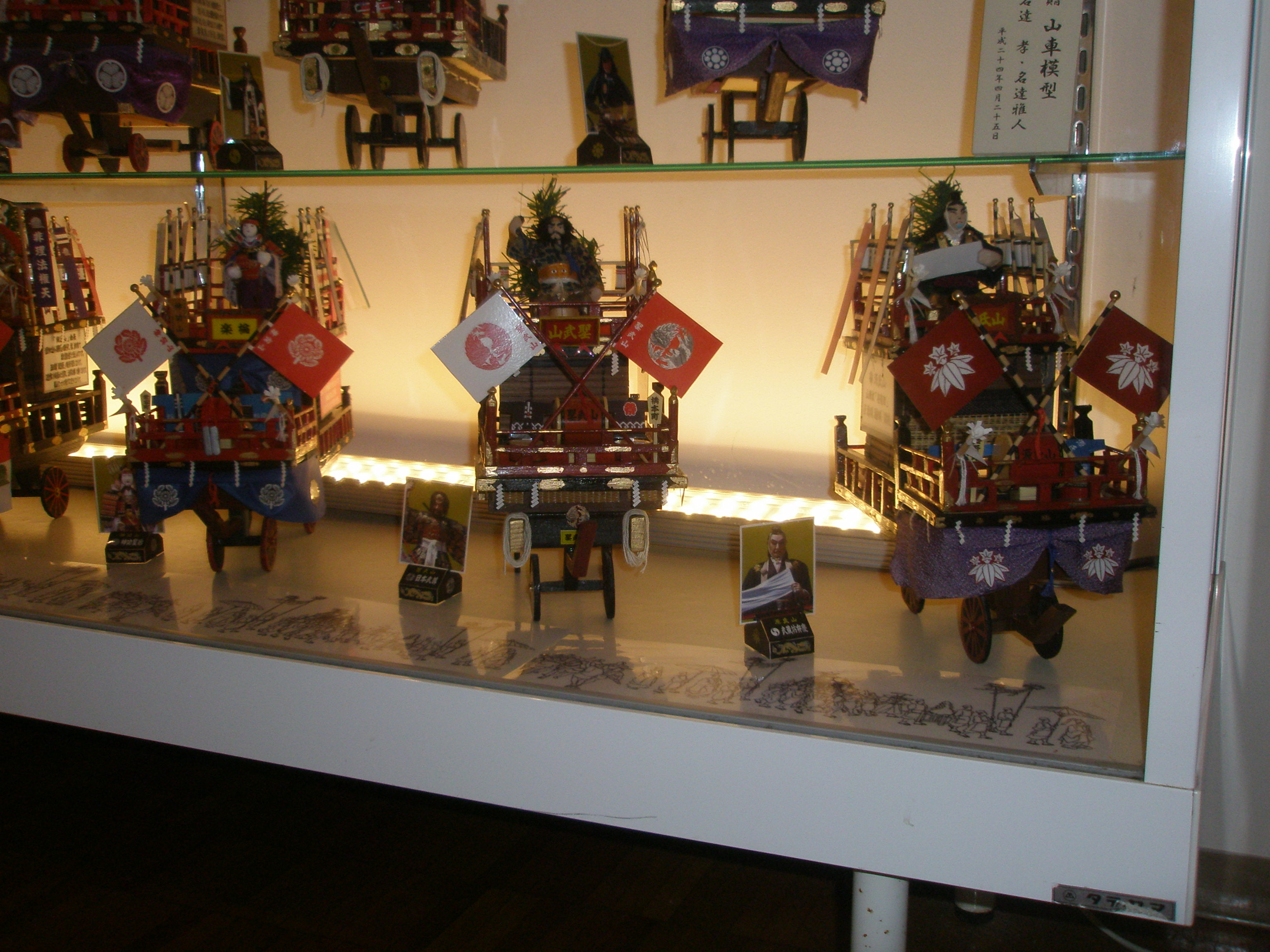
山車模型（右より源氏山・聖武山・神功山）
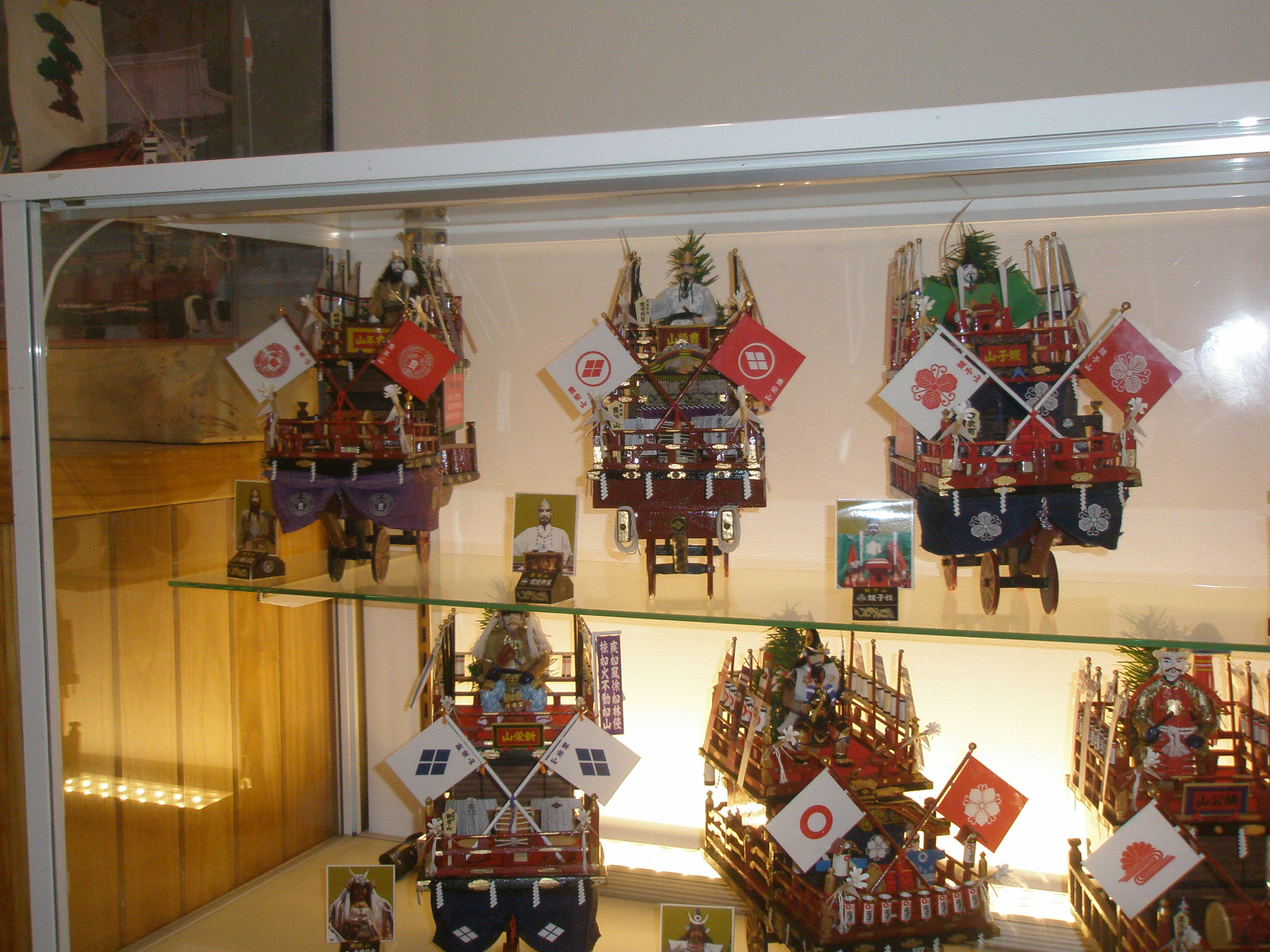
山車模型（右より蛭子山・豊榮山・豊年山）
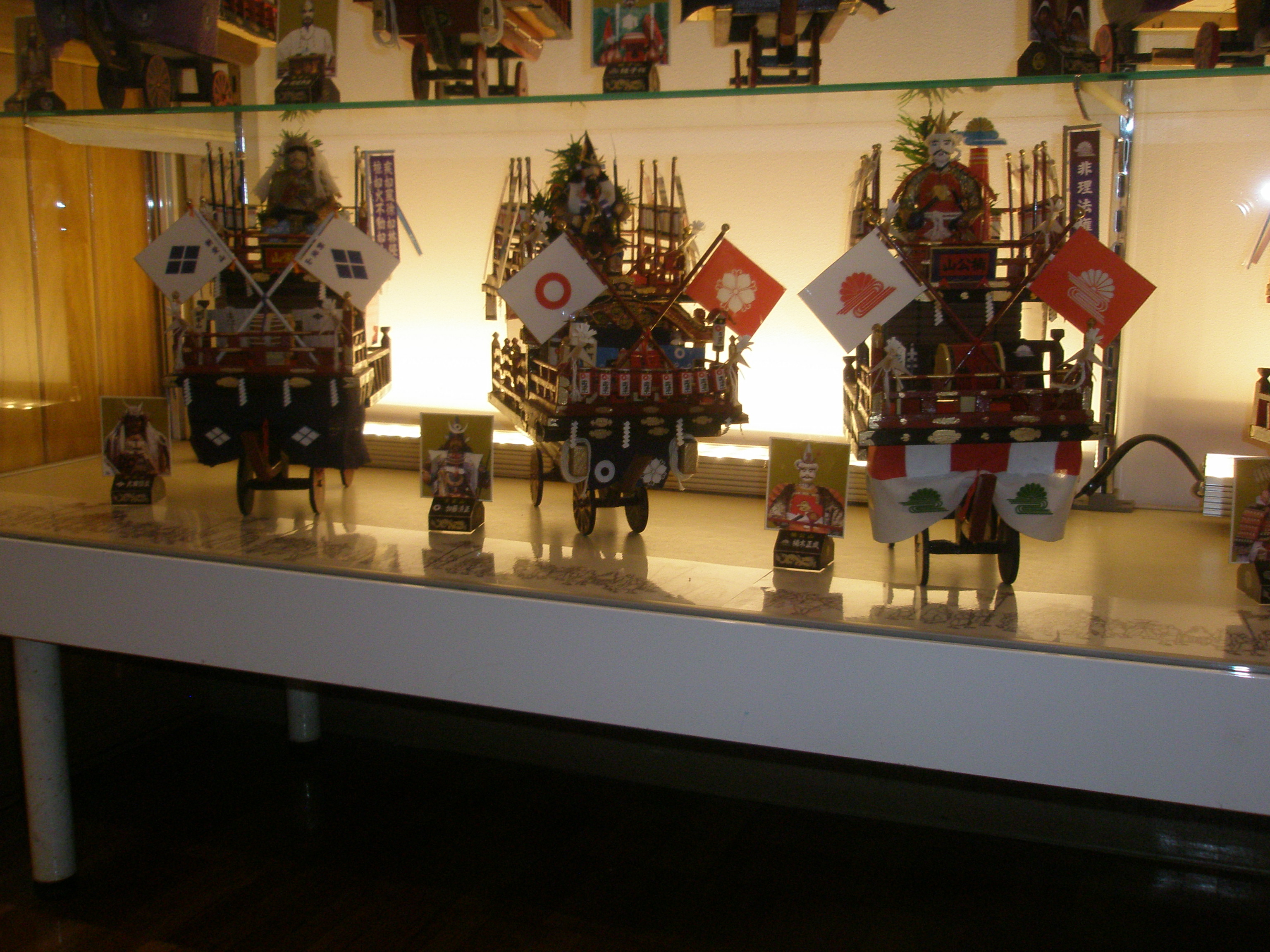
山車模型（右より楠公山・清正山・新栄山）
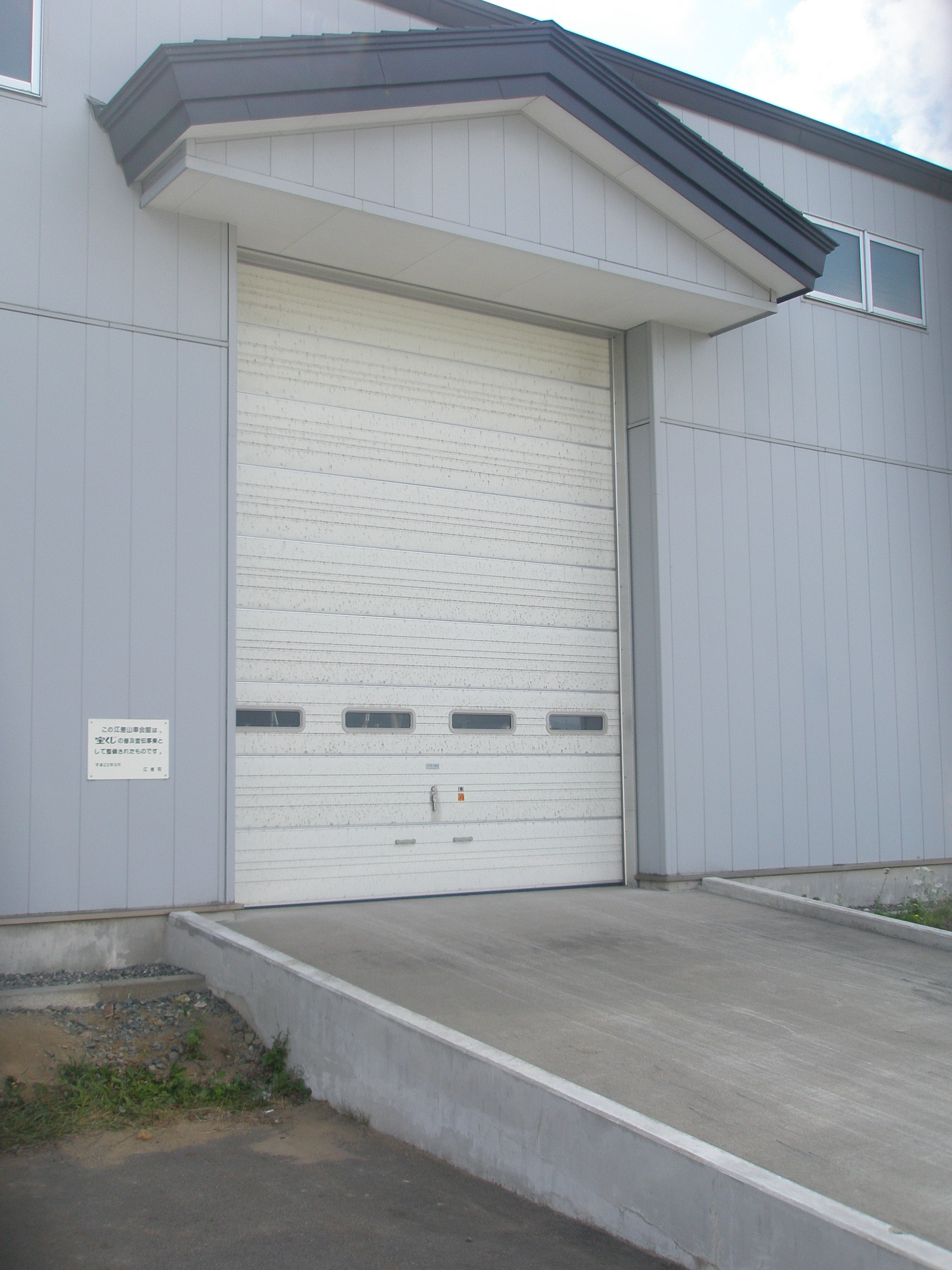
山車搬入口（外部）
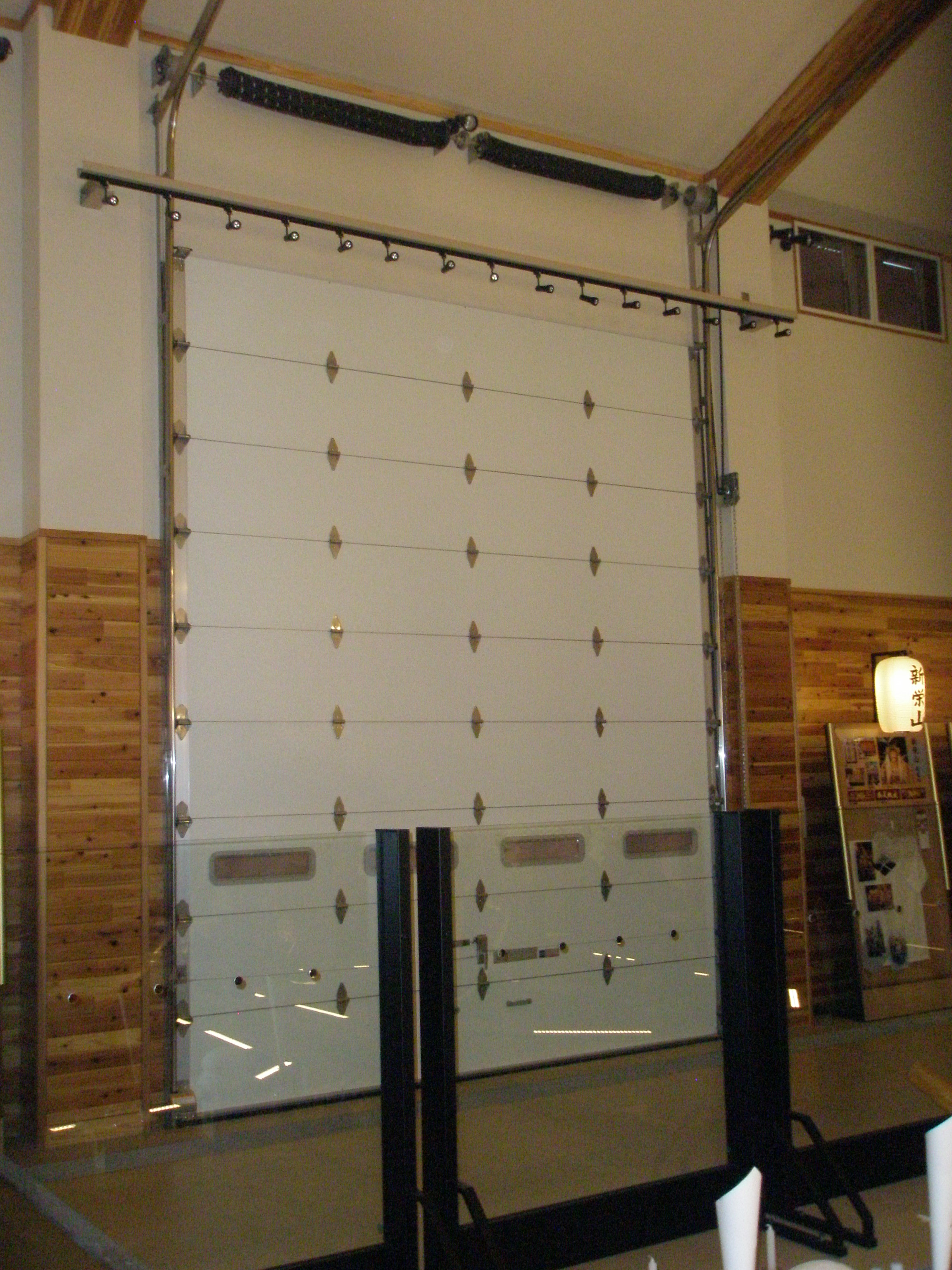
山車搬入口（内部）
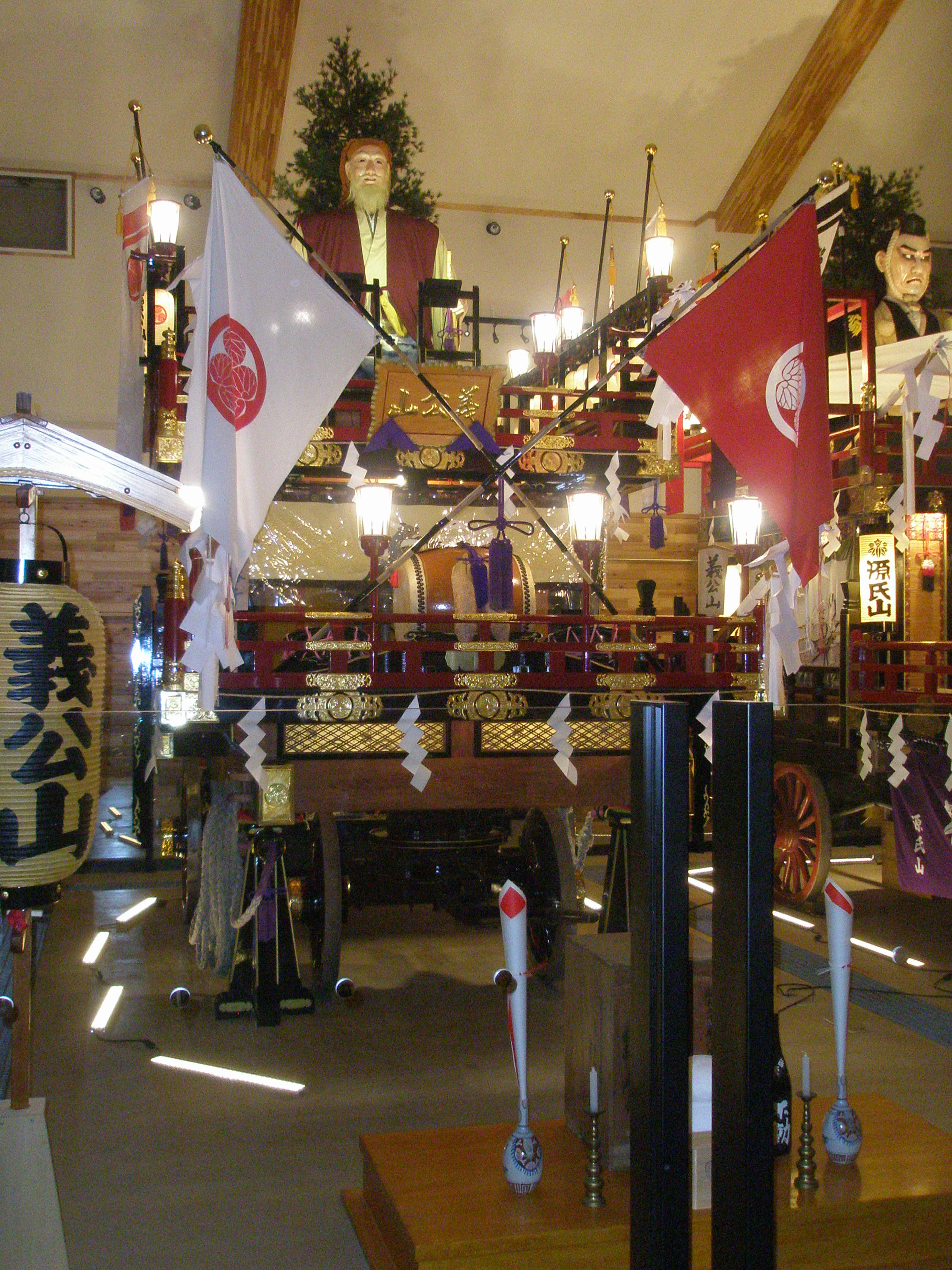
義公山（2017年展示）
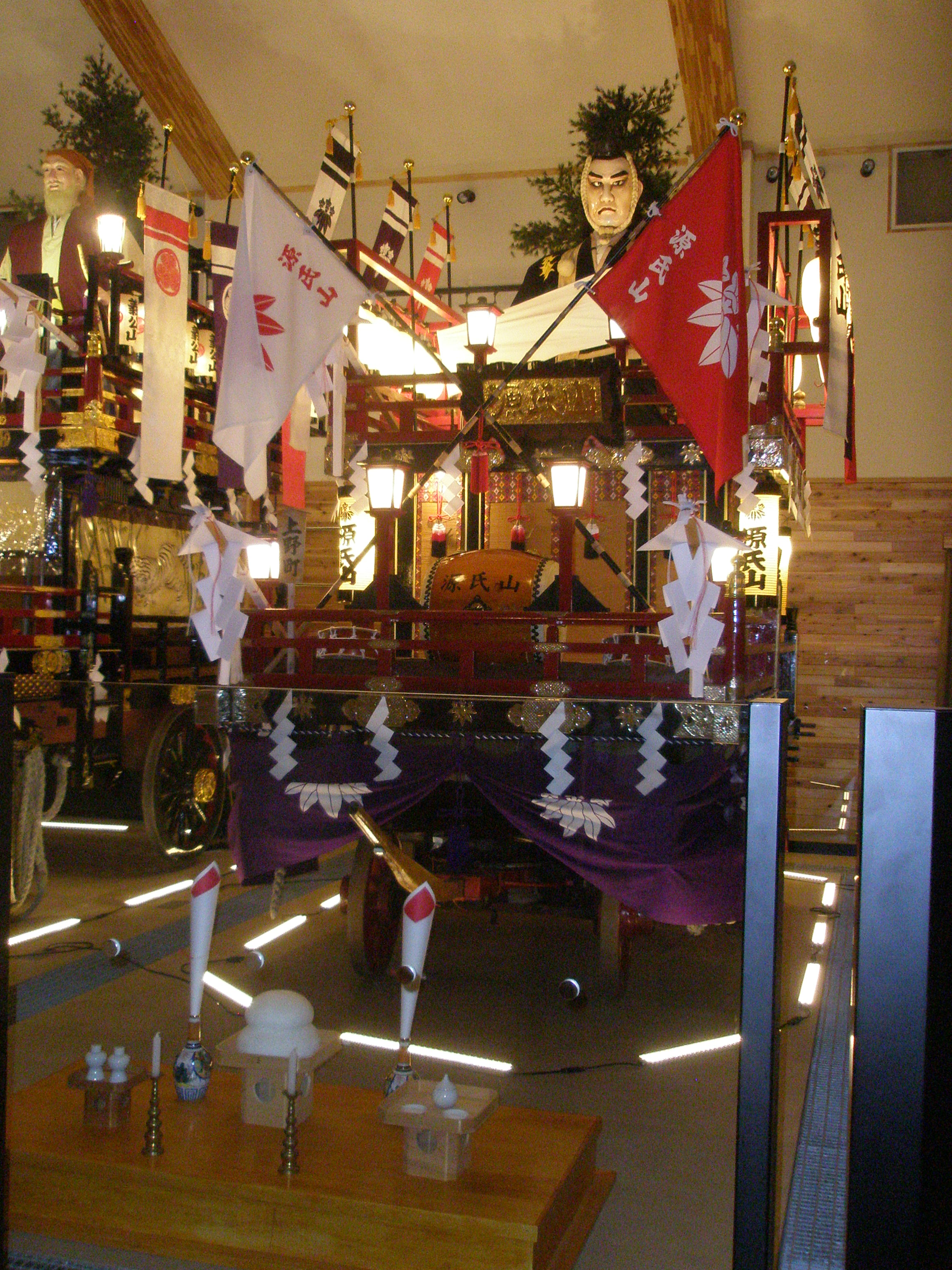
源氏山（2017年展示）

江差山車会館への山車搬入

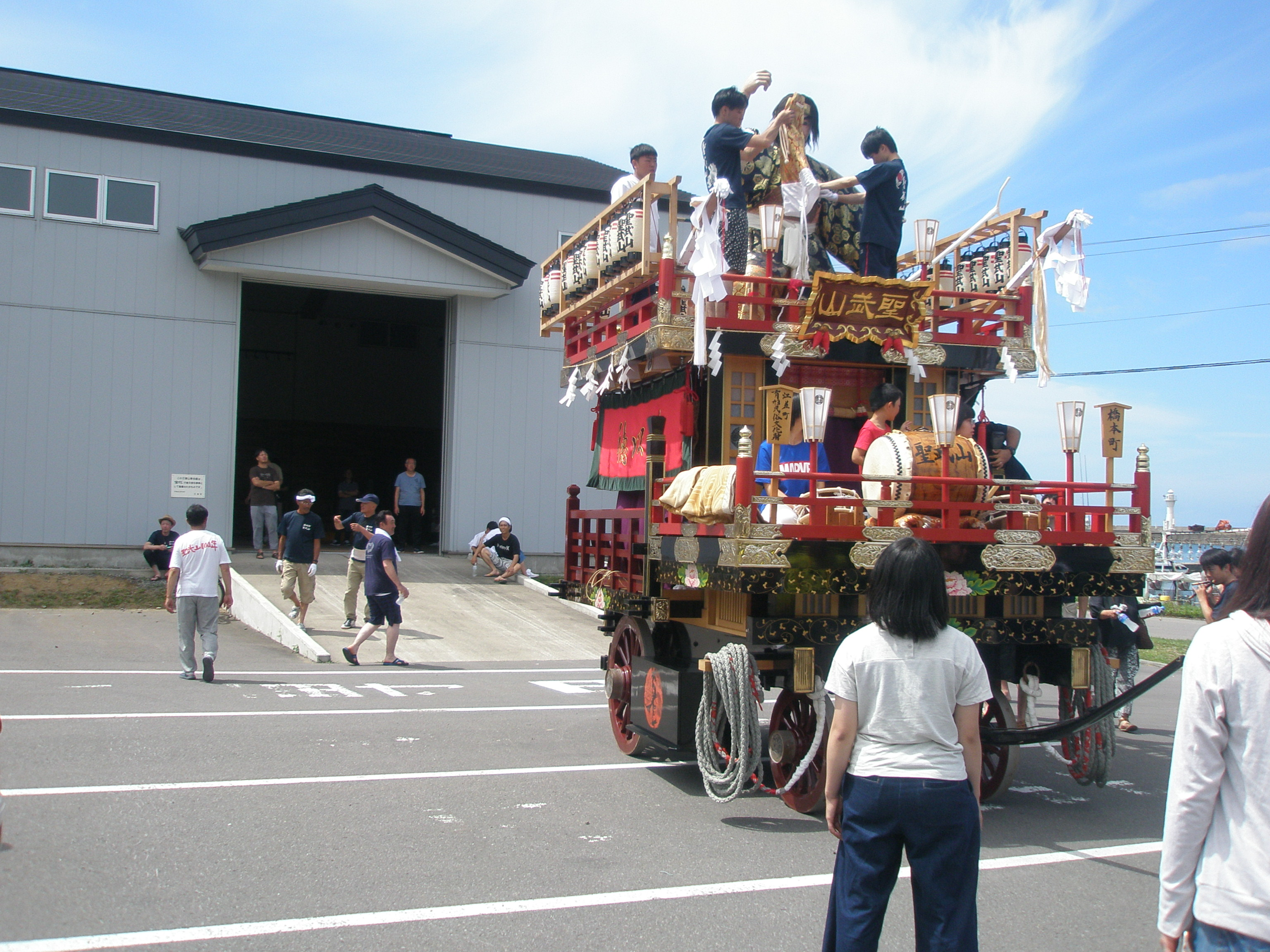
聖武山の江差山車会館内搬入準備（2018年8月12日）
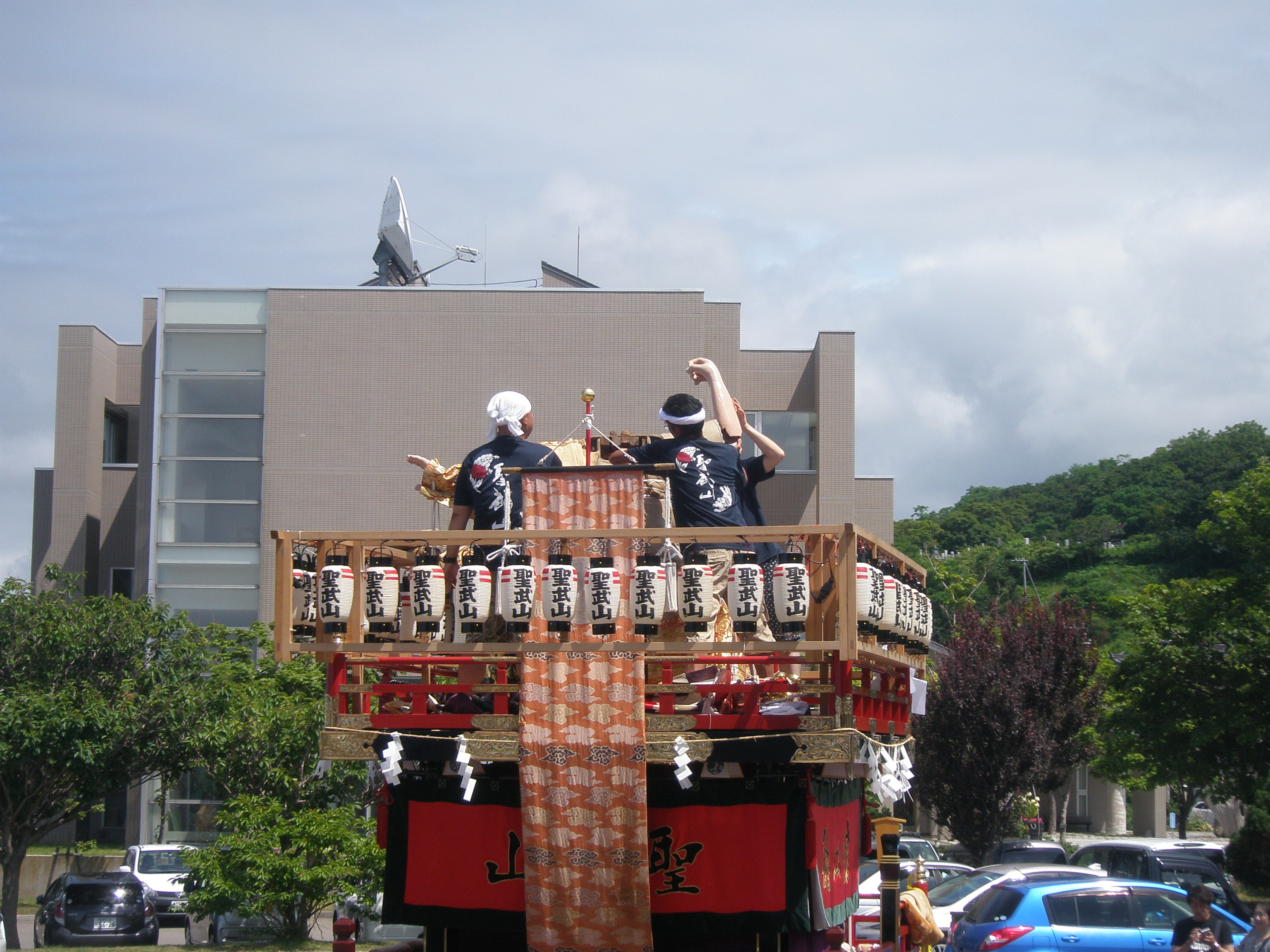
江差山車会館搬入前に山車人形の頭などを外す
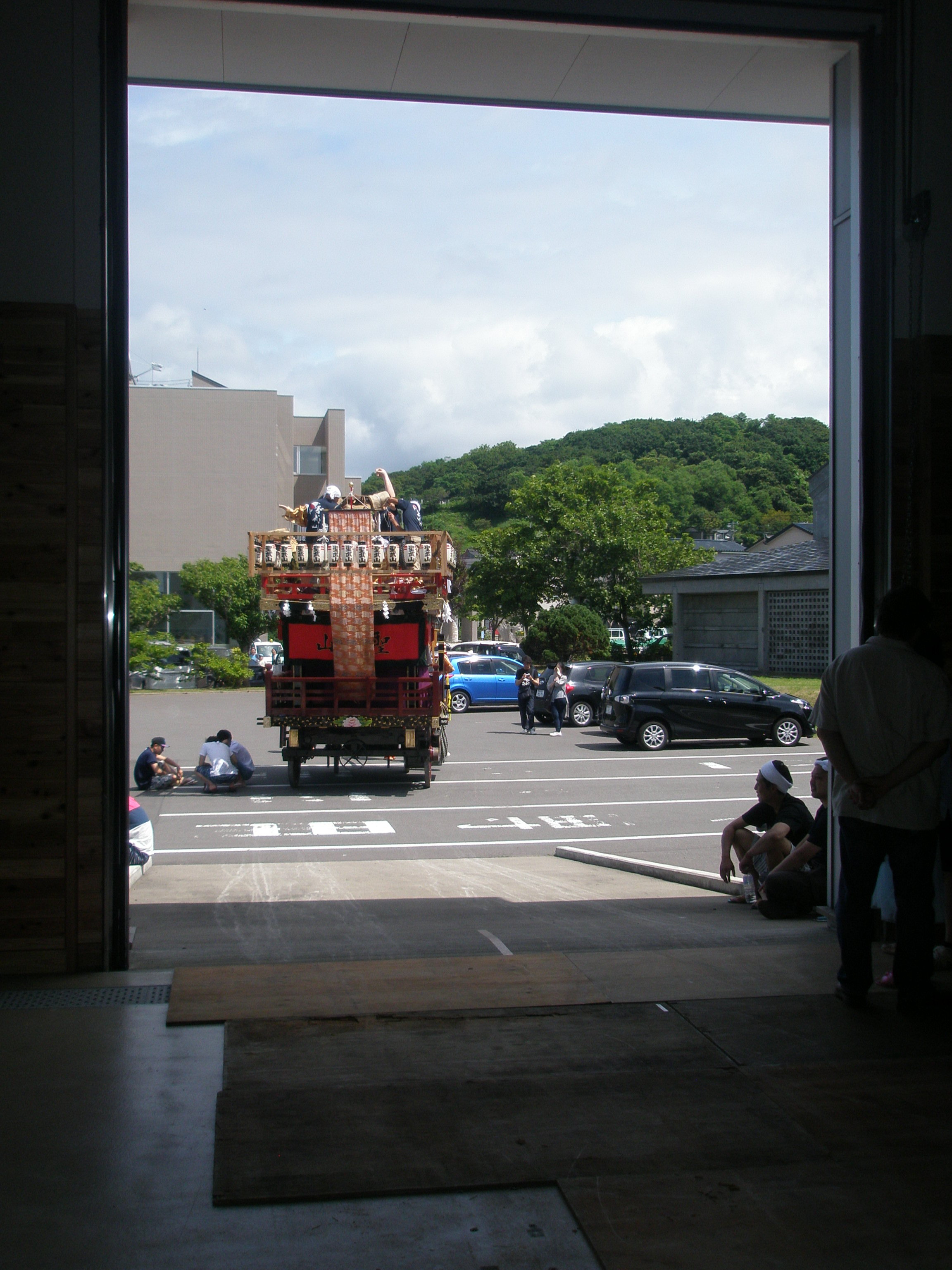
江差山車会館搬入口内部から見る聖武山
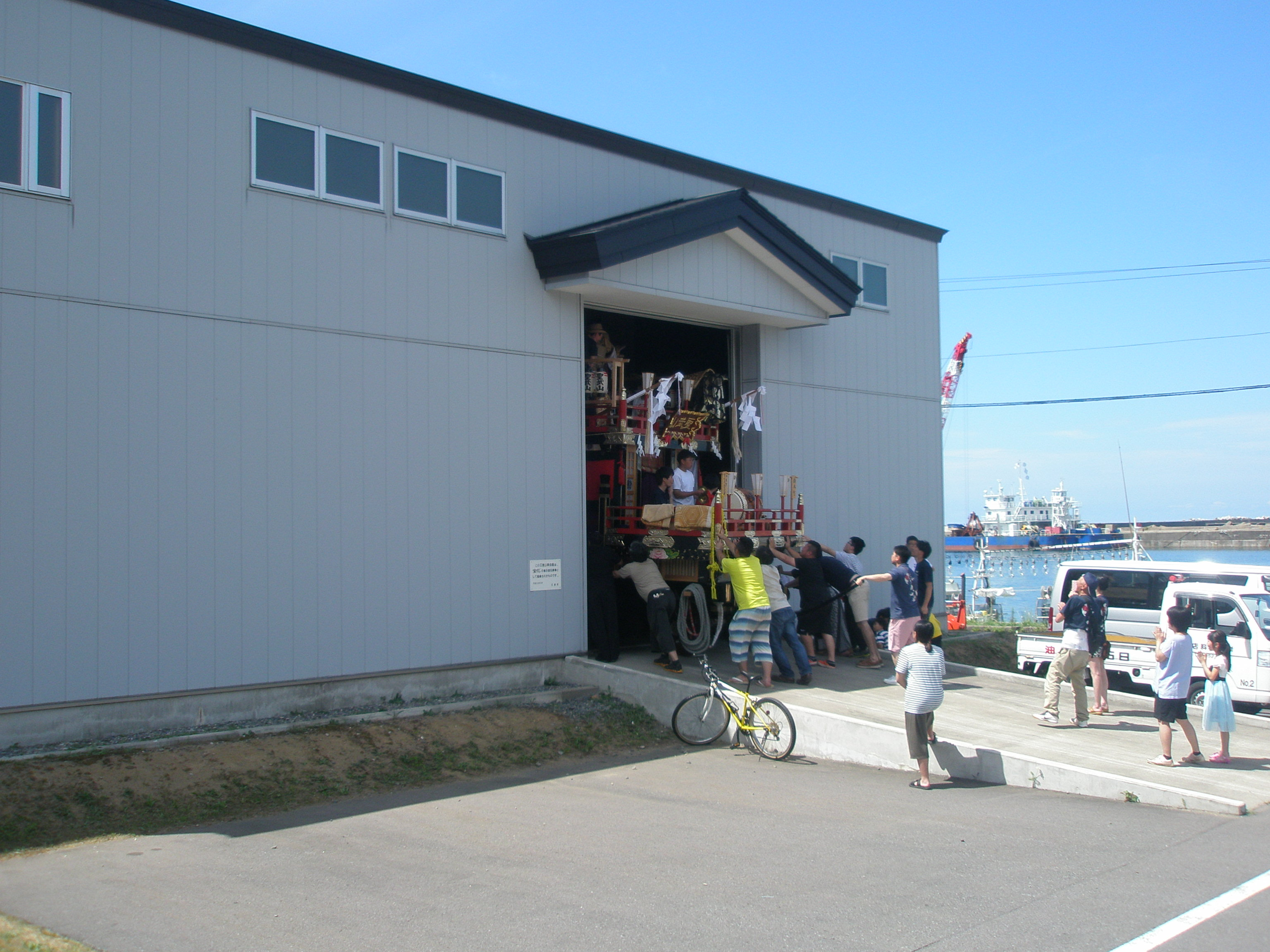
搬入口より山車搬入
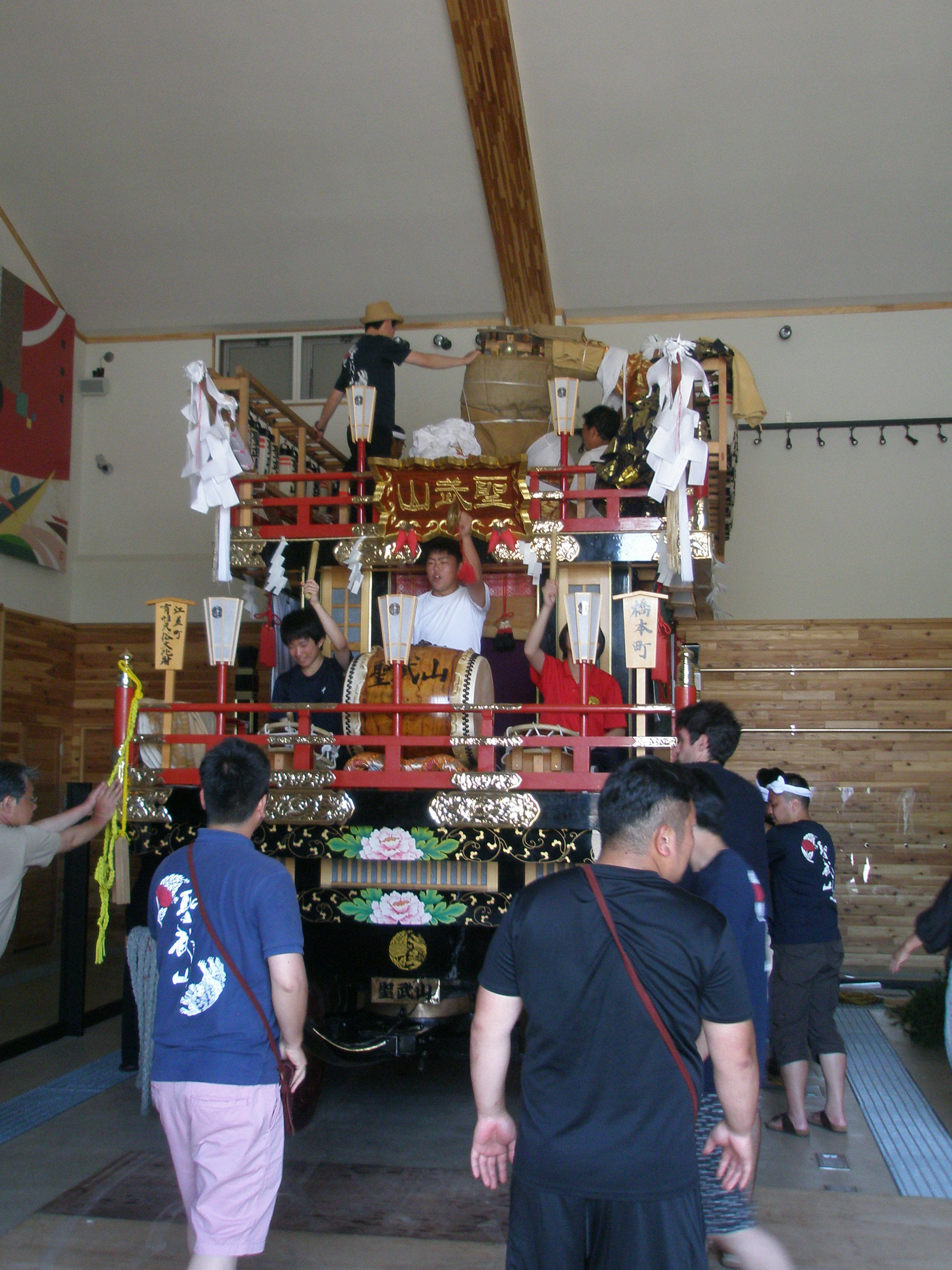
展示場所に山車の移動完了
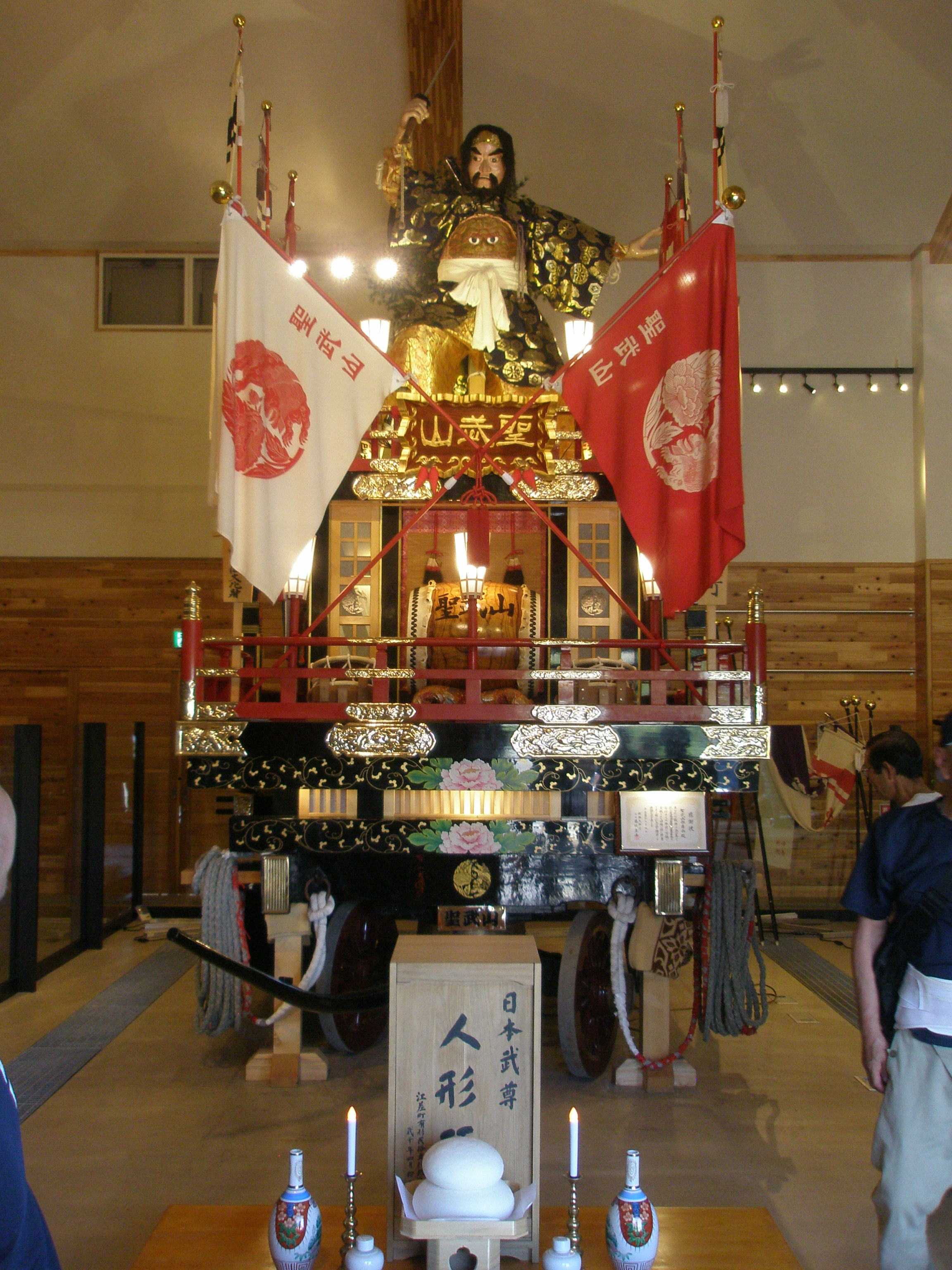
飾り付けを完了した聖武山